# Caxias do Sul
Caxias do Sul é um município brasileiro do estado do Rio Grande do Sul. Localiza-se no nordeste do estado a uma altitude de 817 metros, sendo a maior cidade da Serra Gaúcha; a segunda cidade gaúcha mais populosa, superada apenas pela capital Porto Alegre; e a 47.ª maior cidade brasileira.
Ao longo de sua história, Caxias do Sul já foi conhecida como Campo dos Bugres (até 1877), Colônia de Caxias (1877-1884) e Santa Teresa de Caxias (1884-1890). A cidade foi erguida onde o Planalto de Vacaria começa a se fragmentar em vários vales, sulcados por pequenos cursos de água, com o resultado de ter uma topografia bastante acidentada na sua parte sul. A área era habitada por indígenas caigangues desde tempos imemoriais, mas estes foram desalojados violentamente pelos chamados "bugreiros" abrindo espaço, no fim do século XIX, para que o governo do Império do Brasil decidisse colonizar a região com uma população europeia. Desta forma, milhares de imigrantes, em sua maioria italianos da região do Vêneto, mas com alguns integrantes de outras origens como alemães, franceses, espanhóis e polacos, cruzaram o mar e subiram a Serra Gaúcha, desbravando uma área ainda quase inteiramente virgem.
Depois de um início cheio de dificuldades e privações, os imigrantes conseguiram estabelecer uma próspera cidade, com uma economia baseada inicialmente na exploração de produtos agropecuários, com destaque para a uva e o vinho, cujo sucesso se mede na rápida expansão do comércio e da indústria na primeira metade do século XX. Ao mesmo tempo, as raízes rurais e étnicas da comunidade começaram a perder importância relativa no panorama econômico e cultural, à medida que a urbanização avançava, formava-se uma elite urbana ilustrada e a cidade se abria para uma maior integração com o resto do Brasil. Durante o primeiro governo de Getúlio Vargas houve uma séria crise entre os imigrantes e seus primeiros descendentes e o meio brasileiro, quando o nacionalismo foi enfatizado e as manifestações culturais e políticas de raiz étnica estrangeira foram severamente reprimidas. Depois da Segunda Guerra Mundial a situação foi apaziguada, e brasileiros e estrangeiros passaram a trabalhar concordes para o bem comum.
Desde então, a cidade cresceu aceleradamente, multiplicando sua população, atingindo altos índices de desenvolvimento econômico e humano e tornando sua economia uma das mais dinâmicas do Brasil, presente em muitos mercados internacionais. Também sua cultura se internacionalizou, dispondo de várias instituições de ensino superior e apresentando uma significativa vida artística e cultural em suas mais variadas manifestações, ao mesmo tempo em que passava a experimentar problemas típicos de cidades com alta taxa de crescimento, como a poluição, surgimento de favelas e aumento na criminalidade.

## História

### Origens e colonização
Antes da chegada dos imigrantes italianos, no século XIX, a região era habitada por índios caingangues. Daí, vem sua denominação antiga: Campo dos Bugres. Por ali, também passavam tropeiros em seus deslocamentos entre o sul do estado e o centro do país. Na região, os jesuítas tentaram fundar algumas reduções, embora sem sucesso.
Na segunda metade do século XIX, em virtude da guerra de unificação italiana, aquele país europeu se encontrava em grave crise social e econômica, e os agricultores empobrecidos já não conseguiam garantir a subsistência. Nesta época, o governo imperial do Brasil decidiu empreender a colonização de áreas desabitadas do sul do país, incentivando a vinda de imigrantes da Itália, após o sucesso da iniciativa semelhante com o elemento germânico. A área escolhida era então conhecida como Fundos de Nova Palmira, região formada por terras devolutas, delimitadas pelos Campos de Cima da Serra, ao norte e pela região dos vales, ao sul, de colonização alemã.

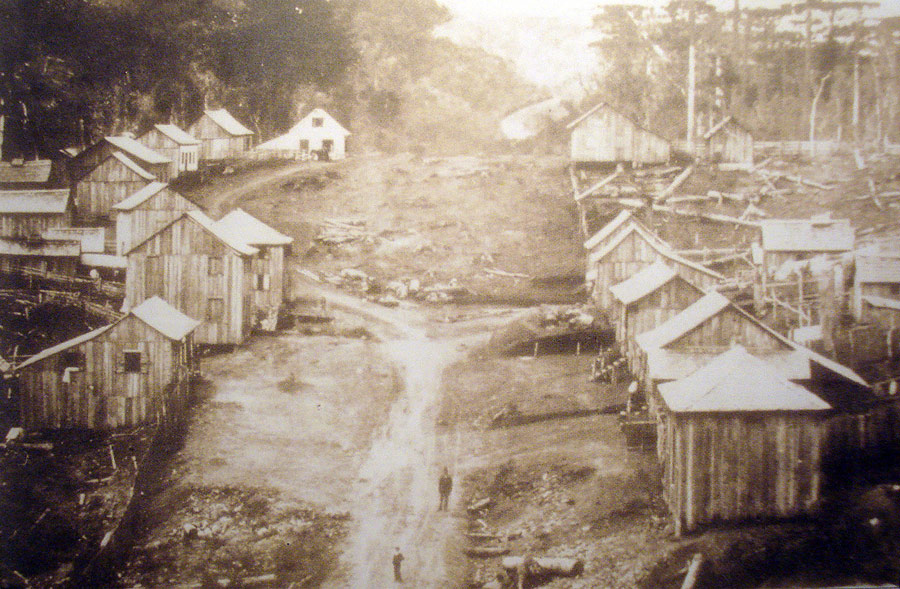
O núcleo urbano primitivo da cidade em torno de 1876

Em 1875, chegaram os primeiros colonos, em sua grande parte oriundos da região do Vêneto, após enfrentarem a árdua travessia do Oceano Atlântico, que durava cerca de um mês, em navios superlotados e onde as mortes por doenças e más condições gerais eram comuns. Inicialmente, os imigrantes aportavam no Rio de Janeiro, onde permaneciam em quarentena na Casa dos Imigrantes. Embarcavam em um vapor até o Sul, chegando a Porto Alegre, onde eram encaminhados ao antigo Porto Guimarães, hoje o município de São Sebastião do Caí. Em seguida, subiam a serra, atravessando a região ainda praticamente selvagem, até chegarem ao seu destino: a área onde, hoje, é Nova Milano. Dali, se transferiram, a partir de 1876, para a chamada Sede Dante, local da futura Caxias do Sul, o centro administrativo da colônia, a primeira a ser demarcada na região, onde eram recebidos num barracão de madeira - donde o epíteto Barracão também atribuído à pequena sede colonial. Depois, distribuíram-se nos lotes rurais a eles atribuídos pelo governo. Um ano depois, já se encontravam, no local, cerca de 2 000 colonos. Em 11 de abril de 1877, a denominação oficial do lugar passou a ser Colônia Caxias, em homenagem ao Duque de Caxias.

### Desenvolvimento
Apesar de algum auxílio oficial, as condições iniciais foram muito difíceis. As famílias permaneciam em grande parte isoladas umas das outras pela ausência ou precariedade das estradas. E além de desconhecerem totalmente o ambiente ainda selvagem em que foram lançados, o ferramental de que os colonos dispunham era primitivo e escasso, e as técnicas agrícolas trazidas da Itália não se adaptavam bem ao clima e solo locais. Enquanto a casa não ficava pronta e a agricultura não dava seus frutos, o sustento vinha da coleta, da caça e da venda da madeira derrubada. Somente o empenho de cada núcleo familiar possibilitou a sua sobrevivência nos primeiros tempos, e como ela dependia do número de braços existentes, as famílias tendiam a ser numerosas. Com isso a Colônia Caxias cresceu com rapidez, também pelo contínuo afluxo de novos imigrantes, e logo estruturou sua economia numa base de subsistência. Os produtos principais eram trigo, feijão e milho, seguidos pela batata-inglesa, cevada e centeio. Introduziram-se espécies frutíferas como castanheiras, marmeleiros, macieiras, pereiras, laranjeiras e cerejeiras, e se criavam galinhas, vacas, cabras, porcos, ovelhas e coelhos. Havia adicionalmente alguma produção de mel e de seda.

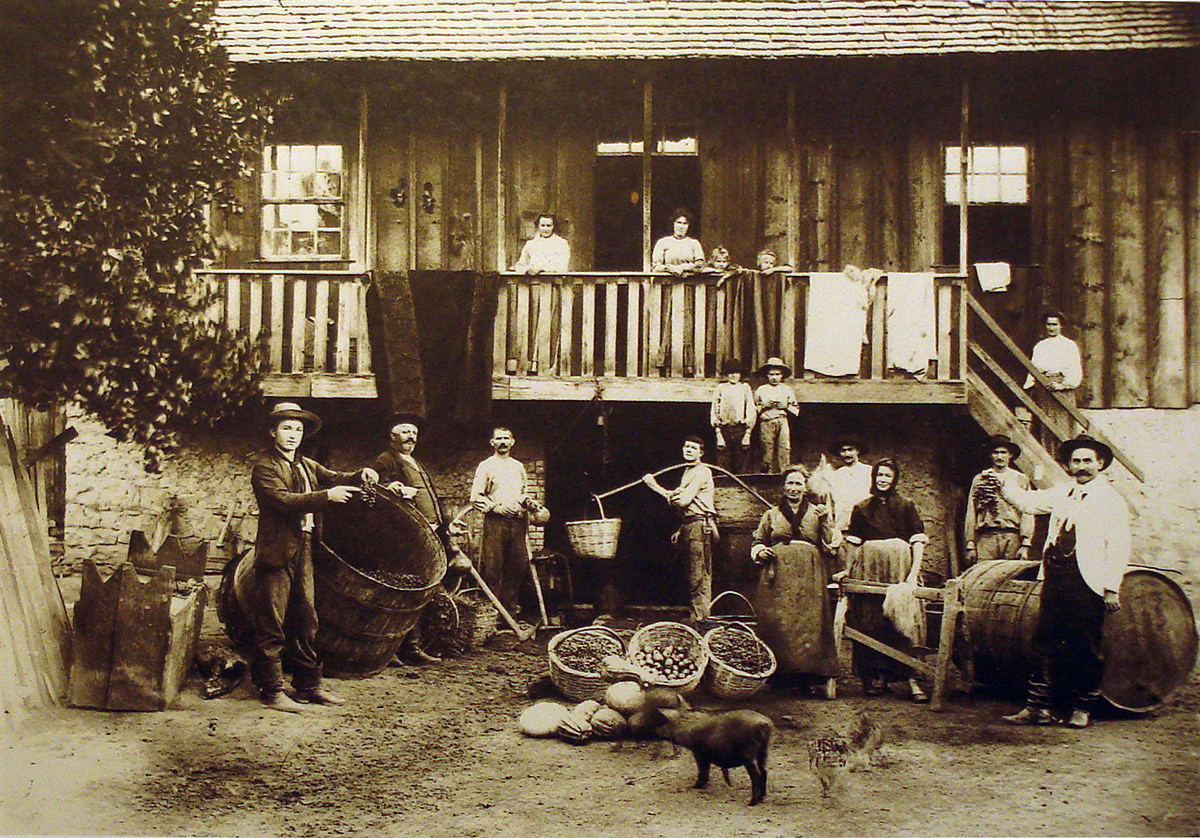
Uma feira agrária na 3ª Légua, zona rural de Caxias, c. 1918

Apesar deste perfil, logo se verificou algum desenvolvimento comercial e industrial na sede urbana, em essência destinados a processar e fazer circular os excedentes da produção agropecuária, aparecendo algumas casas de secos e molhados, e pequenas fábricas como funilarias, carpintarias, marcenarias, olarias, ourivesarias, ferrarias, moinhos, selarias, sapatarias e alfaiatarias, que conferiam autossuficiência à colônia emergente. O resultado dessa atividade pôde ser visto em 1881 na primeira Feira Agroindustrial, origem da moderna Festa da Uva, centralizando as pequenas feiras e festas agrárias e artesanais que se realizavam na zona rural. Em 1883 existiam na colônia 93 estabelecimentos comerciais para uma população de 7 359 habitantes.
Em 12 de abril de 1884 a colônia perdeu sua condição de Colônia da Coroa Imperial para ser anexada ao município de São Sebastião do Caí como seu 5.º Distrito, quando já tinha uma população de 10 500 habitantes. Seu nome mudou para Freguesia de Santa Tereza de Caxias, definindo-a como unidade administrativa e como possuidora de uma paróquia própria. Em 30 de outubro de 1886 a Câmara Municipal de São Sebastião do Caí estabeleceu um Código de Posturas para a freguesia de Caxias e nomeou João Muratore como seu primeiro administrador distrital, mas a administração de facto ainda continuava nas mãos dos funcionários imperiais, que viam com desconfiança os italianos como administradores. Somente em 28 de junho de 1890 os italianos conseguiram postos de comando, iniciando uma tradição, que no entanto tardaria para se consolidar. Nessa data o Presidente do Estado, tendo emancipado o distrito no dia 20, elevando-o à condição de município autônomo, nomeou a primeira Junta Governativa de Caxias, composta pelos italianos Angelo Chitolina, Ernesto Marsiaj e Salvador Sartori. Em 1895 as linhas do telégrafo já cruzavam a vila, e em 1906 foi inaugurada a primeira rede telefônica.

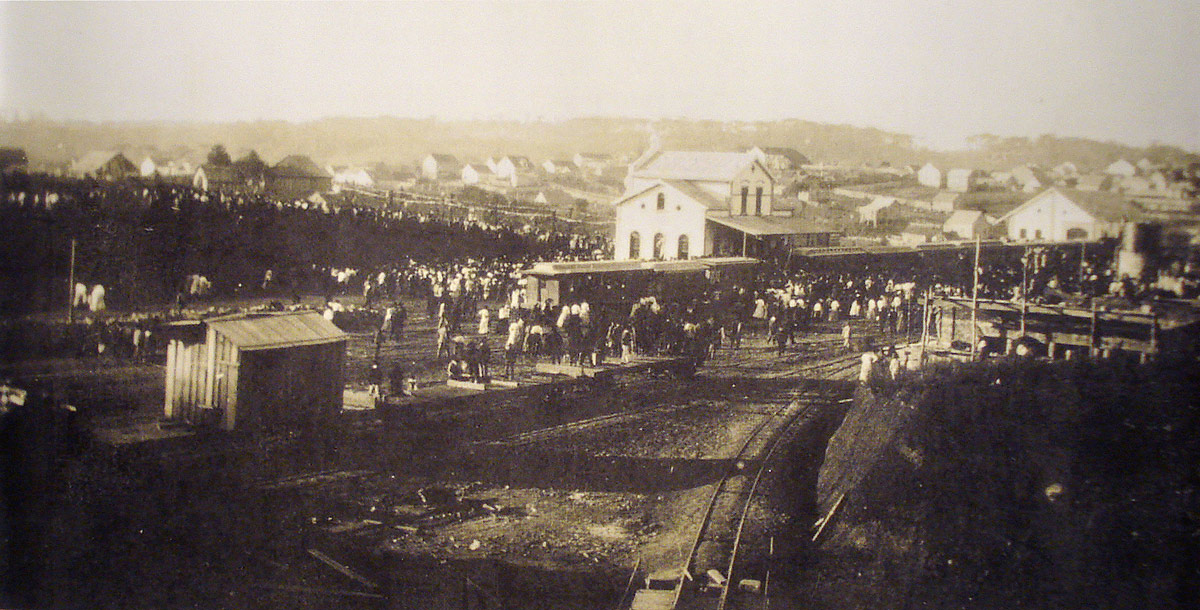
Inauguração da Viação Férrea em 1 de junho de 1910, data da elevação da Vila de Caxias à condição de cidade

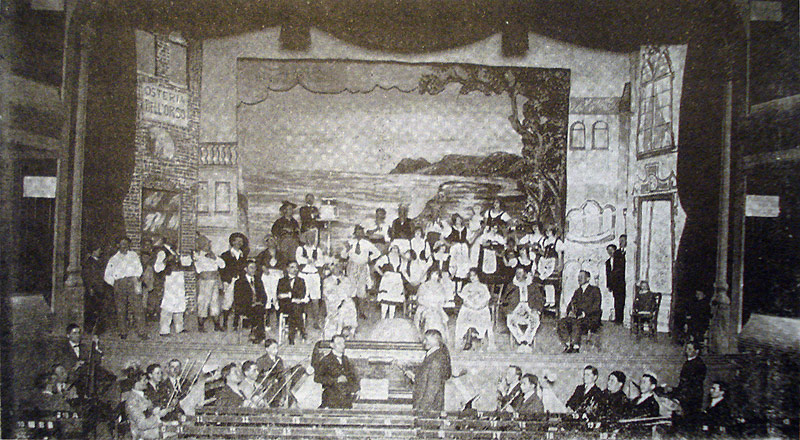
Cena da opereta Don Pasticcio no Cine Theatro Apollo, 1922

No dia 1.º de junho de 1910 Caxias recebeu foros de cidade e neste mesmo dia chegava o primeiro trem, ligando a região à capital do Estado. Em 1913 foi instalada a iluminação elétrica. Vários ciclos econômicos marcaram a evolução do Município ao longo deste século. Em suas primeiras décadas o modelo econômico inicial, voltado à subsistência, predominou. O comércio foi favorecido pela ferrovia e pela rede de entrepostos criada pelos alemães, mas logo os italianos puderam criar canais próprios para o escoamento de seus produtos, gerando um capital significativo que possibilitou a industrialização em maior escala. Caxias do Sul veio a ser um grande centro comercial e posteriormente industrial graças à fabricação de vinho, banha e farinha, tendo Porto Alegre como o principal ponto de distribuição. Antônio Pierucinni e Abramo Eberle, comerciantes de vinho e de produtos metalúrgicos, se destacaram como pioneiros na abertura de mercados em São Paulo. A Associação dos Comerciantes, fundada em 1901, teve papel de enorme relevo em toda a região e surgiu como a maior força social depois da Intendência e do Conselho Municipal. Mantinha um controle rígido e eficiente sobre o comércio, tinha grande influência junto ao poder constituído, intervindo beneficamente em crises econômicas e em problemas de infraestrutura local, além de atuar na área de assistência social. A Associação, apesar de algumas crises internas e desavenças com as autoridades, liderava todas as questões que de uma forma ou outra diziam respeito aos interesses das classes produtoras, mesmo quando se tratavam de assuntos exclusivamente agrícolas, já que todas as atividades produtivas nessa fase desembocavam no comércio.

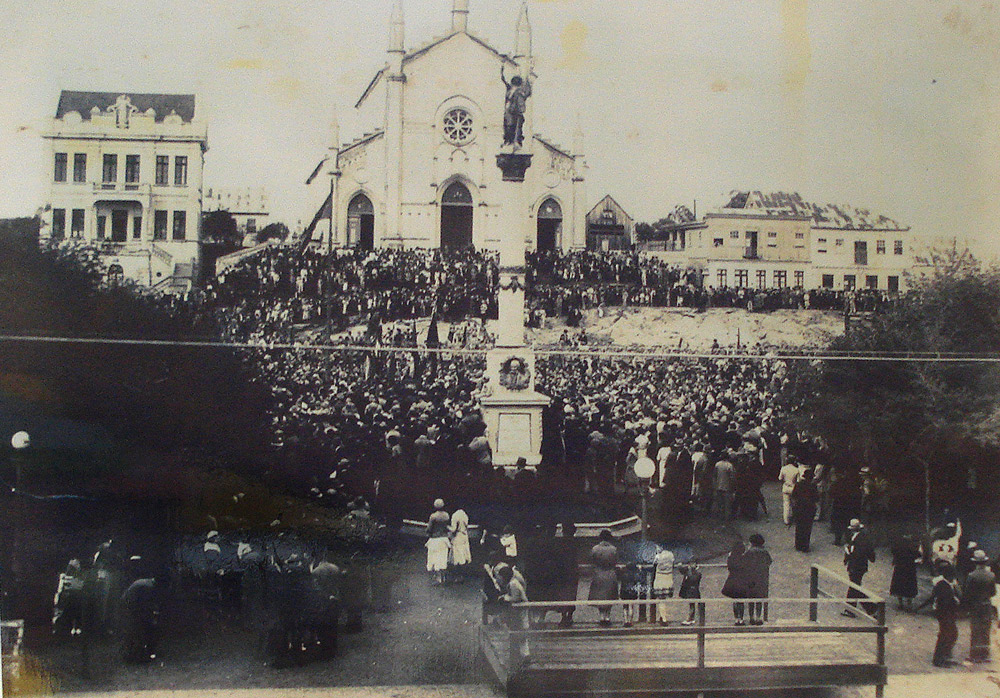
A Catedral sobranceira à Praça Dante Alighieri, no lançamento da pedra fundamental de um monumento ao Duque de Caxias, 1933

Enquanto isso, a cultura local, sem bem que ainda dependendo do modelo de organização familiar tradicional, com suas raízes rurais, e da íntima ligação com a Igreja Católica, iniciava um processo de refinamento e laicização, enquanto que, com o fim da fase de assentamento dos imigrantes, aparecia uma elite urbana que adquiria mais informação, era mais educada e pôde se dedicar mais ao lazer e à cultura em padrões menos folclóricos e mais cosmopolitas, o que beneficiava também a população em geral. Surgiram clubes sociais-recreativos que ofereciam programação cultural, como o Clube Juvenil e o Recreio da Juventude, e clubes esportivos amadores, como o Esporte Clube Juventude e o Grêmio Esportivo Flamengo (atual SER Caxias). A educação pública começava a se estruturar e em 1917 foi criada a primeira biblioteca municipal. Os primeiros teatros e salas de cinema, como o Cinema Juvenil, o Cine Theatro Apollo e o Cinema Central, traziam a produção cinematográfica mais atualizada da época, davam espaço para companhias itinerantes de teatro e amadores locais, e até mesmo para grupos operísticos. Merece referência também a criação em 1937 do Centro Cultural Tobias Barreto de Menezes, fundado por Percy Vargas de Abreu e Lima, importante personalidade intelectual da cidade, oferecendo cursos noturnos gratuitos de Humanidades e Ciências abertos a toda a população, desenvolvia uma série de outras atividades culturais, e foi um foco de discussão política em função das ideias socialistas do fundador. A atual Casa da Cultura da cidade leva o seu nome.

### Construção da identidade e crise social
Em 1925 foi comemorado o cinquentenário da imigração italiana no Rio Grande do Sul, num período que se mostrou extremamente propício para se iniciar uma consagração pública dos sucessos já alcançados e consolidados, objetivando primeiramente integrar as elites coloniais no panorama histórico estadual, até então dominado pelas representações pastoris-latifundiárias dos descendentes de portugueses. Nesse contexto, a Festa da Uva passou a constituir o maior evento profano da cidade, associando a glorificação do trabalho dos italianos com as possibilidades do festejo como um importante fórum econômico. Como disse Cleodes Ribeiro, 

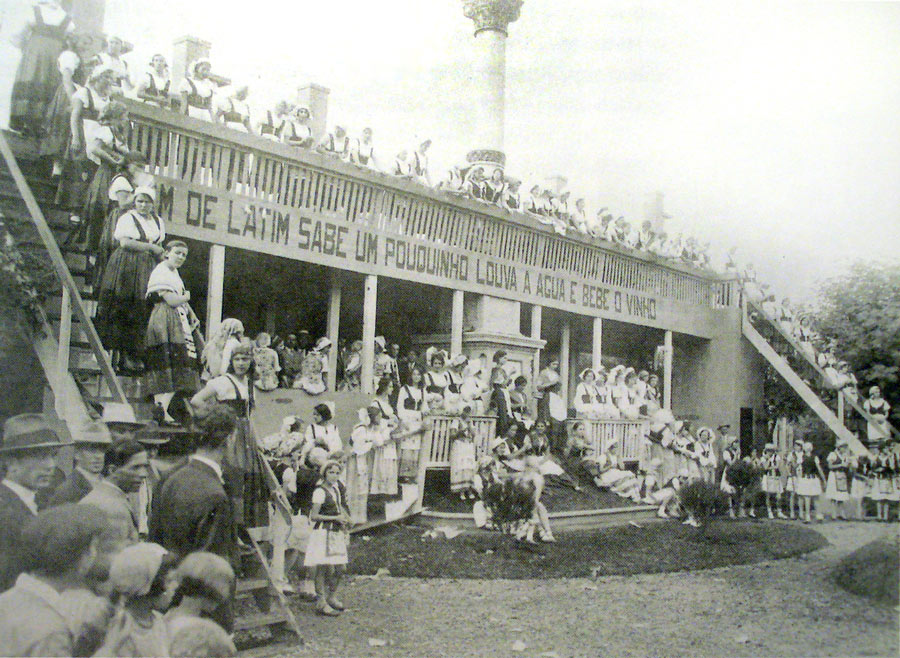
Pavilhões da Festa da Uva em 1932

"Se a liturgia do ritual da Festa da Uva serviu para proclamar a identidade dos celebrantes, exibir o resultado do trabalho desenvolvido ao longo de mais de meio século e reivindicar o estatuto de brasileiros, suas características definidoras foram explicitadas pelo vocabulário simbólico empregado no ritual. Os discursos, a exposição e as distribuições de uvas, o cortejo triunfal, as tendeiras em seus trajes típicos, as canções, os banquetes, o congresso e as bandeiras enfeitando as ruas, tudo isso refletiu o esforço dos ofertantes da festa no processo de autorrepresentação".
Ao mesmo tempo, na Itália fascista, surgia o interesse de se reconstituir a história dos emigrados interpretando-a como poderosa contribuição civilizatória da raça latina ao Novo Mundo, e instando os italianos daqui para que defendessem e se orgulhassem de sua origem étnica. Benito Mussolini, no prólogo do álbum comemorativo Cinquantenario della Colonizzazione Italiana nello Stato del Rio Grande del Sud, declarava: "No nobre orgulho que eleva as vossas almas, enquanto parais para contemplar o resultado da longa e tenaz fatiga, eu vislumbro o signo da nobilíssima estirpe que imprimiu um traço imorredouro na história dos Povos".
Tal posicionamento ufanista e racista, que não estava isento de manipulação estrangeira, foi entretanto suprimido pelo governo de Getúlio Vargas, que adotou uma linha de desenvolvimento nacionalista, passando a minimizar a autonomia estadual e as singularidades regionais, os chamados "quistos sociais" que haviam se formado "imprudentemente" em várias regiões do Brasil inclusive no sul. Nesse momento a auto-imagem excessivamente otimista e confiante construída pelos italianos começou a ser posta abaixo, e em vez de colaboradores no processo de crescimento e povoação brasileiros os imigrantes passaram a ser vistos como potenciais inimigos da pátria. O processo chegou a uma culminação com a entrada do Brasil na II Guerra Mundial ao lado dos Aliados contra os países do Eixo, ocasionando uma ruptura profunda dos laços entre Itália e Brasil, com pesadas consequências para a região de imigração. Entre 1941 e 1944 houve manifestações populares anti-italianas organizadas pela Liga da Defesa Nacional, que buscaram suprimir os signos identificadores da etnia estrangeira, criando-se uma atmosfera de terror em vários atos públicos de agressão. Ao mesmo tempo, os italianos e seus descendentes foram proibidos de falar o seu dialeto, formando-se à sua volta um muro de silêncio, já que muitos ainda mal sabiam se expressar em português. Seu deslocamento passou a depender da concessão de salvo-condutos, prejudicando gravemente sua interação em todos os níveis com os brasileiros. Tamanha repressão originou um esforço de auto-censura por parte dos próprios italianos e seus descendentes, desestimulando o cultivo da memória até no recesso do lar e interrompendo a partir de 1938 a celebração da Festa da Uva. O mesmo tratamento sofreram aqueles que, em menor número, tinham outras origens étnicas estrangeiras.

### Reconciliação e retomada do crescimento

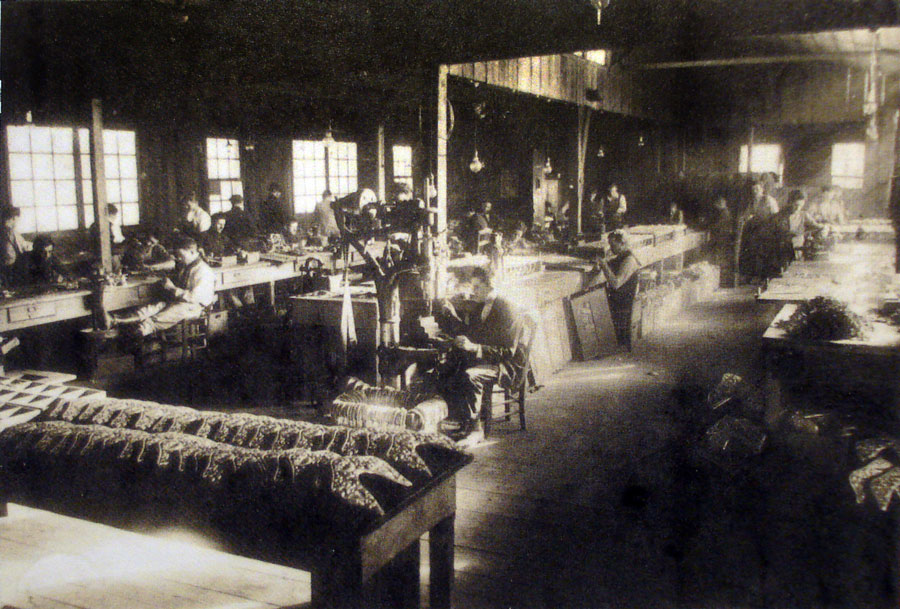
Instalações da Metalúrgica Abramo Eberle nos anos 1950

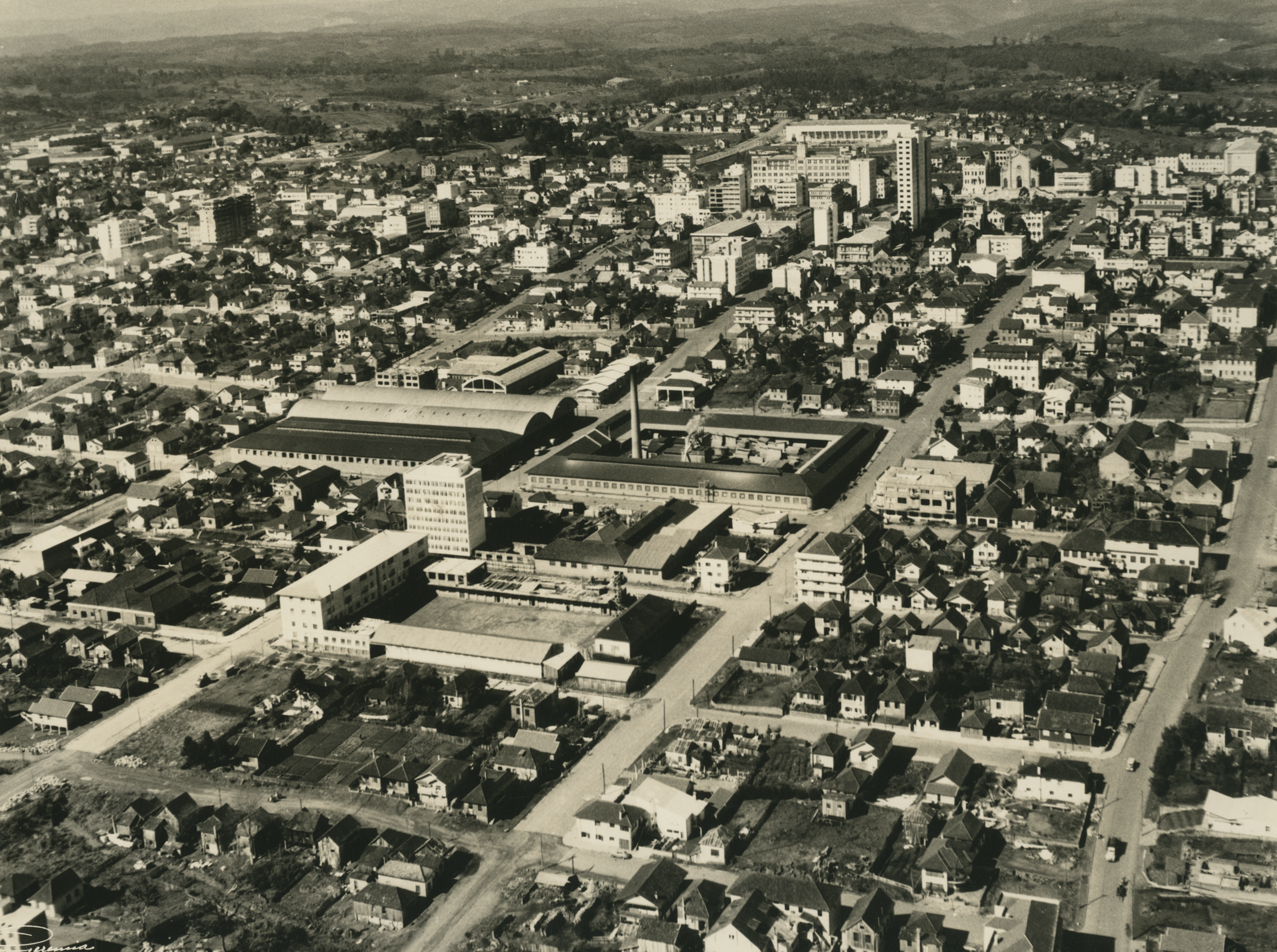
Caxias do Sul, anos 1970. Arquivo Nacional.

Na retomada da Festa da Uva, em 1950, coincidindo com a comemoração dos 75 anos da imigração, num espírito de reconciliação, os imigrantes passavam a ser chamados de pioneiros, indicando uma reorientação na identidade a ser construída, com implicações progressistas que se abriam para os não-italianos, já considerados como parceiros em todo o processo civilizador. Outro evento de grande significado simbólico foi a construção do Monumento ao Imigrante, inaugurado em 1954 e mais tarde transformado em monumento nacional.
O desenvolvimento econômico da cidade ao longo do século XX obedeceu a um padrão semelhante ao brasileiro, utilizando técnicas e maquinário desenvolvidos nos países industrializados e adaptando-os às condições locais. Na segunda metade do século as principais empresas já tinham filiais em Porto Alegre e a cidade já havia desenvolvido um comércio expressivo de produtos suínos, laticínios, farinha, madeira e no setor vinícola. As indústrias metalúrgicas também estavam em crescimento, aproveitando inicialmente o trabalho artesanal de ferreiros, serralheiros e funileiros, mas em torno da década de 1950 adquiriram o perfil de indústrias modernas, principalmente com capital derivado da poupança e da expansão dos próprios estabelecimentos. Um diferencial na evolução econômica caxiense foi a formação de profundos vínculos de confiança mútua na comunidade, o chamado capital social, possibilitando a organização da economia sobre bases mais fortes, a aceleração do ciclo econômico e a obtenção de resultados mais significativos. A rápida diversificação da economia se deveu também à progressiva urbanização e à falência do sistema colonial do minifúndio familiar. A sucessiva fragmentação das propriedades rurais entre os múltiplos herdeiros as tornou incapazes de prover o sustento das famílias, geralmente grandes, ocasionando o êxodo rural e transformando boa parte dos antigos agricultores em operários da indústria e comércio.
Assim como a primeira metade do século XX representou uma abertura e maior integração da cidade ao contexto estadual e nacional, a segunda metade figura como uma fase de abertura para o mundo, com a mudança em seu perfil produtivo, político e cultural, o início de sua penetração no mercado estrangeiro e a consolidação de sua posição como uma das maiores economias do Brasil. A cidade cresceu aceleradamente nesse intervalo, passando de uma população de 54 mil em 1950 para 180 mil em 1975 e cerca de 360 mil pessoas em 2000, trazendo consigo paralelamente todos os problemas sociais, culturais, econômicos e ambientais típicos das cidades brasileiras com grande taxa de expansão. O dinamismo industrial da cidade se intensificou a partir da década de 1970, alicerçado na diversidade de empreendimentos que vão desde material de transporte, o mais significativo, ao mobiliário, aos produtos alimentares, à metalúrgica, ao vestuário, calçados e itens de tecido, tornando-a a segunda área em importância econômica no estado, atraindo populações de outras regiões do Rio Grande do Sul e mesmo de outros estados. Em anos recentes a economia local evidencia uma drástica mudança de ênfase, assumindo grande importância o setor terciário e crescendo a informatização e automatização nas empresas, a infraestrutura, a preocupação com o meio ambiente e abrindo-se novos empregos e novos mercados em várias frentes internacionais.
Em 1994 foi criada a Aglomeração Urbana do Nordeste do Rio Grande do Sul, a segunda maior aglomeração urbana do Rio Grande do Sul, destacando-se pela concentração populacional e pelo dinamismo de sua estrutura econômica. Da fragmentação da antiga Colônia Caxias nasceram os atuais municípios Flores da Cunha, Farroupilha e São Marcos. O município é também conhecido pelo nome de Pérola das Colônias.
Em 2017 a língua talian foi oficializada no município de Caxias do Sul, a partir do decreto do presidente da Câmara de Municipal de Vereadores, Felipe Gremelmaier (PMDB). No dia 10 de outubro de 2019 foi aprovado o projeto de lei que reconhece o Talian como patrimônio imaterial do município.

## Geografia
Caxias do Sul é um município do estado do Rio Grande do Sul, Brasil. Está localizada a uma longitude de 51º10'06'' oeste e a uma latitude de 29º10'05'' sul. Pertence à Mesorregião do Nordeste Rio-Grandense e à Microrregião de Caxias do Sul. Segundo a Fundação de Economia e Estatística tem uma área de 1 643,9 km², 1 638,34 km² de acordo com dados da Prefeitura Municipal, ou 1 644 km², segundo o IBGE. Está a 127 km da capital do estado, Porto Alegre, e 1 900 km de Brasília, capital federal. Faz divisa com os municípios de São Marcos, Campestre da Serra e Monte Alegre dos Campos ao norte, Vale Real, Nova Petrópolis, Gramado e Canela ao sul, São Francisco de Paula a leste e Flores da Cunha e Farroupilha a oeste.

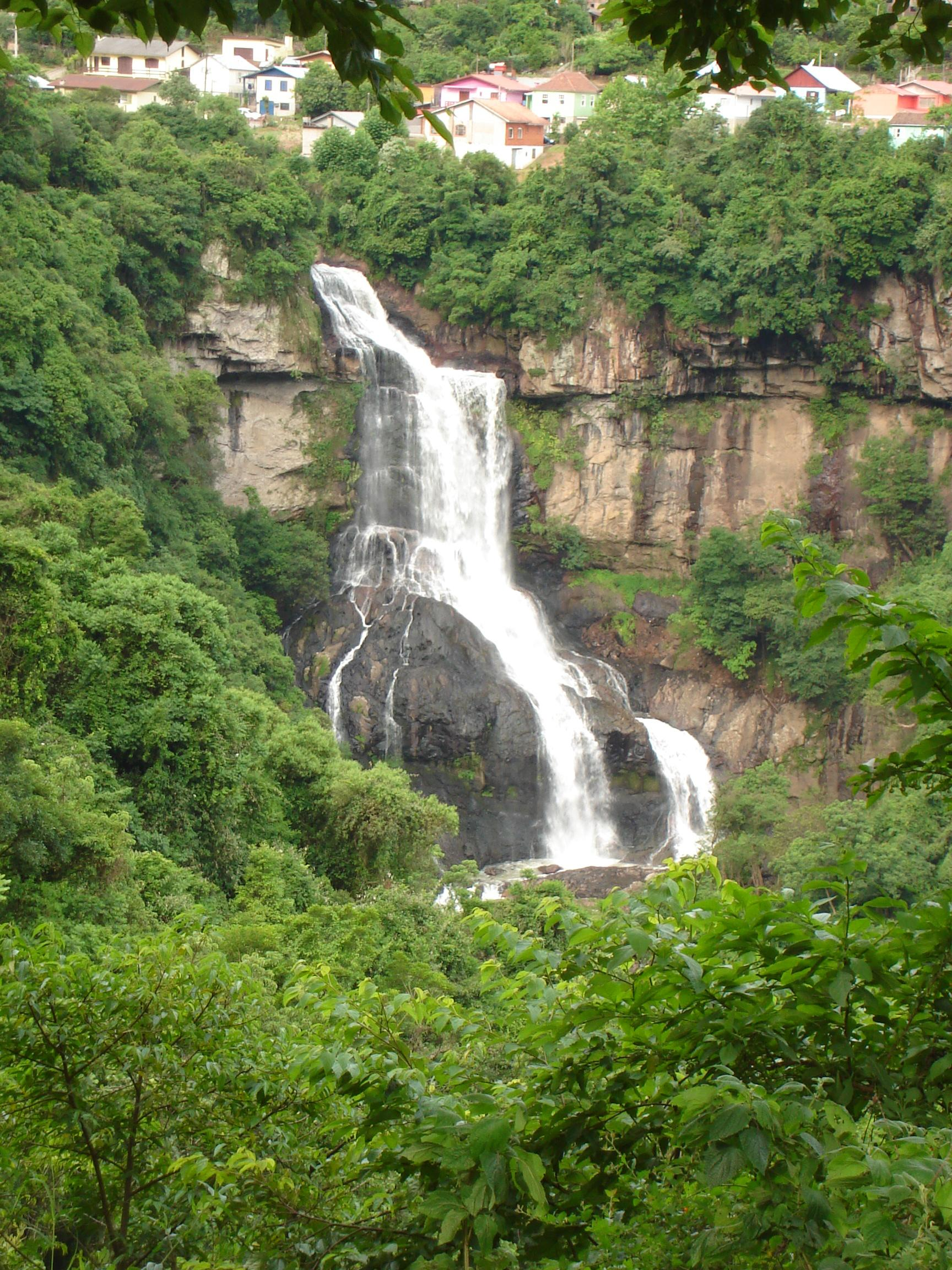
Cascata Véu da Noiva, do arroio Pinhal, em Galópolis

Localizada na região fisiográfica do Rio Grande do Sul denominada Encosta Superior do Nordeste, parte da Serra do Mar, o núcleo urbano original da cidade foi erguido sobre uma extensão em forma de península do Planalto de Vacaria, um antigo derrame basáltico sobre uma base granítica, cuja topografia é um declive contínuo, mas suave, desde a divisa do estado de Santa Catarina, com uma inclinação média de cerca de 2 m/km. Caxias do Sul situa-se na Bacia do rio Taquari-Antas e na Bacia do rio Caí, num divisor de águas entre 740 e 820 m de altitude, onde o planalto vacariense começa a se acidentar e fragmentar em diversos vales dissecados por pequenos rios e córregos que se dirigem para o sul e oeste, tributários do rio Taquari, os que se dirigem para sul e sudeste, tributários do rio Caí, e os que drenam para o norte, tributários dos rios das Antas, Pelotas e São Marcos.
Os principais leitos fluviais da cidade são o arroio Maestra (direção norte-nordeste), o arroio Biondo (nordeste), o arroio Caravaggio (sudoeste) e o arroio Pinhal (sul). Essa rede de vales possui extensos terrenos interválicos que variam de 50 a 60 km em largura. Ao sul, todavia, sucedem-se vales pequenos e relativamente ramificados, com intervalos reduzidos que variam de 4 a 5 km de largura. Os espaços interfluviais destes vales meridionais se acham, em geral, aproximadamente na mesma altura do planalto de Caxias, variando entre 670 e 790 m de altura, enquanto que o fundo das gargantas, onde afloram arenitos vermelhos, está geralmente a menos de 200 m de altitude. Os maiores espelhos d'água da cidade são artificiais, barragens construídas para abastecimento da população, entre elas a Represa Maestra (5 400 000 m³), a Represa Dal Bó (1 770 000 m³) e a Represa do Faxinal (32 000 000 m³).

### Meio ambiente

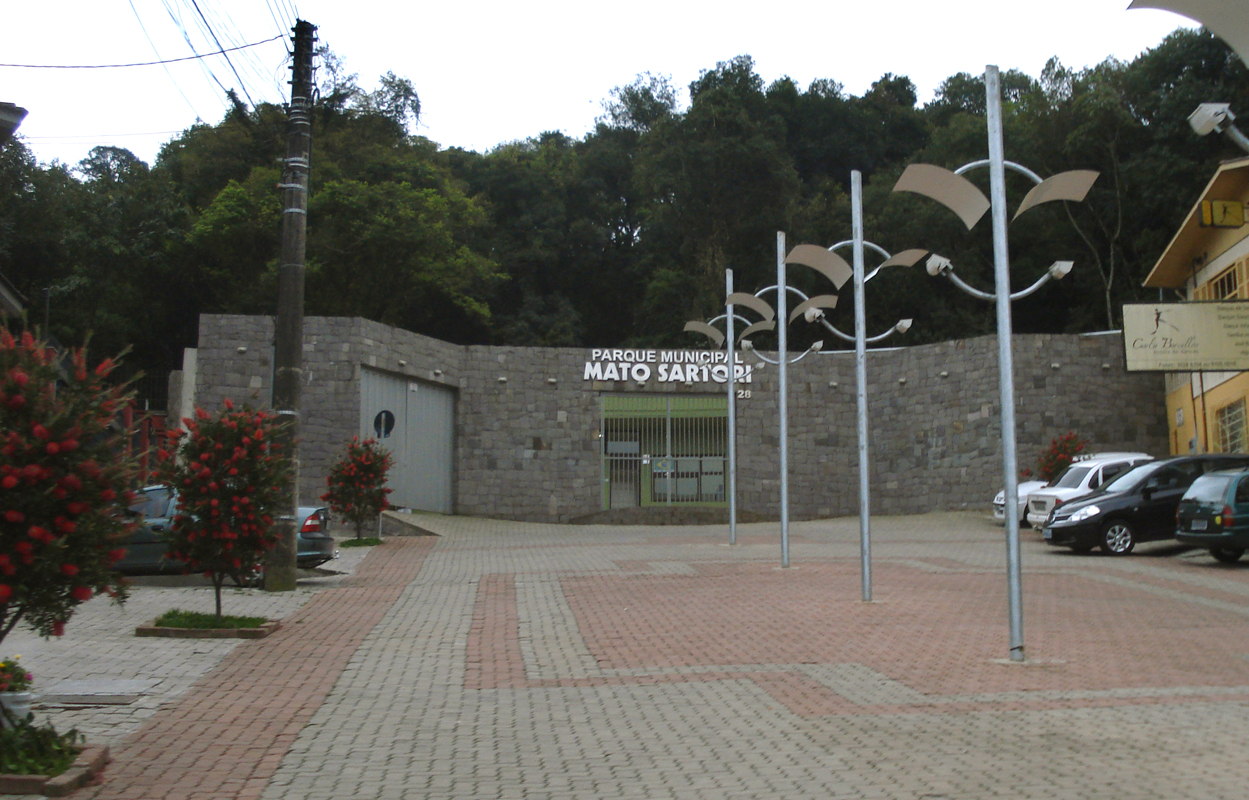
Entrada do Parque Municipal Mato Sartori

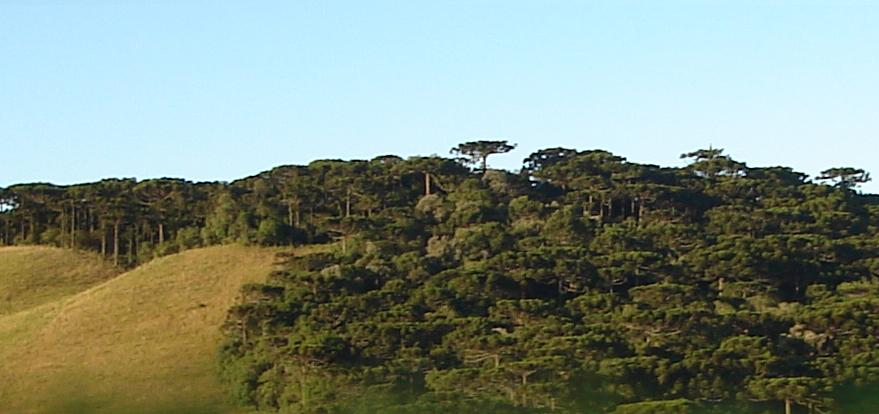
Mata de araucária no interior de Caxias do Sul

O município de Caxias do Sul está situado dentro do bioma da Mata Atlântica, com vegetação predominante de floresta ombrófila mista, conhecida como mata de araucária. A leste, norte e nordeste a floresta se intercala com áreas da vegetação rasteira dos Campos de Cima da Serra, que ocorrem em solos de pouca profundidade. A paisagem encontra-se bastante alterada devido ao manejo agrícola e industrial e à expansão da área urbana, havendo grande redução da presença da araucária. Quanto menos acidentado o relevo, mais extensas são as manchas de campos e, ao contrário, quanto mais dinâmicas são as formas do relevo, mais densas e contínuas são as matas de araucária, sobretudo nas cabeceiras dos principais vales. As áreas mais baixas dos vales são revestidas por uma floresta transicional de matas de encostas, com maior diversidade botânica, que é definida como Mata da Figueira. Os solos, criados sobre a capa basáltica, são em geral muito férteis.
A cidade conta com um posto do IBAMA, a Prefeitura Municipal implementa e fiscaliza a extensa legislação ambiental criada pela Câmara e mantém uma Secretaria do Meio Ambiente, responsável por ações de preservação e manejo dos recursos naturais. Dentre suas atividades se contam programas de educação ambiental, como o Plante uma Árvore, o Repovoamento da Araucária, as Conferências do Meio Ambiente, o Calendário Ecológico, a Olimpíada Ambiental, a Semana do Meio Ambiente e outras. A cidade tem média de 17,32 m² de área verde para cada habitante, contando com 46 praças e vários outros espaços verdes e áreas de preservação ambiental, como o pequeno Mato Sartori, junto ao centro, os 186 mil hectares no entorno da Bacia de Captação de Caxias do Sul, no distrito de Fazenda Souza, a maior área de preservação ambiental para extração de água da Mata Atlântica, e o Aterro Sanitário do Rincão das Flores, que tem a maior parte de sua área de 275,8 ha destinada à preservação. Vários parques possuem áreas de flora nativa e áreas urbanizadas com equipamentos de esporte e lazer, entre eles o Parque dos Macaquinhos, o Parque Cinquentenário e o Parque Dr. Celeste Gobatto. Também existe um Jardim Botânico de 50 ha, preservando a flora local ao mesmo tempo em que propicia, através de coleta e reprodução, a recuperação das áreas degradadas.

#### Problemas ambientais

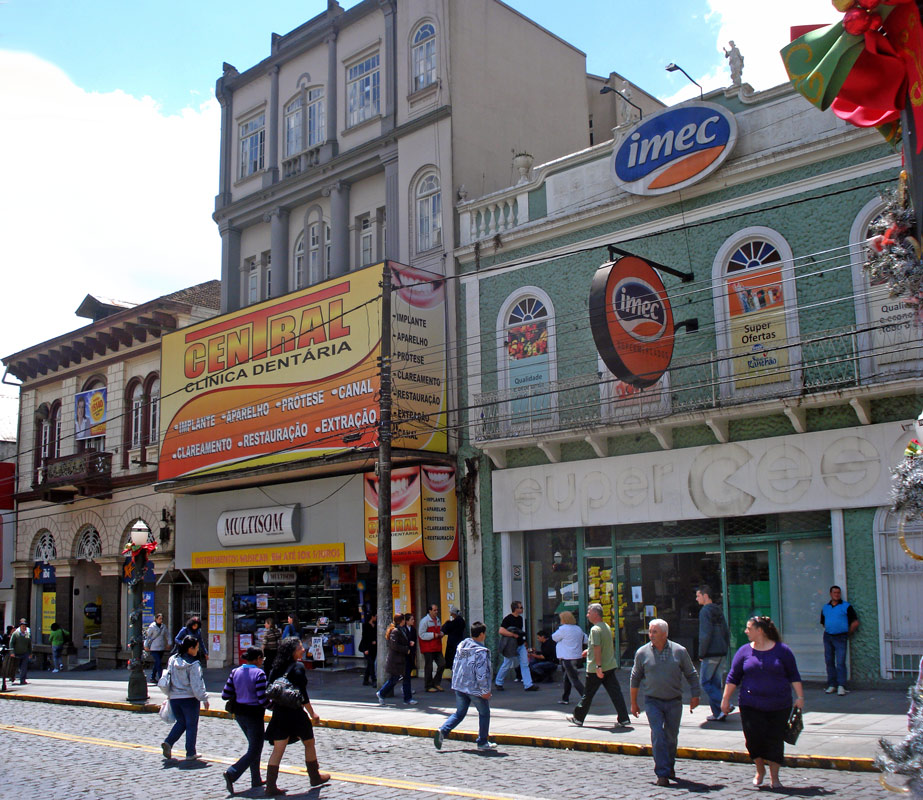
Descaracterização de prédios históricos do centro da cidade pela densa poluição visual

Um dos problemas ambientais da cidade é a poluição. As águas dos afluentes do rio Taquari são contaminadas com agrotóxicos, esgotos domésticos e efluentes industriais, e os esgotos da cidade são os maiores responsáveis pela poluição da bacia do rio Caí. A Prefeitura, contudo, tem feito grandes investimentos em programas para despoluição hídrica. A poluição sonora já apresenta ocorrências preocupantes mas está sendo submetida a legislação especial.
A poluição visual no centro é intensa, e aflige inclusive prédios históricos tombados, descaracterizando-os. Para atenuar esse problema foram criadas, através da Lei Complementar n.º 412, de 12 de junho de 2012, uma série de regras para a comunicação visual na cidade. Entre outras medidas, a lei determina um limite máximo para o tamanho das placas, letreiros ou banners utilizados nas fachadas das empresas. Com a medida, muitas fachadas históricas foram novamente reveladas sob a propaganda removida.
Os índices de poluição atmosférica são atualmente (janeiro de 2020) desconhecidos, pela inativação desde 2006 do equipamento de medição.
Apesar da proteção legal à Mata Atlântica, o desmatamento e as queimadas continuam ocorrendo na região de Caxias do Sul, muitas vezes de forma dissimulada, em encostas e terrenos de difícil acesso, plantando-se em substituição espécies exóticas como o Pinus e a acácia para atender aos mercados de madeira e papel e deixando-se em torno um cinturão de vegetação nativa como camuflagem, ou abrindo espaço para a criação de lavouras. Outra causa de desmatamento é a desvalorização comercial da terra quando ela possui grande cobertura de mata protegida, o que em tese impede a sua exploração mais intensiva. A fiscalização existe, feita por terra e ar pela Patrulha Ambiental de Caxias do Sul (Patram), ligada à Brigada Militar, mas os 18 soldados são insuficientes para cobrir a grande área sob sua jurisdição, que inclui 13 cidades.
Também têm sido verificados nos últimos anos vários deslizamentos de terra e alagamentos causados, respectivamente, pela ocupação inadequada de encostas com cobertura frágil de solo, e pela impermeabilização do terreno e urbanização mal planejada em áreas naturalmente propensas a enxurradas. Às vezes representando ameaças graves à vida da população, esses desastres em geral afetam as classes mais pobres, impelidas a se fixarem em zonas impróprias à urbanização.

### Clima

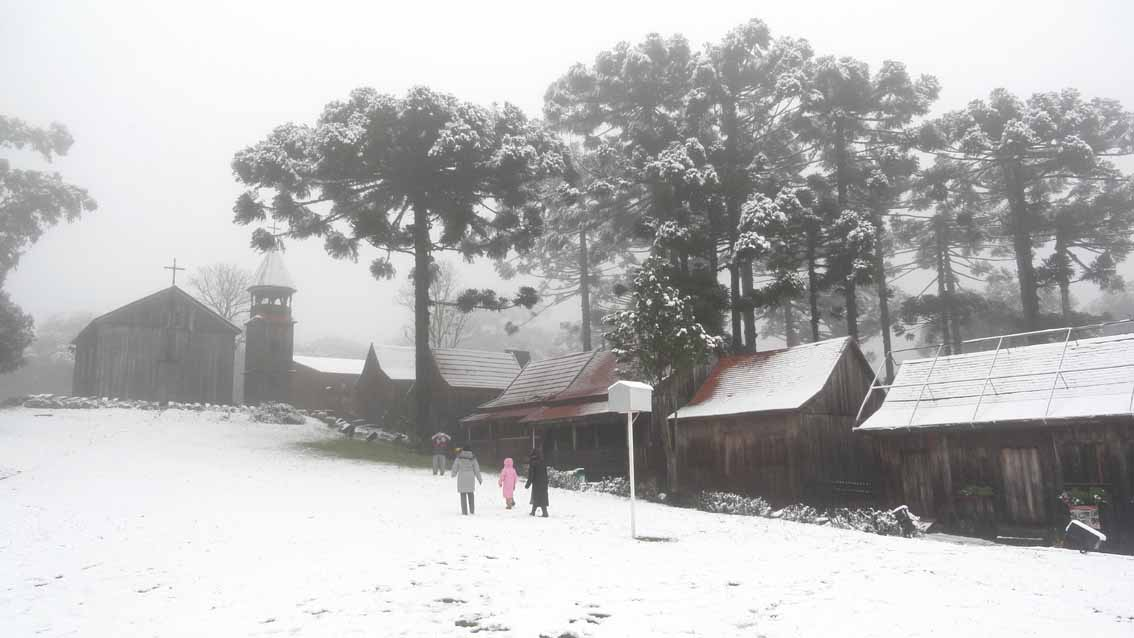
Neve cobrindo o Parque de Exposições da Festa da Uva, com a réplica de Caxias antiga, em 27 de agosto de 2013

O clima de Caxias do Sul é oceânico (Cfb), com verões relativamente quentes, invernos relativamente frios e geadas esporádicas, mais frequentes nas áreas de maior altitude e menor urbanização, situadas no extremo leste da cidade. Pode nevar nos meses mais frios, mas esse é um fenômeno bem mais raro e que, quando ocorre, é geralmente com pouca intensidade. Porém, já foram registradas precipitações de neve relativamente abundantes, com acumulações consideráveis - as últimas entre os dias 26 e 27 de agosto de 2013 e em 28 de julho de 2021.
A temperatura média compensada anual do município é de 17 °C, havendo grande amplitude térmica anual. Quanto às precipitações, o índice pluviométrico é de 1 800 milímetros (mm), sendo regularmente distribuídas durante o ano, não havendo assim uma estação seca. Precipitações acumuladas já chegaram à marca de 105 mm em doze horas. Ocasionalmente ocorrem episódios de forte ventania, com rajadas superiores a 100 km/h, e em 2009 foi registrada a passagem de um tornado.
Segundo dados do Instituto Nacional de Meteorologia (INMET), desde 1931 a menor temperatura registrada em Caxias do Sul foi de −6,4 °C em 24 de junho de 1945, porém o recorde histórico foi registrado antes do período, em 11 de julho de 1918, quando a cidade registrou uma temperatura mínima de −6,9 °C. O recorde de maior temperatura é de 37,5 °C em 16 de novembro de 1985. O maior acumulado diário de precipitação em 24 horas chegou a 192,4 mm em 2 de maio de 2024, superando os 176,9 mm registrados em 28 de junho de 1982. Maio de 2024, com 845,3 mm, é o mês mais chuvoso da série histórica, seguido por novembro de 2023 (478,7 mm), setembro de 2023 (437,2 mm) e setembro de 1967 (434,9 mm).
| Dados climatológicos para Caxias do Sul                                                  | Dados climatológicos para Caxias do Sul | Dados climatológicos para Caxias do Sul | Dados climatológicos para Caxias do Sul | Dados climatológicos para Caxias do Sul | Dados climatológicos para Caxias do Sul | Dados climatológicos para Caxias do Sul | Dados climatológicos para Caxias do Sul | Dados climatológicos para Caxias do Sul | Dados climatológicos para Caxias do Sul | Dados climatológicos para Caxias do Sul | Dados climatológicos para Caxias do Sul | Dados climatológicos para Caxias do Sul | Dados climatológicos para Caxias do Sul |
| Mês                                                                                      | Jan                                     | Fev                                     | Mar                                     | Abr                                     | Mai                                     | Jun                                     | Jul                                     | Ago                                     | Set                                     | Out                                     | Nov                                     | Dez                                     | Ano                                     |
| ---------------------------------------------------------------------------------------- | --------------------------------------- | --------------------------------------- | --------------------------------------- | --------------------------------------- | --------------------------------------- | --------------------------------------- | --------------------------------------- | --------------------------------------- | --------------------------------------- | --------------------------------------- | --------------------------------------- | --------------------------------------- | --------------------------------------- |
| Temperatura máxima recorde (°C)                                                          | 36                                      | 35,4                                    | 35                                      | 31,4                                    | 28,4                                    | 26,6                                    | 28,5                                    | 30,4                                    | 32,5                                    | 33                                      | 37,5                                    | 35,6                                    | 37,5                                    |
| Temperatura máxima média (°C)                                                            | 26,6                                    | 26,5                                    | 25,3                                    | 22,3                                    | 18,7                                    | 17,3                                    | 16,9                                    | 19,1                                    | 19,6                                    | 21,9                                    | 24,2                                    | 25,9                                    | 22                                      |
| Temperatura média compensada (°C)                                                        | 21,2                                    | 21                                      | 19,9                                    | 17,3                                    | 14,1                                    | 12,7                                    | 12,1                                    | 13,4                                    | 14,2                                    | 16,7                                    | 18,4                                    | 20                                      | 16,8                                    |
| Temperatura mínima média (°C)                                                            | 17,3                                    | 17,4                                    | 16,4                                    | 13,8                                    | 11,1                                    | 9,5                                     | 8,7                                     | 9,7                                     | 10,4                                    | 12,7                                    | 14,3                                    | 16                                      | 13,1                                    |
| Temperatura mínima recorde (°C)                                                          | 5                                       | 5                                       | 4                                       | −0,8                                    | −3                                      | −6,4                                    | −5,6                                    | −5                                      | −2,2                                    | 0,2                                     | 2                                       | 3,5                                     | −6,4                                    |
| Precipitação (mm)                                                                        | 158,5                                   | 154,9                                   | 111,3                                   | 120,4                                   | 140,9                                   | 156                                     | 189,4                                   | 145,1                                   | 163,1                                   | 178,7                                   | 143,9                                   | 140,5                                   | 1 802,7                                 |
| Dias com precipitação (≥ 1 mm)                                                           | 13                                      | 11                                      | 10                                      | 9                                       | 10                                      | 10                                      | 11                                      | 10                                      | 10                                      | 12                                      | 11                                      | 11                                      | 128                                     |
| Umidade relativa compensada (%)                                                          | 77,4                                    | 78,3                                    | 79,9                                    | 80,3                                    | 81,6                                    | 81,4                                    | 78,4                                    | 74,4                                    | 76,3                                    | 78,1                                    | 76,1                                    | 75,3                                    | 78,1                                    |
| Insolação (h)                                                                            | 204                                     | 185,5                                   | 191,5                                   | 168,3                                   | 150,4                                   | 127,1                                   | 143,6                                   | 146,3                                   | 145,4                                   | 163,3                                   | 199,2                                   | 187,5                                   | 2 012,1                                 |
| Fonte: INMET (normal climatológica de 1981-2010; recordes de temperatura: 1931-presente) |                                         |                                         |                                         |                                         |                                         |                                         |                                         |                                         |                                         |                                         |                                         |                                         |                                         |

### Demografia
O município é um polo de atração migratória da região, e possui 40% da população da Aglomeração Urbana do Nordeste do Rio Grande do Sul (AUNe), com taxas de crescimento entre 25 e 30% a cada década. A AUNe é composta pelos municípios de Bento Gonçalves, Carlos Barbosa, Caxias do Sul, Farroupilha, Flores da Cunha, Garibaldi, Monte Belo do Sul, Nova Pádua, Santa Tereza e São Marcos. Perfazia em 2010 uma população de 716 421 habitantes.
Segundo o Instituto Brasileiro de Geografia e Estatística - IBGE, em 2022, a população de Caxias do Sul era de 463 338 habitantes. de Em 2010, data do censo anterior, a população total do município era de 435 564 habitantes, com uma densidade demográfica de 264,89 hab./km².
A expectativa de vida ao nascer em 2000 era de 74,11 anos, o Índice de Mortalidade Infantil em 2007 era de 9,04 por mil nascidos vivos. Em 2000 a taxa de urbanização era de 92,5%, com 92,5% da população vivendo em zona urbana. A estrutura etária mostrava 25,18% da população com menos de 15 anos, 69,16% entre 15 e 64 anos, e o restante acima de 65 anos. 97,9% tinham acesso a geladeira, 97,3% a televisão, 59,9% a telefone e 17,7% a computador. O Índice de Desenvolvimento Humano era de 0,857, fazendo a cidade ocupar a 12.ª posição entre os municípios brasileiros e a 4.ª posição no estado. O Coeficiente de Gini, um indicador de desigualdade social, era de 0,51, revelando alta concentração de renda, e a proporção de pobres, de 7,5%. Nos indicadores de vulnerabilidade familiar, havia 0,1% de meninas de 10 a 14 anos com filhos, 5,3% de jovens de 15 a 17 anos com filhos, 12,7% de crianças em famílias com renda inferior a 1/2 salário mínimo, e 4% de mulheres chefes de família sem cônjuge e com filhos menores. 12,7% das famílias tinham uma renda familiar per capita inferior a 1/2 salário mínimo, e em 15,9% das famílias o chefe tinha menos de 4 anos de estudo.
Em 2007 a composição étnica da população residente era 88,94% de brancos, 2,43% de negros, 7,94% de pardos, 0,10 de amarelos, 0,24 de indígenas e 0,36% de etnia não declarada. Quanto à religião, 86,19% se declararam pertencentes à Igreja Católica Apostólica Romana; 1,78% aos credos evangélicos de missão (a maioria luteranos, com 0,86%, e em segundo lugar os adventistas, com 0,54%); 6,05% eram evangélicos pentecostais (predominando a Assembleia de Deus, com 2,48%, seguida pela Igreja Universal do Reino de Deus, com 1,31%); 1,40% disseram ser espíritas, 0,38% umbandistas, 0,03% ligados ao Candomblé, 0,01% de judeus, e 0,02% de muçulmanos, além de uma grande quantidade de outros credos em frações também diminutas. 1,72% disseram não seguir nenhuma religião. Segundo o censo brasileiro de 2022, a composição religiosa da cidade era de 63,37% católicos, 17,07% evangélicos ou protestantes, 2,73% espíritas, 2,33% umbandistas ou candomblecistas, 0,01% religião tradicional, 3,5% outra religião, 5,93% irreligiosos, 0,02% desconhecidos e 0,04% não declarados.

## Política e administração

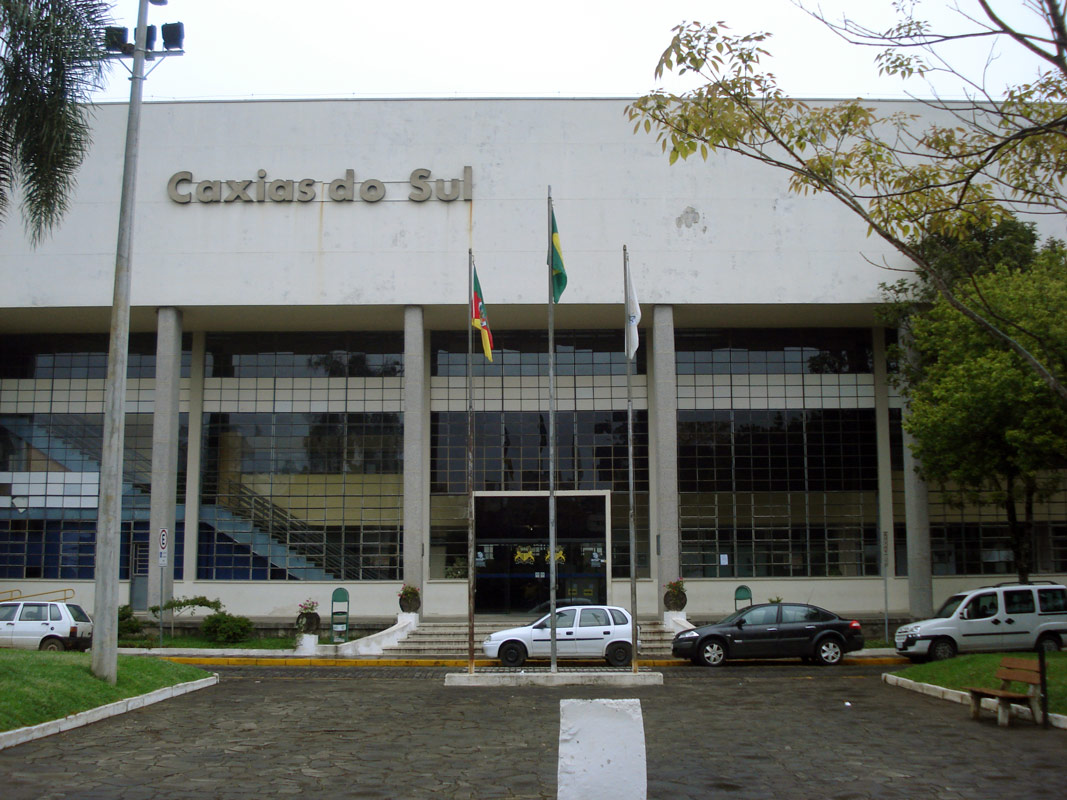
Prefeitura de Caxias do Sul

O Poder Executivo local é representado pelo prefeito municipal, mais seus secretários, coordenadores e diretores. A administração é partilhada pelo prefeito com dez subprefeitos. A cidade é dividida em 65 bairros, 6 distritos rurais e 15 Regiões Administrativas: Centro, Santa Lúcia, Fátima, Cruzeiro, Esplanada, Desvio Rizzo, Forqueta, Ana Rech, Galópolis, Serrano, Planalto, Presidente Vargas, São Giacomo, Nossa Senhora da Saúde e Santa Fé. O governo municipal empregou o sistema do Orçamento Participativo (OP), chamado na cidade de Orçamento Comunitário, entre 1997 e 2016, sendo posteriormente substituído pelo setor de Relações Comunitárias. O OP, programa que convoca a população a se integrar às discussões e decisões a respeito da distribuição das verbas públicas, ficou marcado no município por disputas políticas e dificuldade no cumprimento das obras. Entre as atividades contempladas na edição de 2010 estão calçamento de ruas (a grande maioria das solicitações), urbanização de praças, reforma de escolas, construção de centros comunitários, quadras de esporte, parques infantis, solução de problemas de alagamentos, canalização de esgotos e muitas outras.

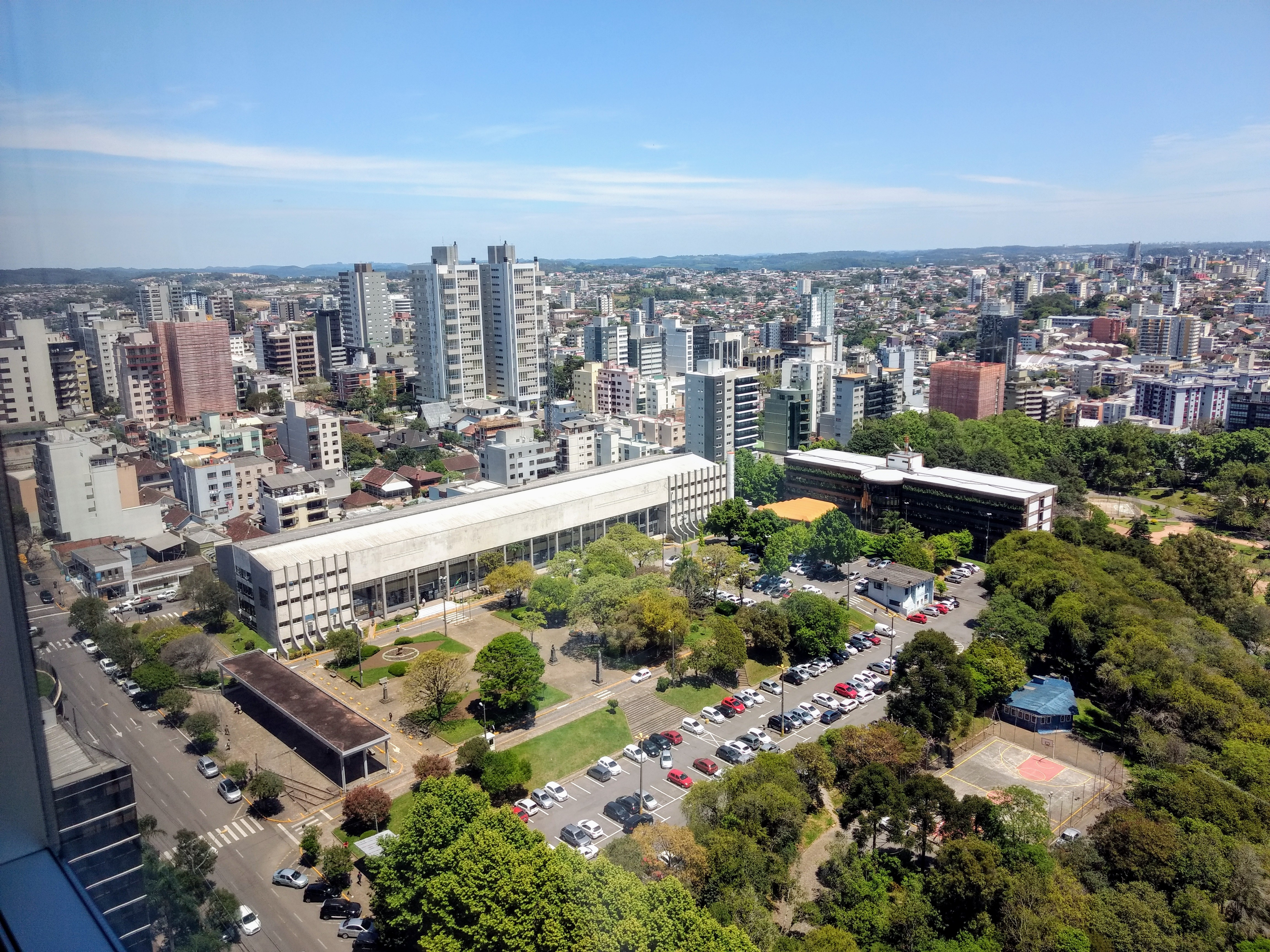
Vista aérea da Prefeitura e da Câmara de Vereadores

O Poder Legislativo é representado pela Câmara Municipal de Vereadores. Na Legislatura de 2025-2028 a Câmara é composta por 23 vereadores: 5 do PL, 3 do PT, 2 do PCdoB, 2 do PDT, 2 do PSB, 2 do PSDB, 2 do PP, 2 do Republicanos, 1 do Novo, 1 do PSD e 1 do PRD. A Mesa Diretora é presidida pelo vereador Lucas Caregnato (PT). O Poder Judiciário é representado pelo Foro da Comarca de Caxias do Sul. Em 2024 Caxias do Sul tinha 347,1 mil eleitores, divididos em 1 110 seções em 163 locais de votação, distribuídos em três Zonas Eleitorais: 16ª (54 locais), 136ª (54 locais) e 169ª (55 locais).

## Economia
O PIB municipal está estimado em 22,3 bilhões de reais (2014) e o PIB per capita em 2011 foi de 37,7 mil reais. Em 2007, nas finanças públicas, as receitas orçamentárias realizadas atingiram 694 582 143,80 reais, as despesas realizadas chegaram a 645 802 901,80 reais, com um superávit de 48 779 242,00 reais. A agropecuária responde somente por 1,70% do Valor Adicionado Bruto, cabendo à indústria 40,79% e aos serviços 57,51%. Em 2007 havia 30 068 empresas de todas as categorias econômicas em atividade. Em 2005 a cidade tinha uma População Economicamente Ativa (PEA) de cerca de 150 mil trabalhadores, mas destes somente 55% estavam no mercado formal. A indústria concentrava o maior contingente, com 58,61%, dois terços no setor metal-mecânico. No setor informal destacavam-se indústrias de fundo de quintal como malhas, alimentos, confecções e serviços de baixo agregado tecnológico (reparos, domésticos, limpeza).
Em 2005, a cidade alcançou pelo sexto ano consecutivo o maior Índice de Desenvolvimento Socioeconômico (Idese) do Rio Grande do Sul, com um índice de 0,844. Além de ser o de mais alto Idese desde 2000, foi o único município gaúcho que neste intervalo apresentou quatro dos índices dos componentes do Idese - educação, renda, saúde, saneamento e habitação - acima de 0,800. Nos últimos anos a economia caxiense vem apresentando um ótimo desempenho, e entre janeiro e julho de 2010 foram criados 10 779 novos empregos, batendo um recorde nacional.
No primeiro semestre de 2010 a economia local alcançou resultados equivalentes às estimativas para o ano todo do Brasil. O índice acumulado em 12 meses superou os 7% e, no semestre, chegou a 19%. Em junho o desempenho cresceu 20,8% na comparação com o mesmo mês do ano passado, e as expectativas são positivas para o ano que vem, embora possivelmente não em ritmo tão acelerado. Os destaques vão para a indústria, com aumento das horas trabalhadas, compras, vendas e massa salarial, e para o setor de serviços, que segue liderando os índices e acumula uma alta de 10,1% em 12 meses e de 13,4% no ano. Por outro lado, o comércio, ainda que crescendo, vem acumulando prejuízos. Porém, verificou-se redução dos níveis de inadimplência.

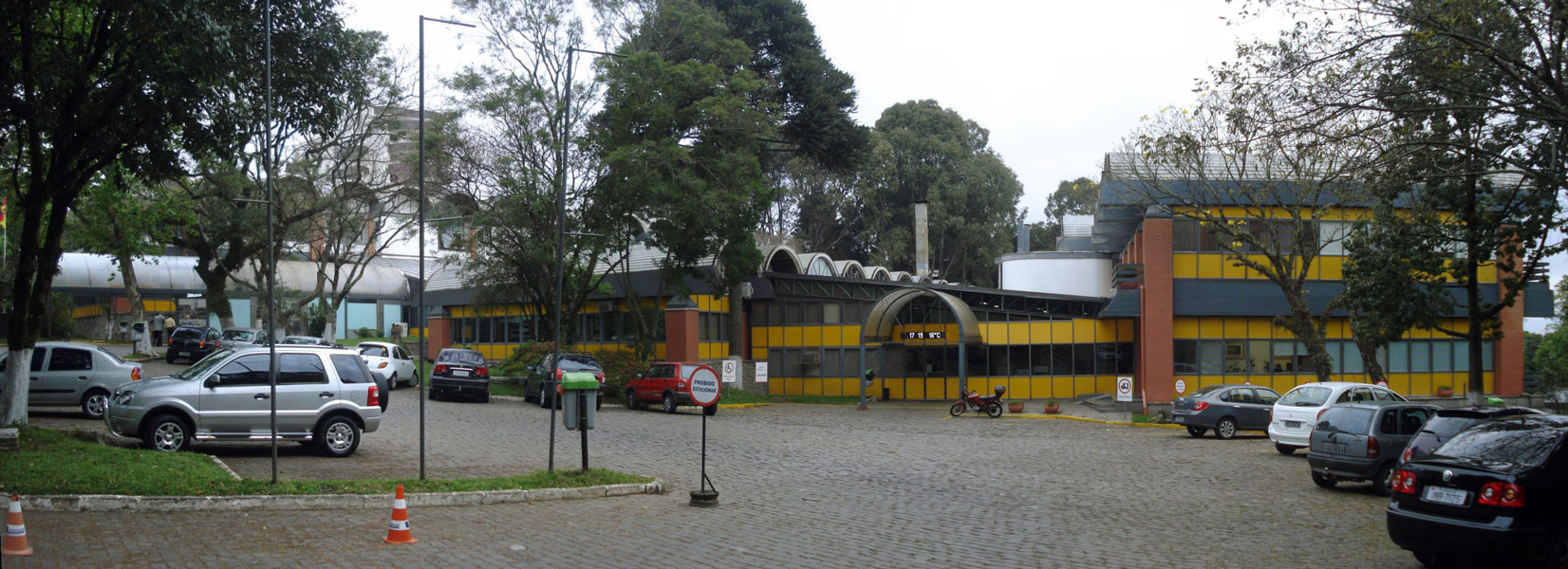
Sede da Câmara de Indústria, Comércio e Serviços de Caxias do Sul

A Câmara de Indústria, Comércio e Serviços de Caxias do Sul agrega mais de mil pessoas jurídicas de micro, pequeno, médio e grande portes que representam a indústria, o comércio e os serviços, sendo a maior associação de seu gênero do interior do estado. A administração pública também investe em uma multiplicidade de programas de fomento econômico, dentre eles os Programas de Economia Solidária, os Arranjos Produtivos Locais (APLs), as Associações de Recicladores, o Polo da Informática, o Polo da Moda, o Polo Metal-mecânico, a Associação de Garantia de Crédito da Serra Gaúcha (AGC), a Instituição Comunitária de Crédito (ICC – Banco do Povo) e um sem número de projetos, convênios, programas e parcerias com as mais variadas entidades públicas e privadas.

### Agropecuária

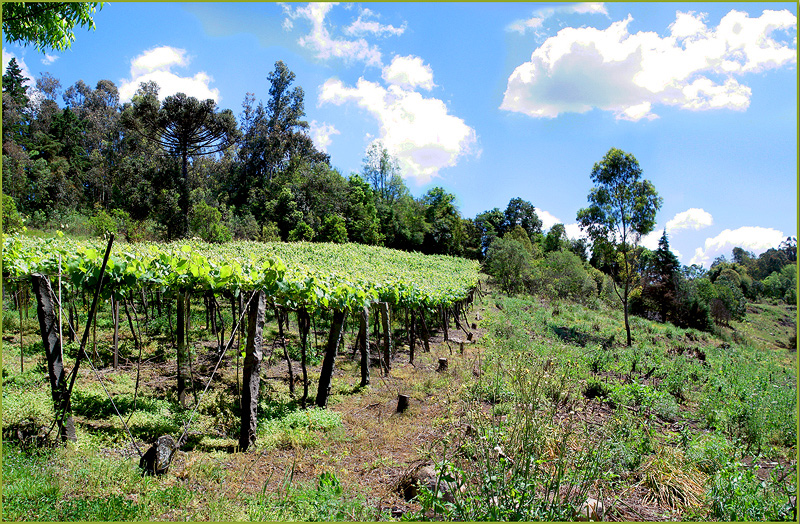
Um parreiral na região rural

O Censo Agropecuário de 2006 revelou a existência de 2 712 produtores agropecuários individuais, dispondo de 74 418 hectares de área, 278 sociedades de pessoas ou consórcios (7 379 ha), 5 cooperativas (379 ha), 56 produtores em sociedades anônimas (3.747 ha). 9 039 ha eram destinados a lavouras permanentes e 5 882 ha a temporárias, 30 948 ha de pastagens naturais, e 1 778 ha de pastagens plantadas em boas condições. Os rebanhos mais importantes contavam em 2008 com 39 494 cabeças de bovinos, com uma produção de 9 833 mil litros de leite, 26 838 suínos, 15 694 codornas, dando 75 mil ovos, além de 700 377 galinhas, produzindo 12 283 mil dúzias de ovos, e 5 572 086 galos, frangas, frangos e pintos. Foram produzidos também 59 870 kg de mel de abelha. Na agricultura se destacaram em 2008 as produções de maçã, com 117 450 toneladas, a um valor de 74,9 milhões de reais, uva, com 66 600 t, com um valor de 41,7 milhões de reais, e tomate, com 36 900 t, a um valor de 32,3 milhões de reais. Outras culturas, bem menos significativas, são do milho (18 000 t), caqui (8 100 t), cebola, (4 500 t), laranja (2 220 t), pêssego (3 556 t), além de várias outras em proporção ainda menor. Também foram importantes a produção de lenha, com 31 216 m³, e de madeira em tora, com 81 060 m³.

### Indústria, comércio e construção civil
Na indústria, que contava em 2007 com 5 872 estabelecimentos, a concentração de empresas segue a seguinte distribuição:  material de transporte (26,86%), têxtil do vestuário e artefatos de tecidos (16,30%), produtos alimentícios, bebidas e álcool etílico (11,74%), mecânica (11,48%), e química de produtos farmacêuticos, veterinários e perfumaria (9,94%). Caxias do Sul é o segundo maior polo metal-mecânico do Brasil e, depois de enfrentar uma recessão em 2009, o setor está se recuperando. Realiza-se na cidade a Feira Brasileira da Mecânica e da Automação Industrial, já em sua 17.ª edição, que em 2010 deve movimentar 100 milhões de reais em negócios. Outra feira importante é a Feira de Subcontratação e Inovação Industrial (Mercopar), que em 2009 resultou em 64 milhões de reais em negócios, teve expositores do Brasil e exterior e recebeu 31 mil visitantes.

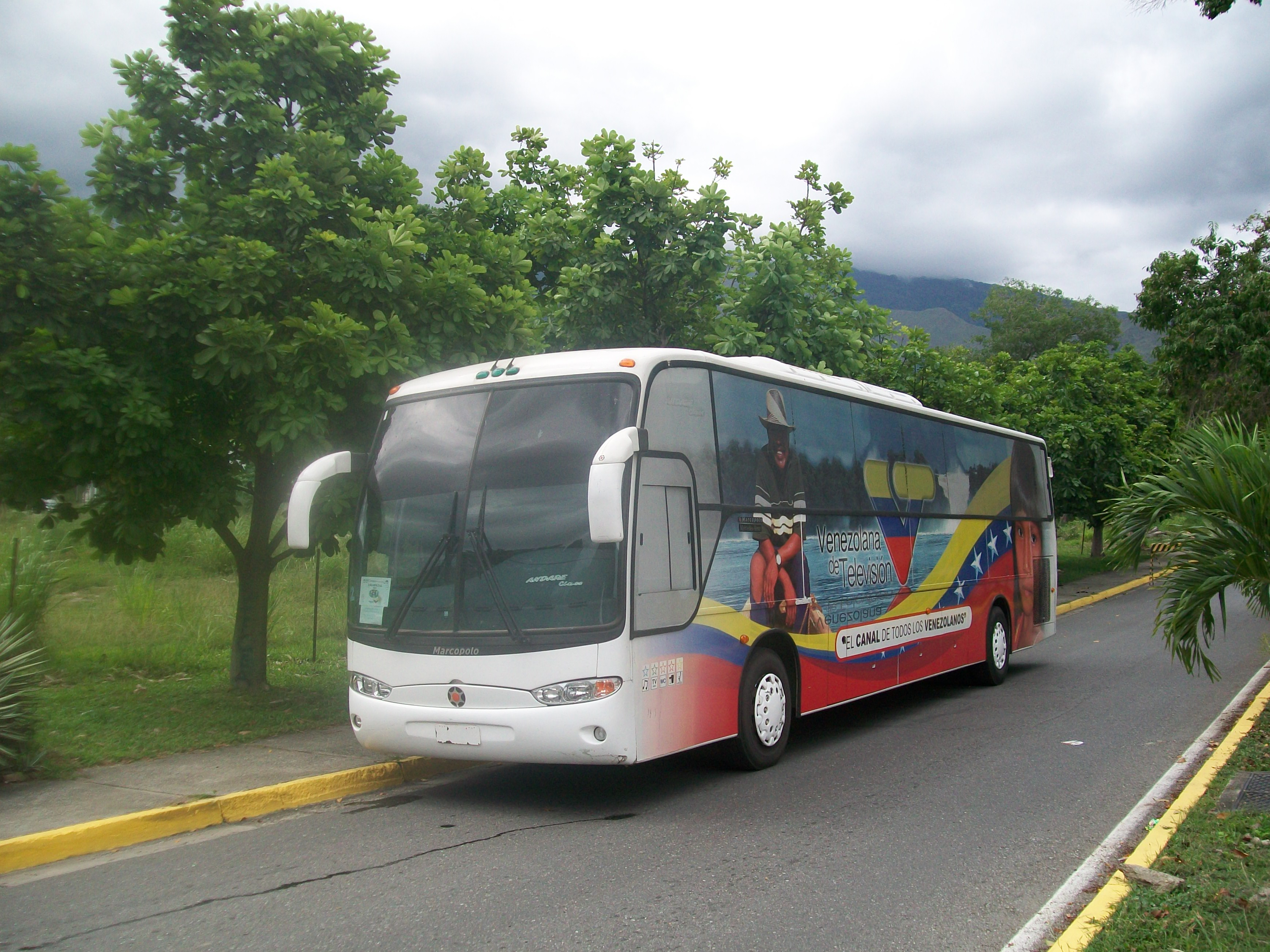
Ônibus Marcopolo Andare Class

A cidade sedia 20 das 500 maiores empresas da região Sul do Brasil e tem diversas indústrias entre as maiores do Brasil em seus campos de atuação, a Randon, um conglomerado do segmento de veículos, cujas empresas têm constado com frequência entre os vencedores do Prêmio Exportação RS, a Agrale, única montadora de caminhões e ônibus de capital nacional, a Chies & Chies Ltda., líder no setor moveleiro, a Marcopolo, produzindo mais da metade das carrocerias de ônibus produzidos no país, a Intral, referência na fabricação de componentes, reatores e luminárias de alta performance, e a Gazola S/A Indústria Metalúrgica, pioneira na fabricação de utilidades domésticas em aço inox.
O setor da construção civil também experimenta crescimento nos últimos anos. Em 2008 os empreiteiros e construtoras foram obrigados a buscar mão-de-obra até fora do estado para suprir a demanda, com os maiores índices de atividade desde que começou o acompanhamento em 1991. Segundo a Secretaria Municipal de Urbanismo, entre janeiro e maio de 2010 foi aprovada a construção de 479 454 m², uma metragem 58,48% maior do que a autorizada no mesmo período de 2009. Contudo, o custo da construção na cidade é considerado alto, com os preços sendo empurrados pelos salários dos trabalhadores, que estão entre os mais elevados do país. Realiza-se na cidade a Construfair, a maior feira nacional de materiais de construção. Para a edição de 2010 devem participar 300 expositores, e é esperado um público de 45 mil pessoas.
O comércio participa com 20% do PIB municipal, faturando cerca de 2 bilhões de reais por ano. Entre 2007 e 2008 as exportações registraram um crescimento de 22,40% e as importações de 81,64%. Em 2008 as exportações acumularam um crescimento de 32,46%, enquanto as importações registraram aumento de 65,98%. Caxias tem dado significativa contribuição para o crescimento do mercado externo brasileiro, ultrapassando a cifra anual de 1 bilhão de dólares em exportações, gerando saldo comercial superior a 670 milhões de dólares. O sistema financeiro em 2003 era servido por 68 agências bancárias e 34 financeiras, empregando 1 138 pessoas.

## Infraestrutura

### Água, saneamento, energia e habitação

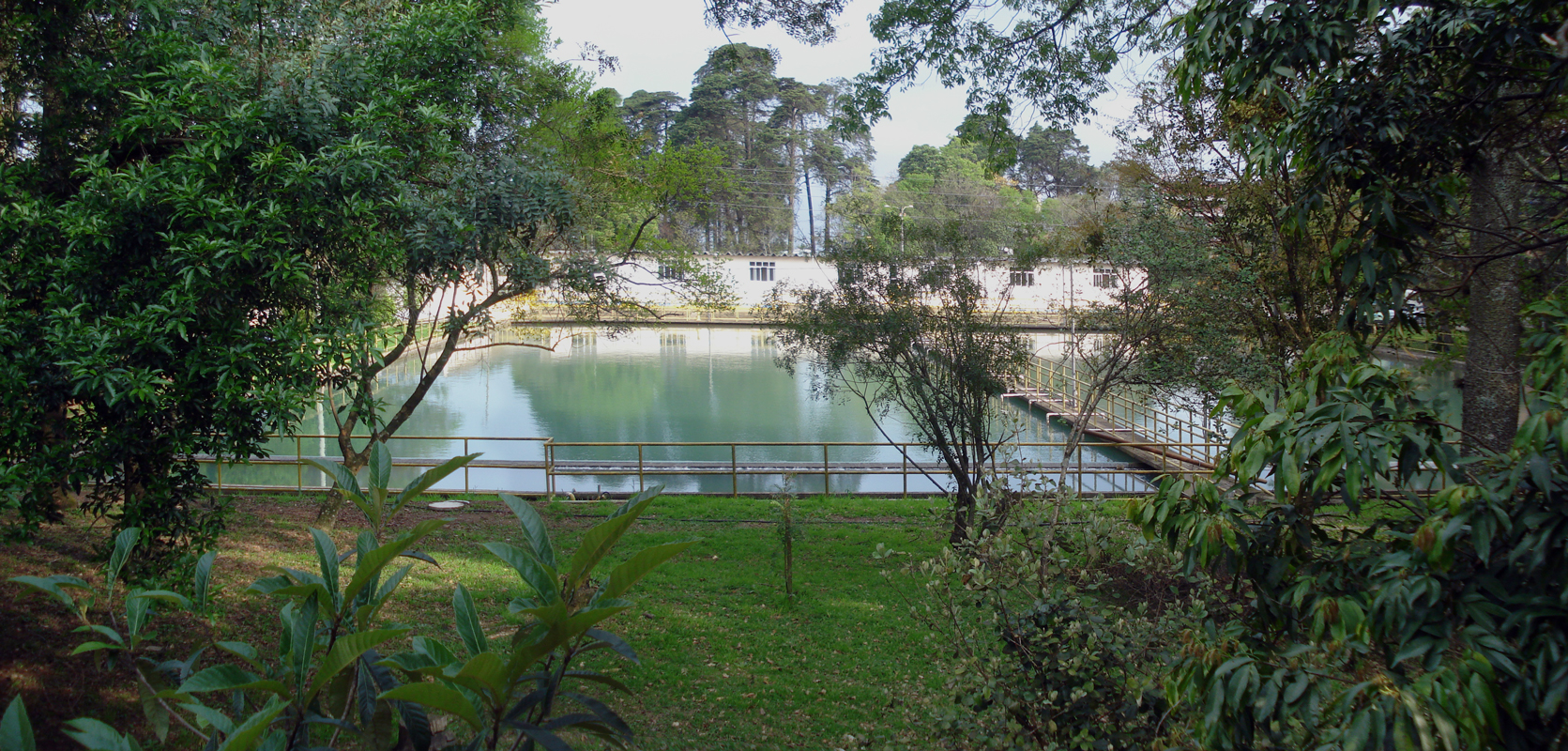
Estação de tratamento e distribuição de água no bairro de Lourdes

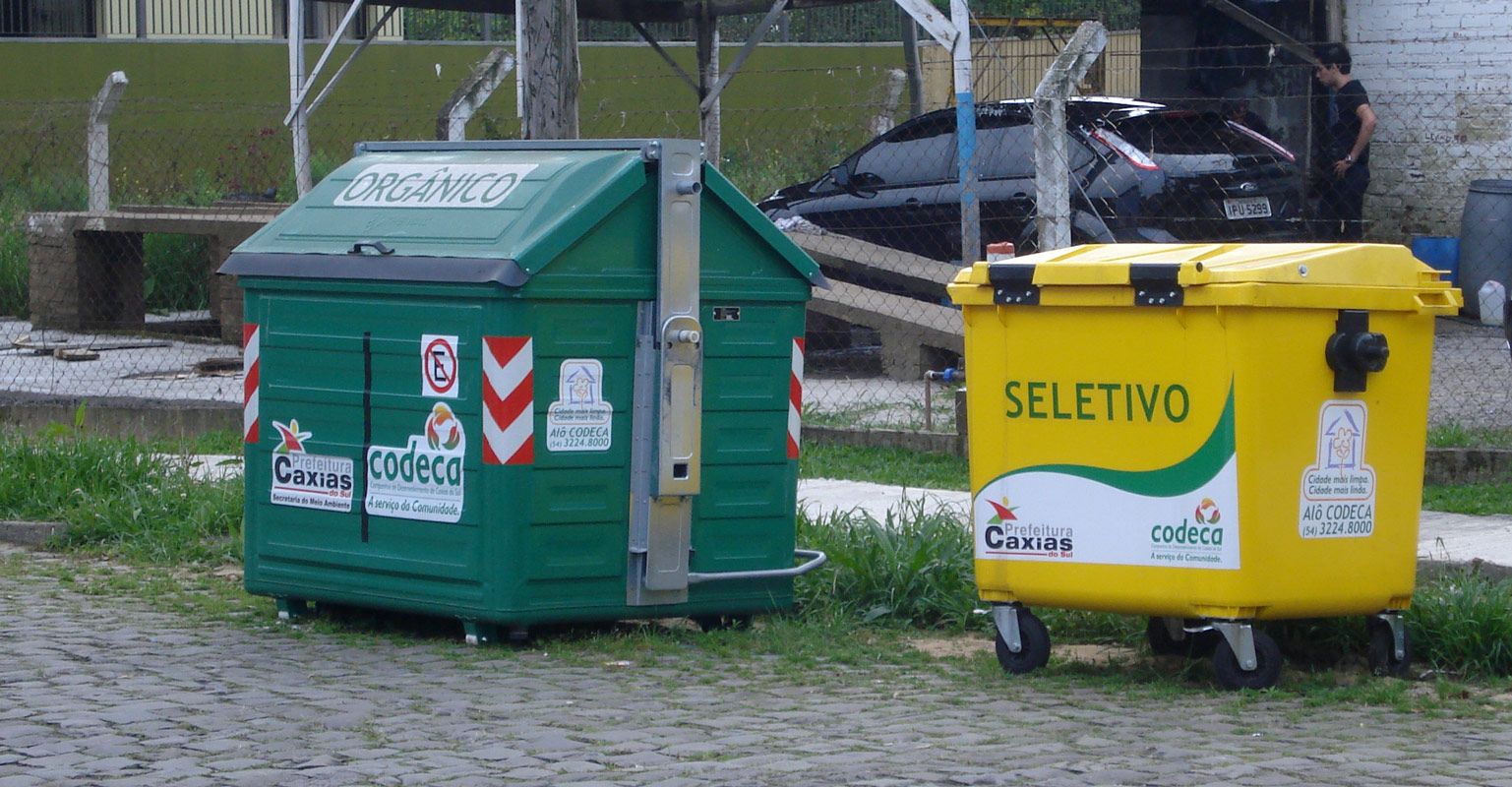
Recipientes de coleta seletiva de lixo

A cidade não conta com grandes rios ou lagos naturais, e a água é captada em represas construídas para tal, acumulando a vazão de pequenos arroios. O serviço de abastecimento de água é feito pelo Serviço Autônomo Municipal de Água e Esgoto (SAMAE). Segundo dados da entidade, 100% da população urbana e 99,5% da população total do município recebem água, captada nos sistemas Faxinal, Maestra, Samuara, Dal Bó, Galópolis e poços artesianos, e está sendo criado o sistema Marrecas, prevendo a expansão da demanda.
A preocupação com o esgoto é recente na cidade, que historicamente priorizou o abastecimento de água. O esgoto era recolhido em fossas privadas ou lançado na rede de esgoto pluvial. Somente em 1997 começou a funcionar efetivamente um sistema de coleta com tratamento. Desta forma, a quantidade de esgoto coletado contemplava, até há poucos anos, somente uma pequena porcentagem da população, mas todo o material coletado era já tratado. A rápida evolução deste setor, por outro lado, chamou a atenção em estudo recente do Instituto Trata Brasil, superando a média nacional, e em 2009 79,7% das economias municipais tinham seu esgoto coletado através de uma rede de 1 345 km, embora os índices de tratamento não tenham acompanhado o crescimento da coleta, com apenas 13,6% do volume total sendo tratado. O SAMAE tem realizado grandes obras em sistemas de tratamento para melhorar esse quadro, com a meta de até o final de 2012 atingir 86% de esgotos tratados. Desenvolve também campanhas de conscientização.

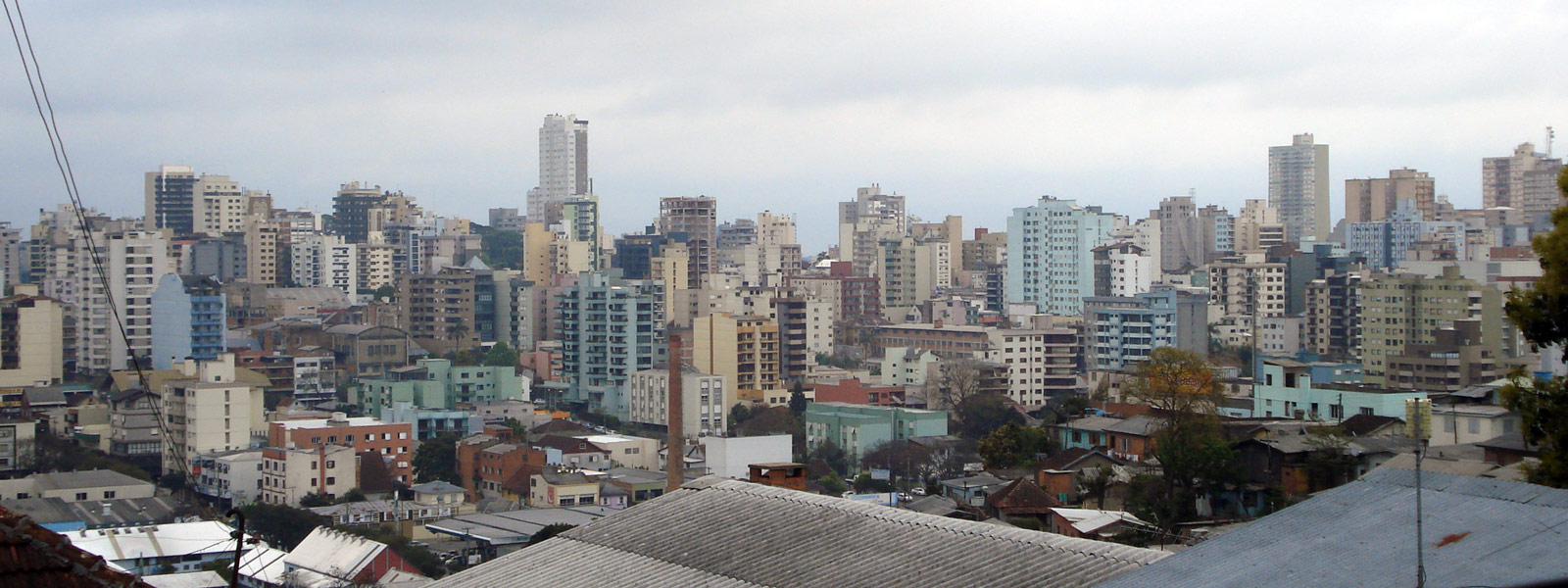
Centro da cidade, com densa urbanização

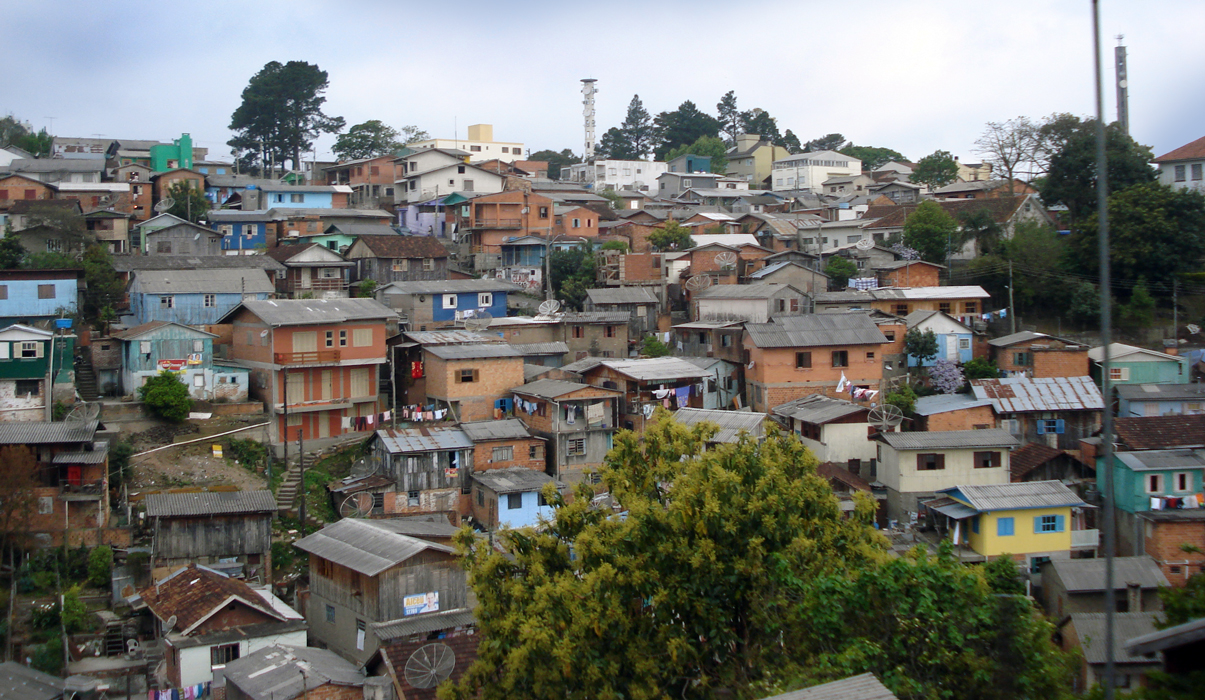
O chamado Buraco Quente, área de sub-habitação bem próxima do centro

A coleta de lixo é responsabilidade da Companhia de Desenvolvimento de Caxias do Sul (CODECA), empresa de economia mista. No centro urbano a coleta é seletiva e diária, e nos bairros menos povoados, a cada dois dias. Em ambos os casos, 100% dos domicílios são atendidos. O lixo domiciliar é depositado em aterro sanitário autorizado pela Fundação Estadual de Proteção Ambiental (FEPAM), onde recebe tratamento pela Prefeitura. Nove associações de recicladores selecionam e comercializam o lixo seco recolhido, e o tratamento do lixo industrial, hospitalar e laboratorial é responsabilidade dos emissores.
A energia elétrica é distribuída pela empresa Rio Grande Energia (RGE), que atende o norte-nordeste do estado. A rede tem a tensão de 220V, e as linhas com potência superior são administradas pela CEEE. Em 2003 137 530 consumidores cadastrados eram atendidos. A cidade também dispõe de abastecimento de gás natural, que fornece combustível para cerca de 1,8 mil veículos por dia.
No ano de 2000 havia 109 396 domicílios particulares cadastrados, sendo 83 677 próprios e destes 74 037 já quitados, e 17 391 domicílios eram alugados. A condição da cidade como polo regional atrai grandes contingentes de migrantes que não são absorvidos pela estrutura habitacional, e se estabelecem em favelas, loteamentos irregulares e zonas de risco formando bolsões de miséria e não tendo da mesma forma acesso as serviços essenciais como saneamento e educação, contrastando com outros núcleos que dispõem de toda a infraestrutura urbana. Em 1994 uma pesquisa revelou que existiam na cidade 110 núcleos de sub-habitação, totalizando 3 596 famílias vivendo em condições indignas. Em 2005 estimava-se que o número havia passado para 7 mil famílias. A Prefeitura mantém vários projetos habitacionais, de regularização fundiária e de aquisição de lotes em andamento, realizados através da participação popular e de parcerias com diversas organizações governamentais e não-governamentais.

#### Saúde
Havia em 2005 139 estabelecimentos de saúde, sendo 46 deles públicos e 17 privados, mas conveniados com o SUS. 11 estabelecimentos ofereciam internação total, 89 ofereciam atendimento ambulatorial total (51 pelo SUS), 39 com atendimento odontológico, 12 com serviço de emergência e 3 com UTI. Os leitos disponíveis somavam 1 292. Os principais hospitais, todos com mais de cem leitos e especializações em várias áreas como pediatria, cirurgia, ginecologia-obstetrícia, psiquiatria, oncologia, medicina interna, neurologia, ortopedia e muitas outras, são o Hospital Nossa Senhora de Pompéia, o Hospital Geral Presidente Vargas, o Hospital Saúde, o Hospital Virvi Ramos, o Hospital do Círculo Saúde, e o Hospital Unimed Caxias do Sul.

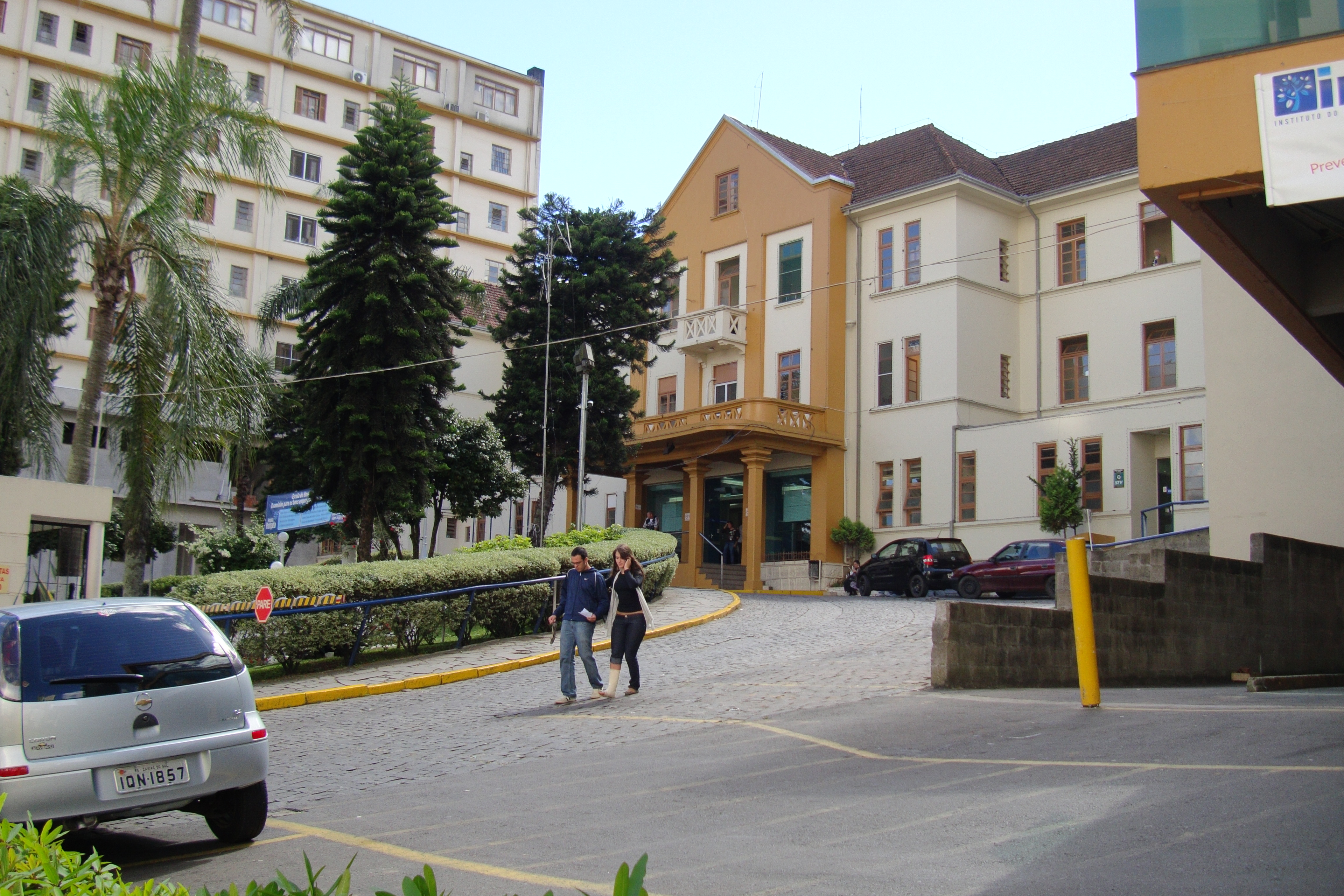
Hospital Nossa Senhora de Pompéia

A Prefeitura também proporciona serviços de vigilância sanitária e ambiental; um serviço especializado na área de saúde do trabalhador (CEREST/Serra), cobrindo dezenas de municípios da região; vários núcleos de saúde mental; um programa de monitoramento da criança, desde a sua concepção, o Acolhe Bebê; o Serviço de Atendimento Móvel de Urgência (SAMU); vários serviços especializados em um Centro Especializado de Saúde (CES), além de manter uma Ouvidoria para receber sugestões, críticas e reclamações da população sobre os serviços públicos de saúde. Também merecem nota o Círculo Saúde uma associação civil de caráter filantrópico e de orientação cristã, oferecendo assistência médica e dentária, entre outras atividades, e a Associação de Pais e Amigos dos Excepcionais (APAE-Caxias do Sul), que dá atendimento aos indivíduos com necessidades especiais através de assistência social de caráter preventivo, habilitador e reabilitador, buscando seu desenvolvimento global, inclusão e integração social. Atualmente A APAE-Caxias do Sul recebe cerca de 500 usuários, em atendimentos de estimulação precoce, fisioterapia, escola especial, oficinas protegidas e de encaminhamento ao mercado de trabalho, com acompanhamento em psicologia, serviço social e pedagogia.

### Segurança pública

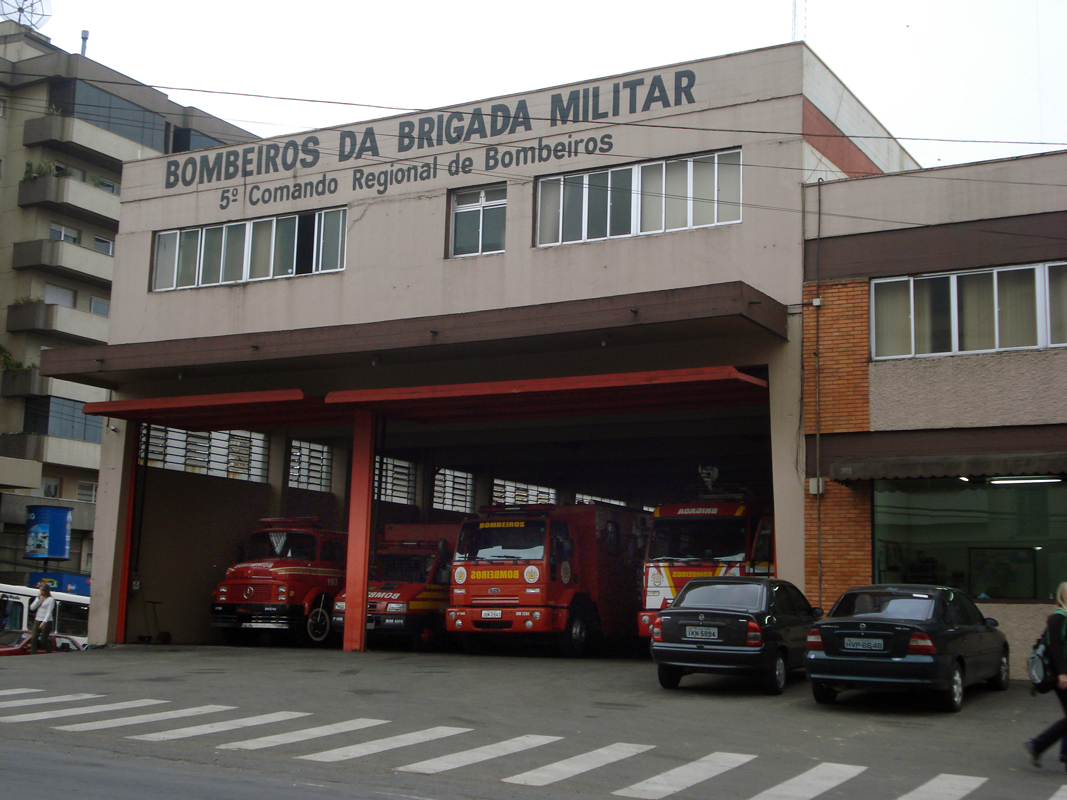
Sede do 5º Comando Regional de Bombeiros

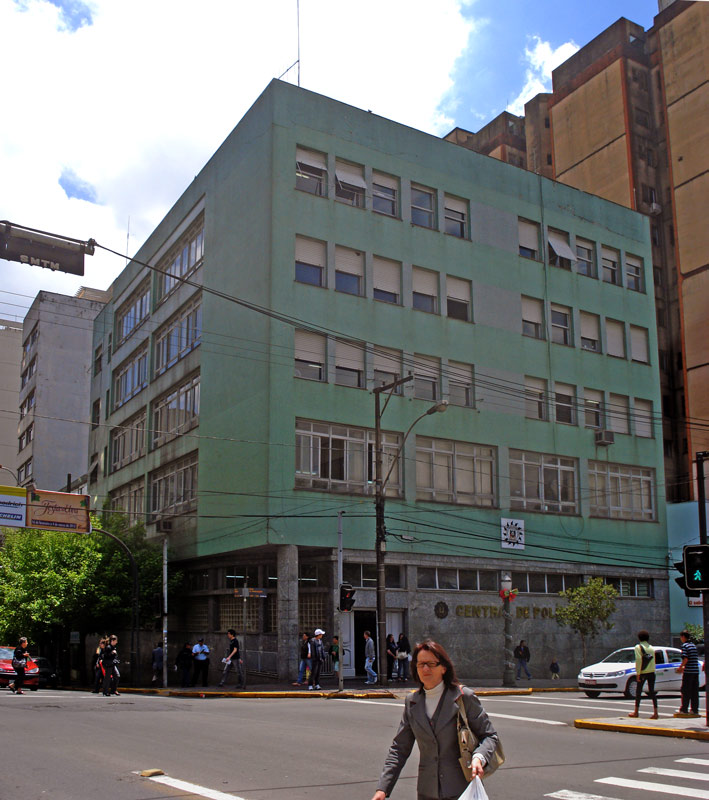
Central de Polícia de Caxias do Sul

A provisão de segurança pública de Caxias é dada por diversos organismos. A Prefeitura mantém uma Guarda Municipal, que protege bens, serviços e instalações do Município e colabora com o órgão de fiscalização municipal. A Comissão Municipal de Defesa Civil se responsabiliza por ações preventivas, assistenciais, recuperativas e de socorro em situações de risco público. A Coordenadoria da Mulher elabora políticas públicas de proteção e combate à violência contra a mulher, e a Coordenadoria da Juventude faz um trabalho semelhante para os jovens, além de atuar em outras áreas. A Brigada Militar, uma força estadual, mantém na cidade um batalhão (12.º BPM) dividido em cinco Companhias, com um efetivo de 445 pessoas. Entre suas várias atribuições estão o policiamento ostensivo, o patrulhamento bancário, ambiental, prisional, escolar e de eventos especiais, além de realizar ações de integração social, como o Programa Social Educativo de Profissionalização de Adolescentes, o Programa de Equoterapia para crianças e adolescentes com problemas psicomotores, o PROERD, de combate e conscientização sobre o uso de drogas entre escolares, e a Rede de Atenção à Criança e ao Adolescente, em parceria com entidades governamentais, não governamentais, conselhos setoriais e Poder Judiciário, dinamizando ações em diversas áreas de atenção à criança, ao adolescente e suas famílias. Desde 2019, a cidade conta com o 4º Batalhão de Polícia de Choque (4º BPChq), onde se constitui em fração reserva do Comando-Geral e está vinculada diretamente ao Subcomandante-Geral da Brigada Militar, ficando subordinada administrativa e operacionalmente ao Comando de Polícia de Choque, com sede em Porto Alegre/RS, sendo uma Unidade especializada que atua como reserva tática para o apoio à Unidade que tenha a sua capacidade operativa esgotada. O 5º Comando Regional de Bombeiros, cuja sede é em Caxias do Sul, também faz a prevenção e combate a incêndios e executa ações de busca e salvamento e de Defesa Civil. A Polícia Civil de Caxias do Sul efetua ações de combate ao jogo clandestino, às drogas, aos roubos e furtos e aos crimes contra a vida, e desenvolve projetos de proteção à criança e ao adolescente e de conscientização ecológica.
O Poder Público estadual e municipal têm realizado diversas atividades para melhorar a segurança da cidade, como instalando câmaras de vigilância em espaços públicos, dando recursos e equipamentos aos órgãos de segurança e ampliando o quadro de efetivos, mas ainda há vários problemas afetando o setor. A Penitenciária de Caxias do Sul, considerada um modelo quando inaugurada em 2008, já foi denunciada como um local de tortura a apenados e já vivenciou rebeliões, e os índices de criminalidade estão em alta para diversos tipos de crime, como latrocínio, sequestro-relâmpago e roubo ao comércio e pedestres, mas por outro lado sete outros tipos têm sua incidência em queda, como os assaltos a ônibus, que caíram em 2009 quase 170% em relação ao mesmo período do ano anterior, e os homicídios, com uma queda de 17,3% no primeiro semestre de 2010. Mas ainda ocorre em média um homicídio a cada três dias em Caxias do Sul, embora cerca de 80% dos casos sejam solucionados. Segundo o delegado Paulo Rosa da Silva, titular da Delegacia Regional da Polícia Civil, a maioria dos crimes contra a vida na cidade ocorrem dentro dos círculos já ligados à contravenção. De acordo com a Secretaria Estadual da Segurança, nos seis primeiros meses de 2010 foram registrados 721 furtos e 248 roubos de veículos, 129 delitos relacionados a armas e munições e 112 ocorrências de tráfico de entorpecentes.

### Educação

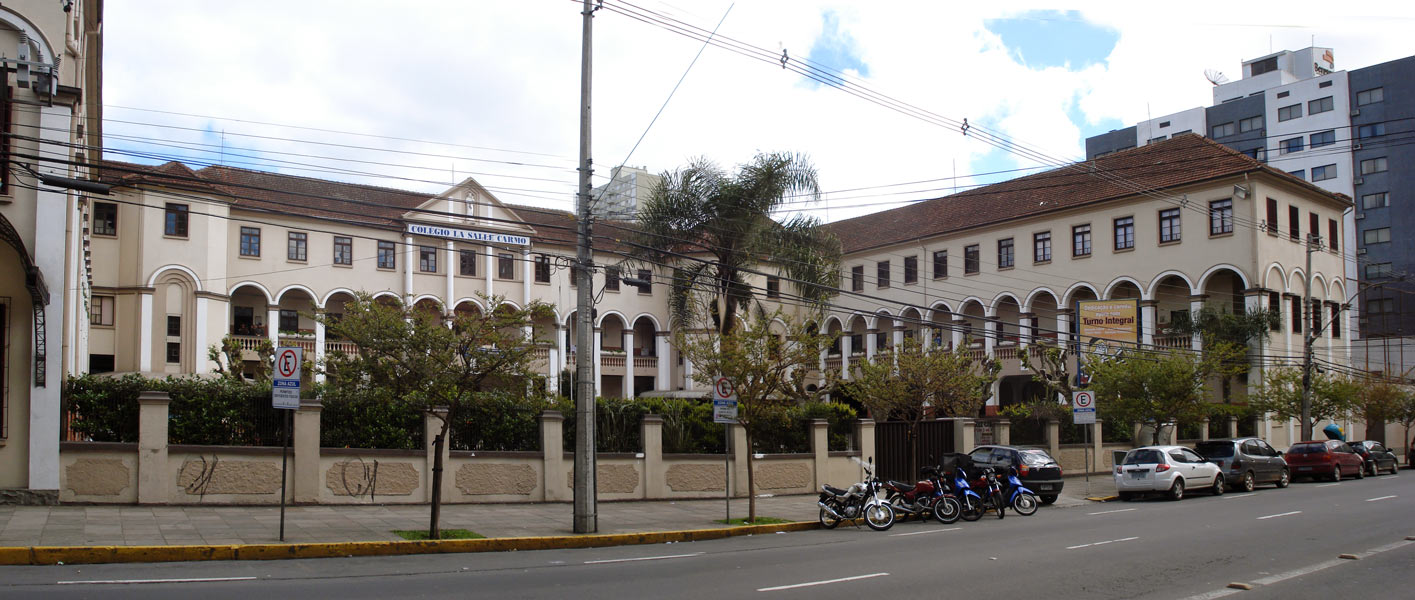
O Colégio La Salle Carmo

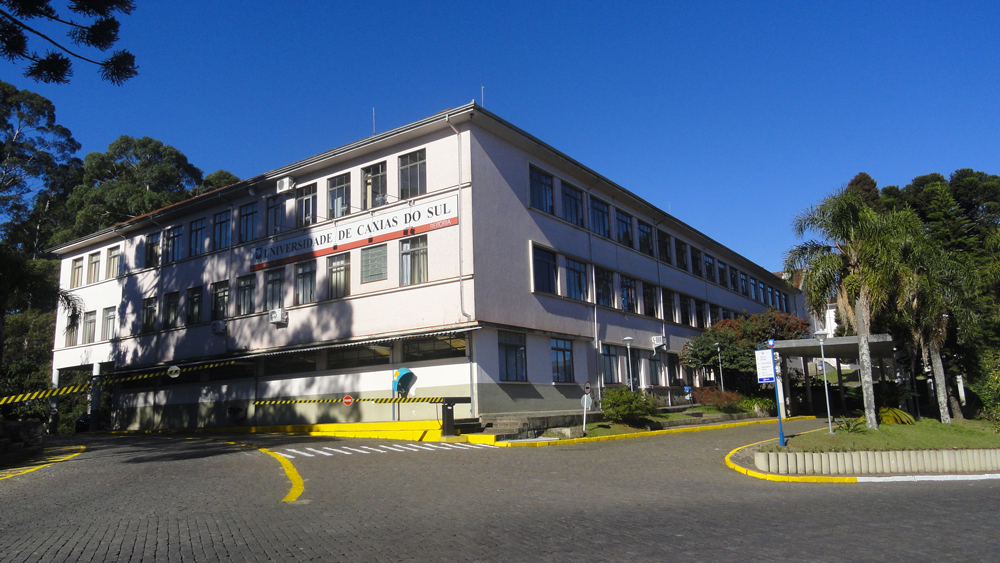
Reitoria da Universidade de Caxias do Sul

Na educação, a rede municipal de ensino conta com 86 escolas de ensino fundamental e 36 de educação infantil, com mais de 2 500 professores que atendem inclusive educação especial e educação de adultos, para um público total de 35 320 alunos em 2009. A rede particular contemplava nesse mesmo ano 16 633 matriculados, desde a creche ao ensino médio e à educação especial, e a rede estadual completava o quadro do ensino básico e médio com mais 31.494 alunos. Em 2000 98,4% das crianças entre 7 e 14 anos frequentavam a escola, e 80% dos jovens entre 15 e 17 anos. Os índices de evasão da escola nas redes municipal e estadual eram, em 2003-2005, de 6,72% e 11,8%, e os de reprovação, de 9,01% e 25,0% respectivamente. A média de escolarização era em 2000 de 7,2 anos e a taxa de analfabetismo adulto era de 4,2%. Caxias do Sul possui vários grandes colégios de longa tradição, fundados no início do século XX, como o La Salle Carmo, o São José e o La Salle Caxias. O ensino técnico é dado por várias unidades do SENAI e do SENAC, e mais de 20 outras escolas profissionalizantes.
Existem na cidade 10 instituições de ensino superior presencial, quatro que oferecem cursos de educação à distância e duas apenas com cursos de pós-graduação, educando um total de 36,5 mil alunos matriculados em 185 cursos de graduação e 189 pós-graduações. No ensino superior se destaca a Universidade de Caxias do Sul (UCS), com 58 cursos de graduação e 7 mestrados, 2 doutorados e mais de 70 cursos de especialização, além de vários cursos de extensão universitária, ensino à distância e ensino técnico. 1 100 professores atendem mais de 35 mil alunos, 22,2 mil alunos somente no campus de Caxias. Tem unidades em mais 8 cidades e sua influência cobre uma área de 69 municípios. O conjunto de suas 16 bibliotecas contém um dos maiores acervos do Brasil, com 950 mil volumes. A cidade também possui dois centros universitários: a FSG Centro Universitário da Serra Gaúcha e o Centro Universitário e Faculdades. Outras instituições de nível superior são: Faculdade Murialdo, Faculdade Fátima, Faculdade La Salle, além de unidades do Grupo Educacional Anglo-Americano, da Universidade Estadual do Rio Grande do Sul, da Universidade Norte do Paraná e da Universidade do Vale do Rio dos Sinos (UNISINOS), entre outras. Em junho de 2024, foi anunciado um campus da Universidade Federal do Rio Grande do Sul (UFRGS) em Caxias do Sul.

### Comunicações

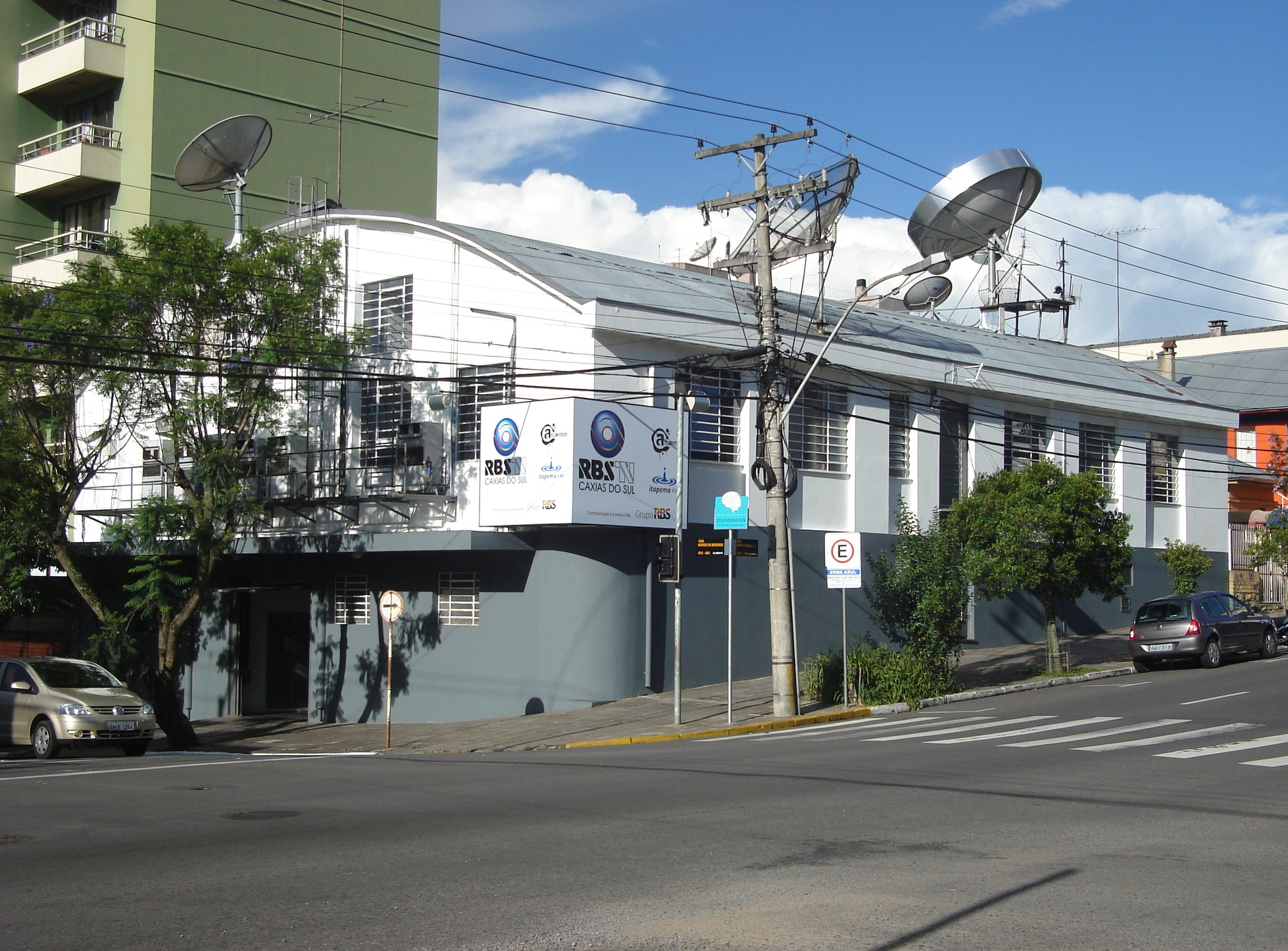
Instalações da RBS TV Caxias do Sul

Há grande oferta em comunicações e um índice de confiabilidade considerado bom. A telefonia fixa local é explorada pela Companhia Riograndense de Telecomunicações (CRT) através de 27 centrais automáticas, em sua maioria digitais. Em 1999 foram contabilizados 79 386 aparelhos, sendo 62% residenciais, com um fator de atendimento de um terminal para cada 4 habitantes. A telefonia móvel é explorada em duas bandas: banda A (Celular CRT S/A), com cerca de 28 mil terminais em 1999, e banda B (Telet S/A), com 3,2 mil terminais habilitados na região, sendo que cerca de 80% são de Caxias do Sul. A EMBRATEL explora os serviços de telex, trânsito de dados, tratamento de mensagens, telefonia interestadual e rede de televisão executiva. O serviço postal é atendido pelas três agências urbanas, 5 franqueadas, 6 de correio satélite e 3 postos de coleta da Empresa Brasileira de Correios e Telégrafos.
Possui três emissoras de televisão: a TV Caxias - Canal 14, uma rede comunitária, oferecendo para o público espaços de livre acesso eventual e horários fixos para os associados; a RBS TV Caxias do Sul, associada da Rede Brasil Sul de Comunicações (RBS), que retransmite a programação da Rede Globo e também gera programas locais, com destaque para o jornalismo, e a UCS TV, da Universidade de Caxias do Sul, que tem o objetivo de integrar a comunidade e a universidade com uma programação é voltada para o público jovem-adulto e uma cobertura local e regional de caráter educativo, trazendo temas do cotidiano da cidade abordados com enfoque acadêmico e preservando a identidade local.
A cidade ainda conta com várias rádios AM e FM, como a Rádio Caxias, a Rádio Tua Voz, a Rádio Difusora Caxiense, a UCS FM, a Sorriso FM e a Rádio São Francisco. Há quatro jornais, o Pioneiro, editado pela RBS, o Correio Riograndense, O Caxiense e a Gazeta de Caxias. Os principais jornais da capital gaúcha, como a Zero Hora, o Correio do Povo e o Jornal do Comércio, mantêm estruturas em Caxias como forma de aproximação entre a cidade e o estado. O parque gráfico é um dos mais modernos do país, com infraestrutura atualizada e atuação dinâmica.

### Transportes

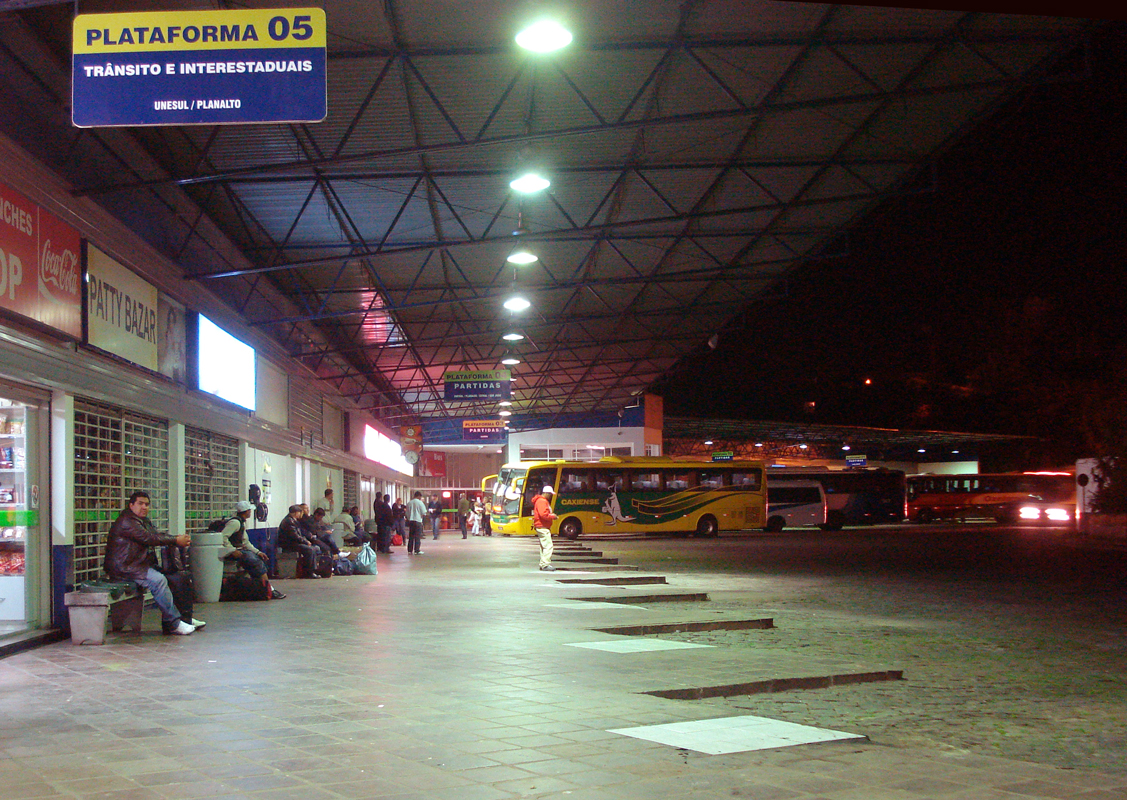
Estação rodoviária de Caxias do Sul

Os principais acessos rodoviários de Caxias do Sul são as rodovias BR 116, RS 122 e RSC 453. A cidade possui uma malha rodoviária urbana de 1383 km, 882 deles pavimentados. Um total de 285 181 veículos circulam na cidade em dezembro de 2013, 190 054 automóveis, 29 084 motocicletas e 2 011 ônibus. representando uma média de 1,97 pessoas/veículo, e sendo a 2.º maior frota de veículos cadastrados no estado. 160 000 passageiros são transportados diariamente pelo transporte coletivo. A exploração do transporte coletivo em ônibus é feita pela concessionária Viação Santa Tereza (VISATE). Existem também 307 táxis, e 26 táxis-lotação ou micro-ônibus. A Estação Rodoviária localiza-se próxima do centro da cidade e recebe linhas que interligam Caxias do Sul a quase todas as localidades no estado, atendendo também as regiões Sul, Sudeste e Centro Oeste do Brasil. Seu terminal tem 19 000 m² e conta com uma área construída coberta de 6 800 m².
O volume de engarrafamentos vem crescendo diante da expansão da frota privada e pela atual convergência da grande maioria das linhas de ônibus urbanos para o centro da cidade, e aumenta o número de acidentes de trânsito, especialmente entre os jovens, tendo como causas o excesso de bebida alcoólica, imprudência, negligência, falta de atenção e exagerada autoconfiança. A Secretaria do Trânsito, Transporte e Mobilidade, junto com entidades privadas, vêm desenvolvendo projetos para melhorar a mobilidade e para a humanização do trânsito, incluindo programas que educam ludicamente o público infantil.O transporte aéreo é feito através do Aeroporto Regional Hugo Cantergiani, com uma pista de 1,939 metros de comprimento, que comporta aeronaves do tipo Boeing 737-800 e Embraer 195E2 com capacidades para 186 e 136 passageiros respectivamente, com capacidade para operação de aeronaves de até 200 assentos e capacidade anual de 600 mil passageiros. O fluxo de 2019 foi de 208 092 passageiros e 486 239 kg de carga aérea. É o segundo aeroporto mais movimentado do estado do Rio Grande do Sul, sendo a melhor opção para voos de negócios e com fins turísticos com destino a Serra Gaúcha. A Prefeitura de Caxias do Sul participa da gestão do Aeroporto, por meio de um Acordo de Gestão, integrando Comissão Paritária para a administração aeroportuária responsabilizando-se pela guarda e vigilância do sítio aeroportuário e pela gestão dos recursos humanos em serviço no Aeroporto. É classificado no Plano Aeroviário do Estado do Rio Grande do Sul (PARGS), como Aeroporto Nacional, servindo mais de 34 municípios da região da Serra do Estado. Atualmente, liga, diariamente, Caxias do Sul a São Paulo através da Gol Linhas Aéreas, operando a aeronave Boeing 737-800, a Azul Linhas Aéreas operando aeronaves Embraer 195 e Embraer E2 para Campinas e a LATAM Airlines operando aeronaves Airbus A320 para Guarulhos.
Caxias do Sul também já foi servida por transporte ferroviário pela Linha de Caxias da antiga Viação Férrea do Rio Grande do Sul, que corta toda a região e a liga à cidade de Montenegro, onde se entronca com a linha Tronco Principal Sul. Originalmente, a ferrovia realizava a ligação da cidade com a capital gaúcha Porto Alegre, porém esta teve alguns de seus trechos originais suprimidos entre as décadas de 1960 e 1980. Na Estação Ferroviária de Caxias do Sul, os trens de passageiros realizaram suas últimas viagens em setembro de 1978, ficando a partir daí restrita somente ao transporte de cargas. Porém no ano de 1985, a antiga Rede Ferroviária Federal, que à época administrava a ferrovia, reativou o transporte de passageiros de forma comemorativa aos 75 anos do município, no trecho entre Caxias e Farroupilha. O Trem Húngaro da RFFSA, circulou na região pela primeira vez e contando com suas composições lotadas de passageiros, sendo definitivamente o último trem de passageiros a realizar viagens na cidade, ainda que de modo comemorativo.

### Ciência e tecnologia
Esta área é coberta pelas atividades de várias instituições. Uma delas é o Campus Caxias do Sul do Instituto Federal de Educação, Ciência e Tecnologia do Rio Grande do Sul (IFRS), que oferece, gratuitamente, 4 cursos de nível médio-técnico, 1 curso técnico, 5 de graduação e 2 de pós-graduação. O campus está localizado, num terreno doado pela prefeitura da cidade, na zona norte da cidade, no bairro Nossa Senhora de Fátima.
Também funcionam unidades da Faculdade de Tecnologia, oferecendo cursos de graduação, pós-graduação e extensão em Análise e Desenvolvimento de Sistemas, Design de Moda, Design de Produto, Engenharia de Computação, Gestão da Tecnologia da Informação, Logística, Marketing, Produção Multimídia e Redes de Computadores, entre outros.

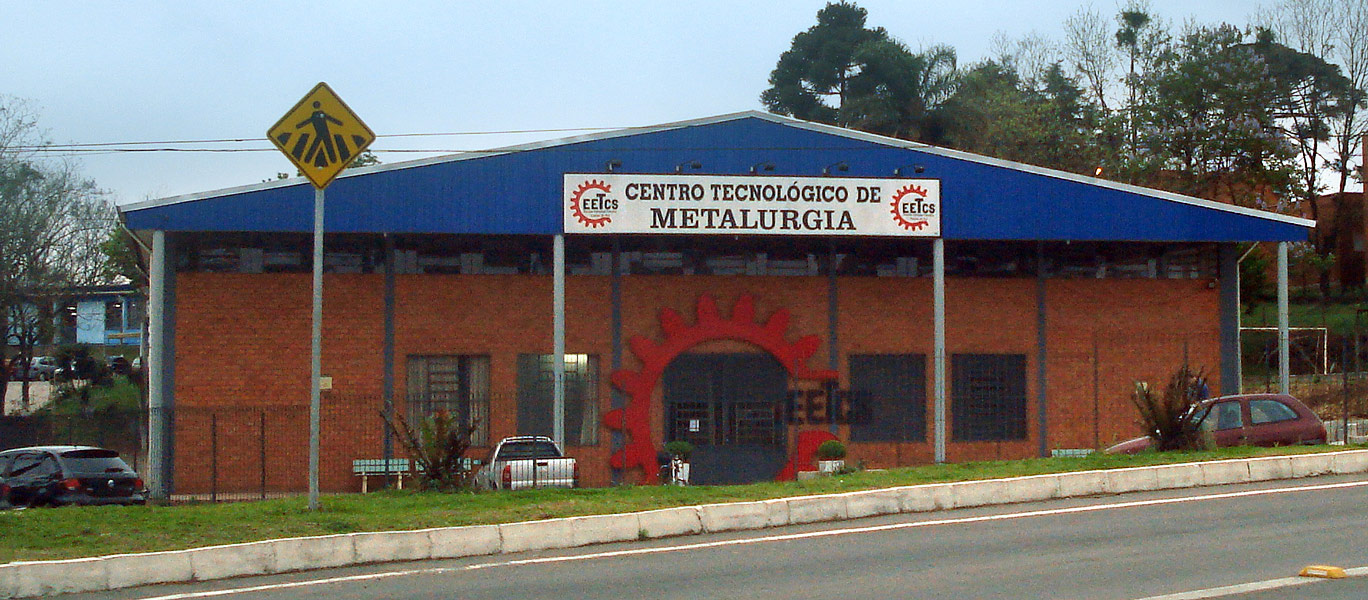
Centro Tecnológico de Metalurgia da Universidade de Caxias do Sul

A Prefeitura organiza as atividades de três polos tecnológicos, o Trino Polo, sediado na Incubadora Tecnológica, abrangendo os setores Metal-Mecânico Automotivo, Moda e Informática, integrando muitos produtores, comerciantes e instituições de ensino. Finalmente, a Universidade de Caxias do Sul também desenvolve significativa atuação na área, dando diversos cursos como Análise e Desenvolvimento de Sistemas, Ciências Humanas, Ciências Sociais, Ciências Exatas, Automação Industrial, Design de Moda, Eletrônica, Polímeros, Produção Moveleira e vários mais, além de funcionarem vários núcleos de pesquisa, entre eles Bioinformática, Biologia, Nanotecnologia, Engenharia Biomédica, Matemática Aplicada e Computacional, Meio Ambiente e Recursos Naturais. A universidade possui, ainda, vários Núcleos de Inovação e Desenvolvimento, abrangendo áreas como Agricultura Sustentável, Agroenergia, Estudos e Pesquisas em Políticas Públicas e Sociais, Estudos e Saberes Regionais, Tecnologia Agroindustrial e Tecnologia da Informação Aplicada às Organizações. Vários pesquisadores ligados à UCS já foram premiados em suas especialidades.

## Cultura

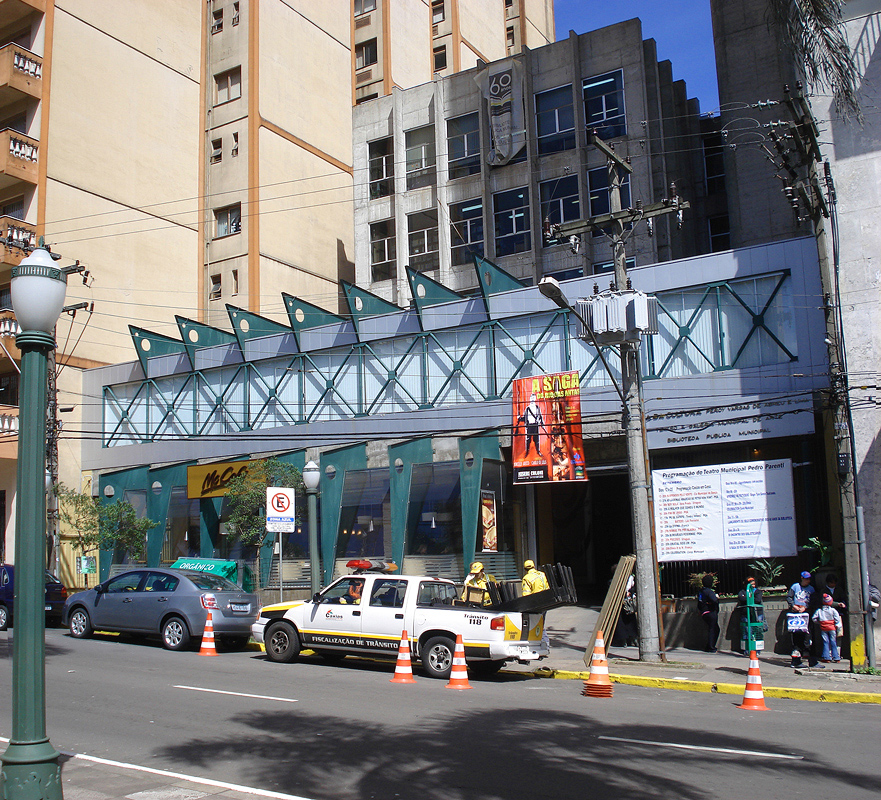
A Casa de Cultura

A colonização aconteceu em meio a grandes sacrifícios e privações materiais, num meio ambiente ainda selvagem. Com a escassa ajuda do governo, quem não trabalhasse, e muito, passaria fome. Apesar do esforço, muitos passaram fome, num início tão difícil. Neste contexto adverso, não houve muito tempo para os colonizadores se dedicarem a atividades culturais senão em seus aspectos folclóricos, sendo as mais destacadas as festas religiosas e as ligadas à produção, e os entretenimentos domésticos como a confecção de rendas, jogos e canções. A despeito de suas variadas procedências, possuindo culturas diferenciadas, o amparo nas dificuldades dependia muito deles mesmos, criando-se uma forte rede de cooperação mútua, que foi a base do rápido florescimento de uma próspera nova cidade, que centralizou a circulação dos excedentes da produção das colônias familiares do entorno. A terra se revelava pródiga, afinal. Também os uniam laços de religião, de parentesco, de ancestralidade, formando-se comunidades com um perfil conservador e tradicional num universo cultural essencialmente pragmático e funcional, mas dominado, como disse João Carlos Tedesco, pelo "ethos do colono", do imigrante, de estrangeiros arrancados de suas raízes mas ainda pouco integrados à cultura do novo país. De fato, os imigrantes formaram na região uma espécie de quisto cultural.
No núcleo urbano, à medida que as dificuldades iniciais eram superadas e a comuna enriquecia rapidamente, possibilitava-se o investimento em formas mais refinadas de arte, e em breve florescia a produção de pintores, santeiros, decoradores e fotógrafos de mérito, e no início do século XX o centro já se tornava povoado de sobrados com fachadas decoradas, palacetes e prédios imponentes e requintados como a Catedral, o Palácio Episcopal, o Cine Teatro Central, o Clube Juvenil e várias sedes bancárias, formavam-se clubes de elite, apreciava-se operetas e o povo se tornava fã do cinema. Mais do que isso, envaidecidos diante da sua própria prosperidade, e influenciados pelos fascismo de Mussolini, que chegou a elogiá-los publicamente, os imigrantes e sua primeira geração de descendentes chegaram a ser tomados de um considerável ufanismo. Debaixo da política nacionalista da era Vargas o quisto e o orgulho étnico foram dissolvidos, à custa de muita violência e repressão de parte do governo. Somente nos anos 50 houve a reconciliação social, mas neste processo de integração forçada perderam-se muitas tradições e valiosos valores comunitários.
A situação hoje é bem distinta. Caxias do Sul abriu-se para a cultura cosmopolita e cultiva as artes em suas várias manifestações. A Prefeitura Municipal mantém diretamente ou apoia de várias formas uma ampla gama de departamentos, programas, grupos e instituições culturais, entre eles a Casa de Cultura Percy Vargas de Abreu e Lima, que inclui o Teatro Municipal, a Biblioteca Pública e a Galeria Municipal de Arte, o Centro Cultural Henrique Ordovás Filho, unidades de teatro, dança, música, literatura e o Departamento de Arte e Cultura Popular, além de dinamizar diversos outros centros comunitários. A Prefeitura também participa com uma Lei de Incentivo à Cultura (o Fundoprocultura), e concede anualmente diversos prêmios e troféus em várias áreas culturais. Em 2006 650 mil reais foram gastos pelo poder público na área da cultura. Em 2008 recebeu o título de Capital Brasileira da Cultura.

### Tradições e folclore
O declínio da religião como força social aglutinadora, os novos hábitos de consumo, a profunda mudança no sistema produtivo local, a padronização do ensino brasileiro, o descaso das novas gerações para com a língua e os costumes de seus avós, a presença de grande número de migrantes recentes de ascendência não italiana para quem as tradições coloniais não dizem nada, a grande popularização de meios de comunicação e entretenimento como o rádio, a TV e o cinema, e a progressiva abertura da cidade para o mundo, provocaram entre os anos 1950 e 1960 uma rápida descaracterização das feições étnicas e tradicionais da cultura caxiense, principalmente na zona urbana. Pressentindo uma perda iminente de raízes, a partir de meados da década de 1970 alguns intelectuais nativos da região começaram a se preocupar com o resgate da herança cultural ancestral. Entre eles, Loraine Slomp Giron e João Spadari Adami, que desenvolveram importantes pesquisas que resultaram na publicação de vários livros essenciais para o estudo da história local. Entretanto, nesse período, em que houve uma verdadeira explosão de bibliografia sobre o tema da imigração, e não só em Caxias do Sul, a história dos colonos foi revista, introduzindo-se novas leituras, mais francas, objetivas e científicas, ao contrário do que haviam feito os escritores das gerações do entreguerras, que glorificaram o colono. Essas novas pesquisas apresentaram a história caxiense com suas contradições e conflitos, no intuito de tornar a imagem do imigrante menos mítica, mas mais real e mais rica.

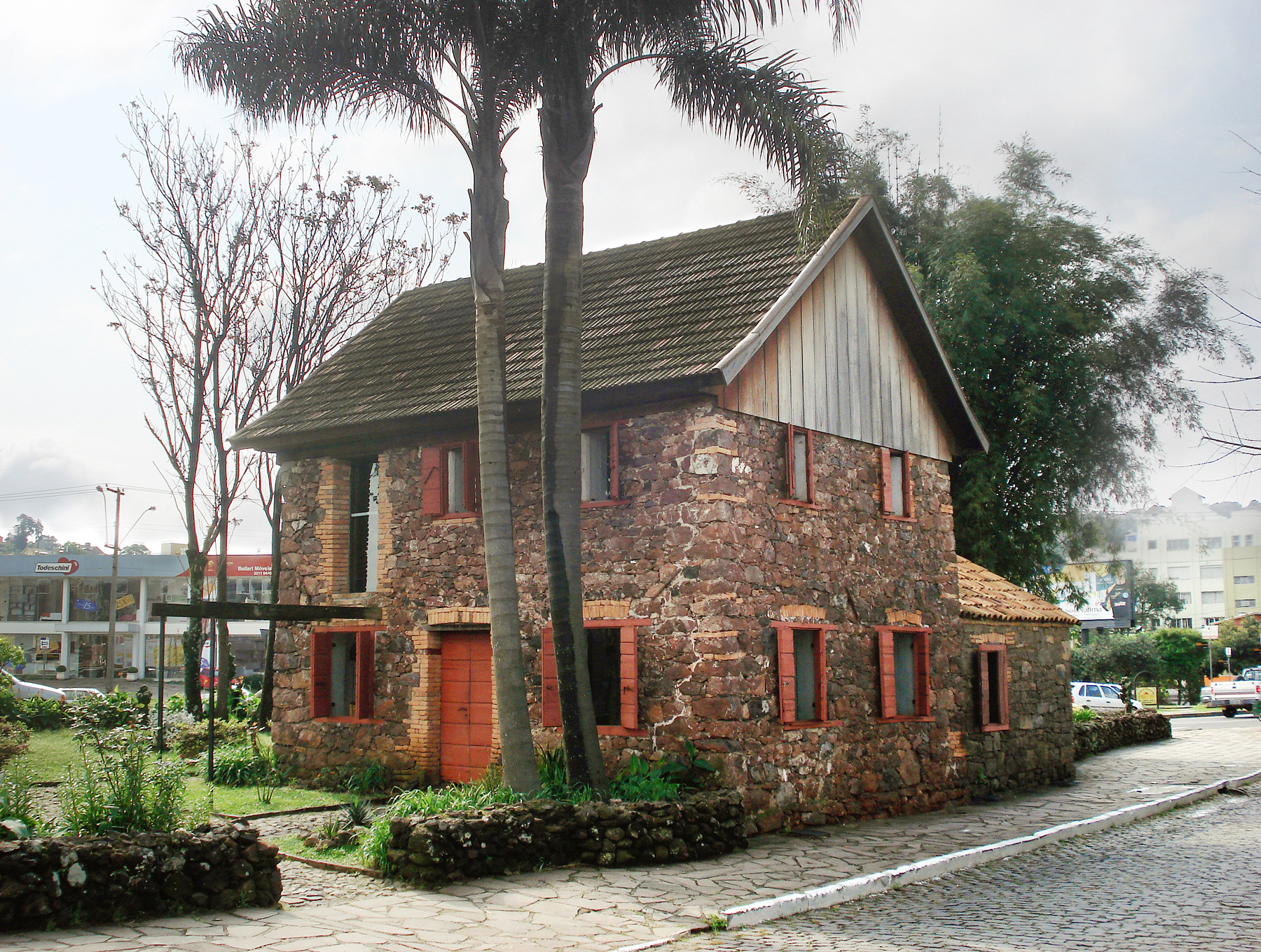
O Museu Ambiência Casa de Pedra

O mesmo interesse pelo passado fez o governo municipal reestruturar e reabrir em 1975 o Museu Municipal e criar o Museu Ambiência Casa de Pedra, dois dos mais importantes museus históricos da cidade. Em 1976 foi fundado o Arquivo Histórico Municipal e na década seguinte foi criado o Departamento de Patrimônio Histórico da Prefeitura, iniciando um trabalho de preservação e resgate das tradições imateriais, do legado artístico e da herança arquitetônica italianas, que estavam de fato desaparecendo rapidamente sob uma onda de progresso que tinha pressa de acontecer. O trabalho dessas instituições, que se baseia em uma consciência de que o progresso pode conviver com o passado, junto com a atuação de grupos artísticos como o Miseri Coloni, de teatro realizado no dialeto característico da região, o talian, são forças ativas que lutam por preservar e revitalizar aspectos importantes da tradição italiana, reinserindo-os com uma leitura crítica na vida de uma cidade que se torna cada dia mais cosmopolita.
Por outro lado, na zona rural ainda são encontradas espontaneamente tradições que remontam aos primórdios da colonização. Entre elas o filó, uma reunião de famílias que confraternizam nas cozinhas das casas ou nas cantinas. Os homens conversam e jogam cartas, bocha ou a mora, as mulheres praticam artes manuais como o crochê, a costura e a confecção da dressa, uma trança de palha de milho que dá origem aos chapéus, enquanto trocam suas experiências e as crianças brincam em torno com brinquedos rústicos. Em meio a essas reuniões, sempre acompanhadas de um bom copo de vinho, do salame, dos grostoli (espécie de bolinhos doces), do pão e do queijo, chega a hora da cantoria, quando os presentes, em coro, entoam canções antigas que lembram a terra italiana, os antepassados, e falam do amor e do trabalho. No Natal grandes grupos percorrem caminhos das comunidades rurais, visitando amigos. No caminho, portando uma tocha enfeitada com uma estrela de papel, cantam as canções da stela, anunciando a nova stela, a nova estrela que simboliza o nascimento de Jesus. No dia do padroeiro das capelas comunitárias ocorre a sagra, outra festa ritual também marcada pela prática coletiva da música e banquetes comunitários. O mesmo acontece nos casamentos, nas festas de Ano Novo e em outras datas importantes para a cultura rural, como a da vindima. Um pouco dessas tradições coloniais ainda sobrevive mesmo no centro urbano, especialmente na culinária e em algumas festas religiosas, como as "procissões do encontro" e o "beijo do Senhor Morto" durante a Semana Santa, que ainda atraem milhares de devotos.
Também permanece viva a figura de Nanetto Pipetta, um personagem literário criado em 1924 pelo frei Aquiles Bernardi como uma encarnação das utopias acalentadas pelos imigrantes em contraste com a dura realidade que enfrentaram na empreitada colonizadora. Suas aventuras foram publicadas no dialeto talian, originalmente em forma de folhetim, pelo jornal Staffetta Riograndense, e fizeram um sucesso imediato. As narrativas foram reunidas em livro várias vezes, sempre esgotando tiragens, já tendo vendido mais de 150 mil exemplares, inclusive para o exterior. Receberam uma continuação a partir de 1990 escrita por vários autores também em talian, e publicada pelo mesmo jornal, hoje o Correio Riograndense. Uma paródia bem-humorada da imagem do colono foi criada pelo cartunista Carlos Henrique Iotti, com o seu Radicci e família, publicada em vários jornais e que recebeu o Troféu HQ Mix, o maior prêmio brasileiro dedicado aos quadrinhos.

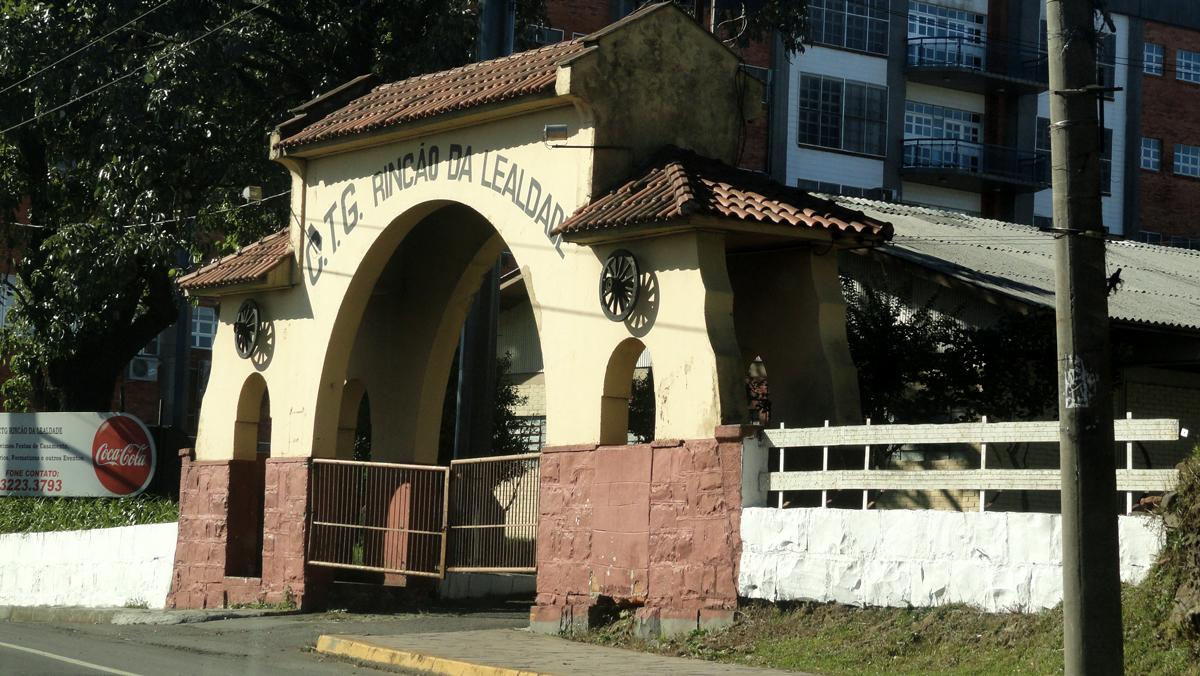
Entrada do Centro de Tradições Gaúchas Rincão da Lealdade, o mais antigo da cidade

A memória folclórica e a história oficial construídas na cidade de Caxias do Sul ainda têm por base o culto ao trabalho e às virtudes do imigrante italiano, e às vezes tendem a ignorar ou minimizar contribuições de outros grupos. Isso também se percebe nos trechos históricos oferecidos na página da Prefeitura Municipal. Mas embora o italiano tenha sido o grupo inicial largamente predominante, com 90% da população em 1898, não foi só ele quem ergueu a cidade, participando também outras etnias, nem foi ele o primeiro habitante da terra, povoada por indígenas desde milênios antes. De outra parte, a maciça penetração da cultura brasileira e internacional veiculada pelos vários meios de comunicação, junto com o crescimento contemporâneo de outras tradições, tendem a tornar a cultura local um mosaico, sendo cada vez mais difícil se definir limites e conter as interpenetrações étnicas e culturais. Como exemplo cite-se a popularização do tradicionalismo gauchesco, que realiza anualmente um Rodeio Crioulo Nacional que atrai 150 mil pessoas, e conta com mais de 20 Centros de Tradições Gaúchas na cidade, com destaque para o Rincão da Lealdade, o mais antigo, ao passo que só permanece ativa uma sociedade italiana. Mesmo no processo de cosmopolitização que a cidade experimenta nas últimas décadas, a força da tradição italiana ainda é grande. Um exemplo disso é o rechaço da comunidade de Criúva quando se propôs a criação de um parque temático indígena na região. Pressionado, o poder público se rendeu aos protestos.
Também sobrevivem histórias do folclore urbano, como a da "Martha Rocha de Caxias", uma senhora que se identificava com a famosa Miss Brasil Martha Rocha, e usava maiô e a faixa de miss em praça pública; a de Garibaldi, um golpista que oferecia para venda até obras públicas como viadutos; as que narram a tradicional rivalidade com a cidade vizinha de Bento Gonçalves, mote para muitas piadas populares, e as várias histórias envolvendo o Padre Giordani, uma das grandes lideranças comunitárias da cidade mas conhecido também por sua moral rigorosa e pelas suas atitudes polêmicas.

#### Festa da Uva

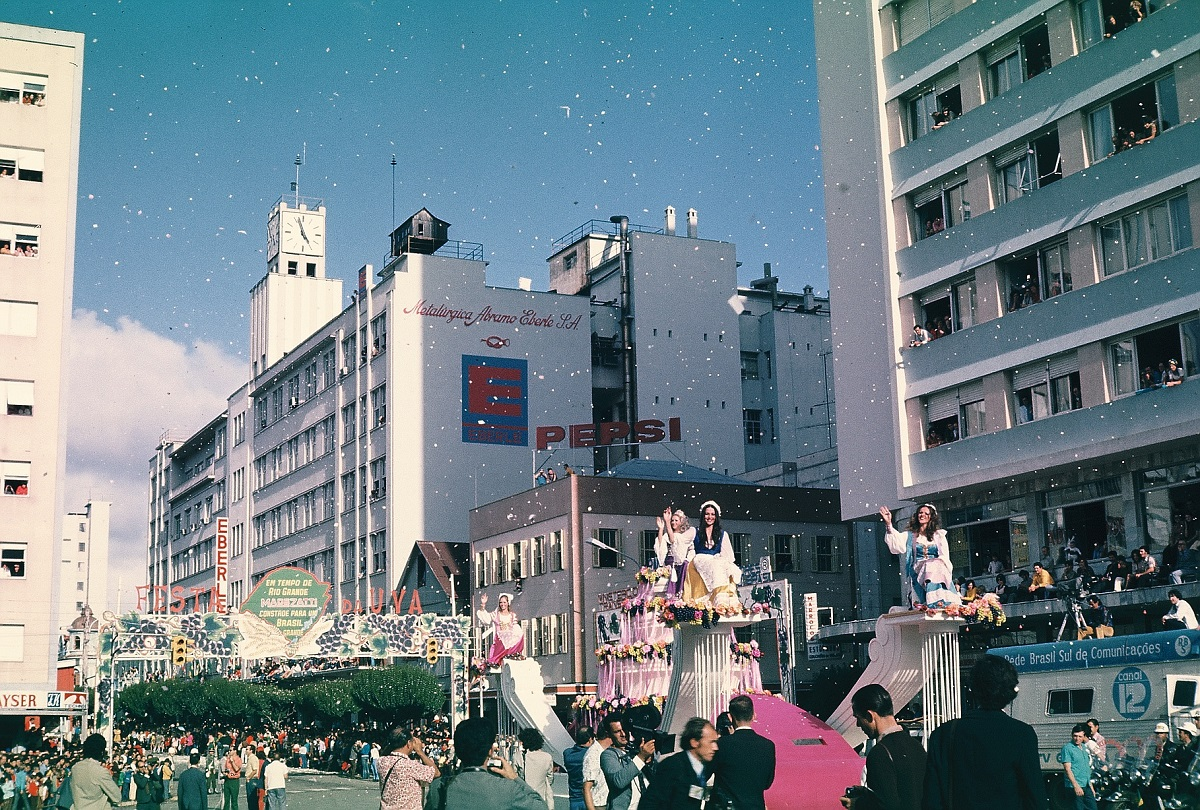
Primeira transmissão ao vivo em cores da televisão brasileira na Festa da Uva de 1972.

A Festa da Uva é a principal festividade de Caxias do Sul, dedicada a celebrar a colonização italiana e reavivar as tradições históricas da comunidade. Realiza-se a cada dois anos desde 1931, e anima toda a cidade em uma variedade de eventos que se desenrolam nos quinze dias de sua duração. No Parque de Exposições são montados centenas de estandes que apresentam os produtos agrícolas típicos da região, naturalmente com destaque para a uva, além de outras seções darem uma amostragem da atividade local nos setores da culinária, da indústria e do comércio. Acontecem também shows de música, teatro, danças, distribuição gratuita de uva, exposições temáticas, artísticas e históricas, jogos desportivos típicos da vida colonial como arremesso de queijo, amassamento de uva com os pés e corrida de tratores, as cantinas e vinícolas se abrem para os turistas, mas o evento mais marcante é o desfile de carros alegóricos, que ilustram vários aspectos do tema proposto para cada edição. No desfile aparecem a rainha e as princesas da Festa, consideradas verdadeiras embaixatrizes da cidade, divulgando-a em outros lugares. Embora os imigrantes italianos sejam os protagonistas da Festa, outras etnias que participaram da construção da cidade também são representadas e homenageadas.

### Artes
A cidade dispõe de uma galeria municipal na Casa de Cultura para exposições temporárias e uma coleção pública de arte, o Acervo Municipal de Artes Plásticas, instalado no Centro de Cultura Dr. Ordovás, desenvolvendo um programa de exposições regulares e projetos educativos. Além da atuação da Prefeitura, o campo das artes visuais é especialmente dinamizado por duas entidades privadas, a mais importante delas o Núcleo de Artes Visuais de Caxias do Sul (NAVI), que agrega muitos artistas plásticos e oferece sistematicamente cursos práticos e teóricos, seguida pela Universidade de Caxias do Sul, que mantém um curso regular de licenciatura em artes, uma galeria de exposições e uma multiplicidade de atividades de extensão voltadas para a comunidade. Ligado à UCS está o nome mais destacado das artes visuais caxienses na atualidade, Diana Domingues, coordenadora de um grupo de pesquisa vinculado à universidade para estudos avançados em arte associada à tecnologia, o ARTECNO, que congrega pesquisadores com grau de mestre e doutor, já realizou diversas exposições e publicou grande quantidade de livros e artigos sobre o tema. Diana tem também uma atuação importante como artista e pensadora independente, considerada por Oliver Grau uma das mais notáveis artistas da América do Sul, fazendo parte de conselhos editoriais e comitês de arte de vanguarda de reputação internacional.

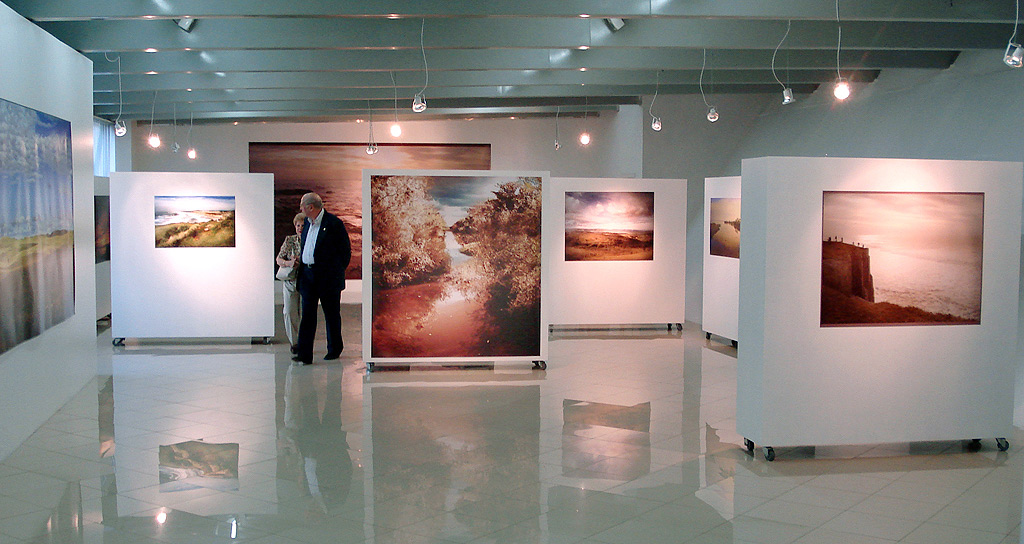
Exposição fotográfica na Casa de Cultura

A fotografia vem consolidando sua presença na cidade, embora fotógrafos notáveis como Júlio Calegari e Ulysses Geremia tenham deixado ali sua marca desde o início do século XX. O ativo Clube do Fotógrafo de Caxias do Sul comemorou em 2010 30 anos de existência, ano em que organizou a XXVI edição da Bienal de Arte Fotográfica Brasileira em Preto e Branco, com um número recorde de inscrições.. A fotografia é objeto de um curso superior oferecido pela UCS, há inúmeros estúdios profissionais em atividade e as exposições nesta técnica se realizam com frequência.
Na música erudita as duas mais importantes formações são a Orquestra Municipal de Sopros, mantida pela Prefeitura, apresentando repertório erudito e popular, mantendo ainda uma série de Concertos Didáticos abordando o tema História da Música, quando executa audições comentadas de autores célebres do passado, e a Orquestra Sinfônica da UCS, que já levou música a mais de 90 mil pessoas. Na música popular diversas bandas animam o cenário com estilos para todos os gostos, destacando-se a Apocalypse criada em 1983 , a Noisekiller, de trash, apontada como uma revelação nacional, e a The Trippers, de rock, fazendo releituras da estética dos anos 1960, classificada como finalista no festival Pepsi Music 2010, e cuja canção As Coisas São como São ganhou o prêmio SESI Descobrindo Talentos 2009. O Descarrilhado Rock Festival, um evento independente, abre espaço para a música autoral e atrai grupos de todo o estado e de fora dele, a Prefeitura comemora o Dia Mundial do Rock com outro festival, o Rock On, exibindo diversas vertentes do rock como o rockabilly, hard core, indie, punk, surf, eletrônico e até mesmo trabalhos inovadores, e apóia o Projeto Gravaêh, promovido pela ONG Cirandar e dedicado ao registro fonográfico da produção local de várias tendências. A cidade tem várias escolas de samba e existem espaços para o cultivo da MPB com intérpretes locais, inclusive com apoio oficial nos projetos Ordovás Acústico e Série Grandes Nomes realizados no Centro Cultural Ordovás Filho. Além disso, há um público considerável para a música gauchesca e diversos nomes notórios da música brasileira já se apresentaram na cidade, como Armandinho, Jota Quest, Sérgio Reis e Apocalypse.

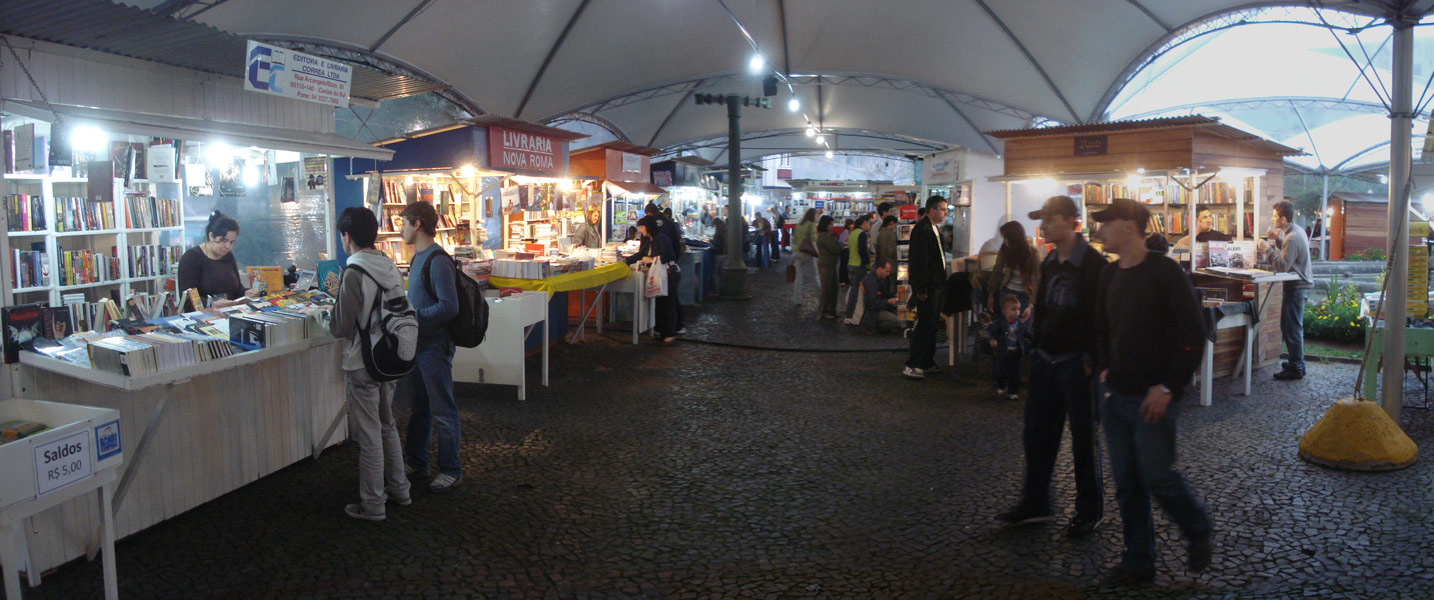
Feira do Livro de 2010

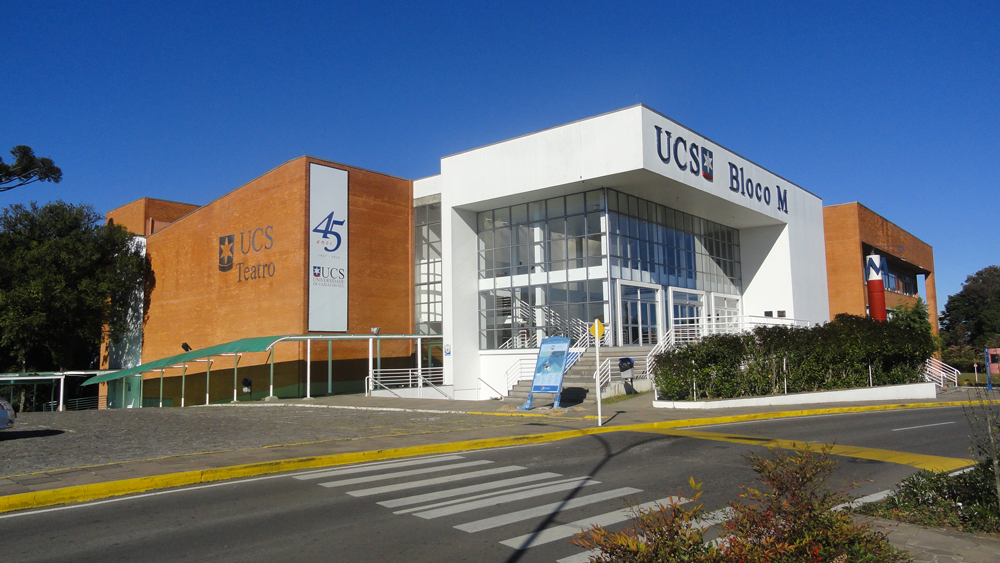
Teatro da UCS

A literatura em Caxias do Sul vem ganhando reconhecimento, possuindo uma Academia de Letras e alguns autores, nascidos ou atuantes na cidade, já conquistaram projeção nacional, como Fabrício Carpinejar, poeta, que já publicou mais de 15 livros e ganhou vários prêmios importantes, como o Prêmio Nacional Olavo Bilac, da Academia Brasileira de Letras; José Clemente Pozenato, autor de O Quatrilho, obra que recebeu uma versão cinematográfica dirigida por Bruno Barreto e foi indicada ao Oscar de Filme Estrangeiro, e Jayme Paviani, poeta e filósofo, com diversos títulos publicados e intensa atuação docente junto à UCS. Realiza-se na cidade uma Feira do Livro bastante movimentada, já em sua 26.ª edição, crescendo a cada ano e trazendo centenas de outras atrações culturais paralelas, como encontros com autores, mesas temáticas, sessões de autógrafos, música, leitura de histórias, oficinas, palestras e apresentações de teatro. Em 2009 foram comercializados 71 200 livros, com um público aproximado de 300 mil pessoas.
Há vários locais de apresentação teatral espalhados pela cidade, tais como auditórios escolares e centros culturais privados mas também há teatros bem equipados, um na Casa de Cultura, embora de porte modesto, com 286 lugares, o Teatro Municipal Pedro Parenti, e outro na Universidade de Caxias do Sul, com 750 lugares, e ambos vêm dando espaço para grupos locais e brasileiros, incluindo companhias de atores consagrados como Paulo Autran, Fernanda Montenegro, Cristiana Oliveira, José Wilker, Patrícia Pillar e Edson Celulari. Outro teatro, com 250 lugares, o Teatro Moinho da Estação, foi inaugurado recentemente, situado no prédio histórico do moinho de Aristides Germani, diante da antiga Estação Férrea, transformado em centro cultural. A Prefeitura, através de sua Unidade de Teatro, organiza ou apoia diversos grupos locais e eventos, como a Mostra de Teatro Estudantil, que na edição de 2009 apresentou 34 peças produzidas por escolares para um público de 5 600 espectadores, o Caxias em Cena, de abrangência internacional, e a Mostra de Teatro Mulher. Merece uma nota especial o grupo Miseri Coloni, que desde 1987 desenvolve um trabalho de criação teatral no dialeto talian, recriando situações vividas pelos primeiros colonizadores dentro de uma abordagem crítica que resgata a memória ancestral ao mesmo tempo em que faz enlaces com a vida moderna. Paralelamente, o grupo também faz adaptações livres, ainda em talian, de textos de autores clássicos como Goldoni.
Também a dança tem recebido atenção, e mais uma vez a Prefeitura ocupa um espaço especial, promovendo vários programas neste gênero artístico, trazendo nomes internacionais e fomentado a produção local, além de manter uma companhia estável. Mas outros grupos também são ativos, como a tradicional escola de dança Dora Ballet, com 50 anos de atividade e vários prêmios, o Ney Moraes Grupo de Dança, o Ballet Margô Brusa, premiado entre outros eventos no prestigioso Festival de Dança de Joinville, e o Núcleo de Dança Faculdade da Serra Gaúcha, que recebeu o Prêmio Desterro do Festival de Dança de Florianópolis.

#### Artesanato

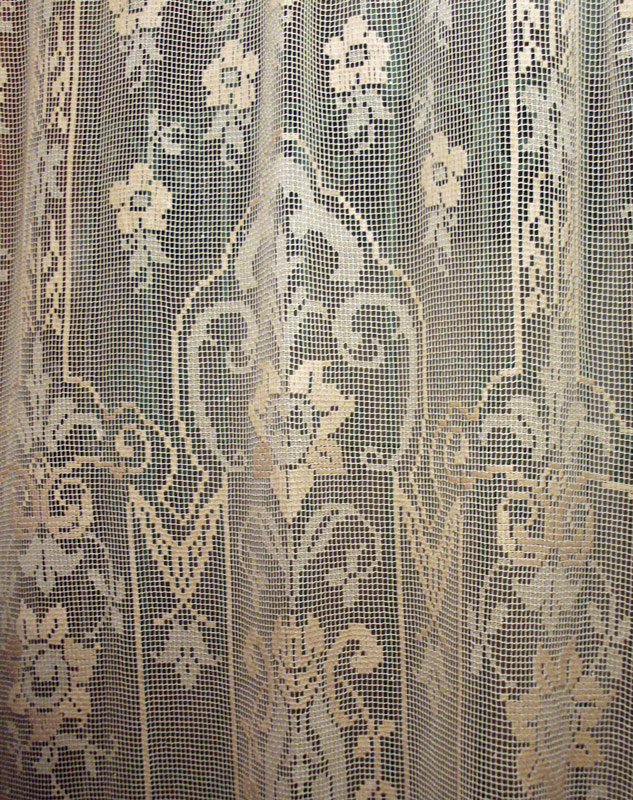
Detalhe de cortina em renda "filé", tradição do artesanato local

O artesanato caxiense ocupa uma posição importante por representar uma atividade de expressiva repercussão econômica, artística, turística e social. São mais de 2 mil artesãos cadastrados pela prefeitura, muitos deles reunidos em associações. O prefeito José Ivo Sartori, ao abrir os maiores eventos dedicados ao setor, a Feira Internacional de Cultura e Artesanato "Mãos da Terra" e a Mostra do Artesão Caxiense, realizados conjuntamente, destacou a importância da integração entre os artesãos dizendo que "as mãos são o símbolo do trabalho, da construção e da amizade. O artesanato não é apenas um produto, mas uma forma de vivenciar as crenças e a cultura de um povo. Façam desta Feira uma oportunidade de boas vendas, de troca de experiências e de fortalecimento desta atividade como fonte de renda".
A edição de 2009 dos eventos trouxe para a cidade o artesanato de 20 países e 11 estados brasileiros, ao lado de 81 expositores locais, sendo visitada por mais de 70 mil pessoas. Desta forma, os artesãos da cidade não somente elaboram sobre temas e técnicas tradicionais herdadas dos imigrantes, como a cestaria, o crochet e o tricot, como estão em uma fase de ampliação de horizontes, aproveitando tais eventos para internacionalizar os parâmetros sua atividade, que já envolve centenas de modalidades produtivas, incluindo objetos feitos com lixo reciclado.

### Arquitetura e patrimônio histórico

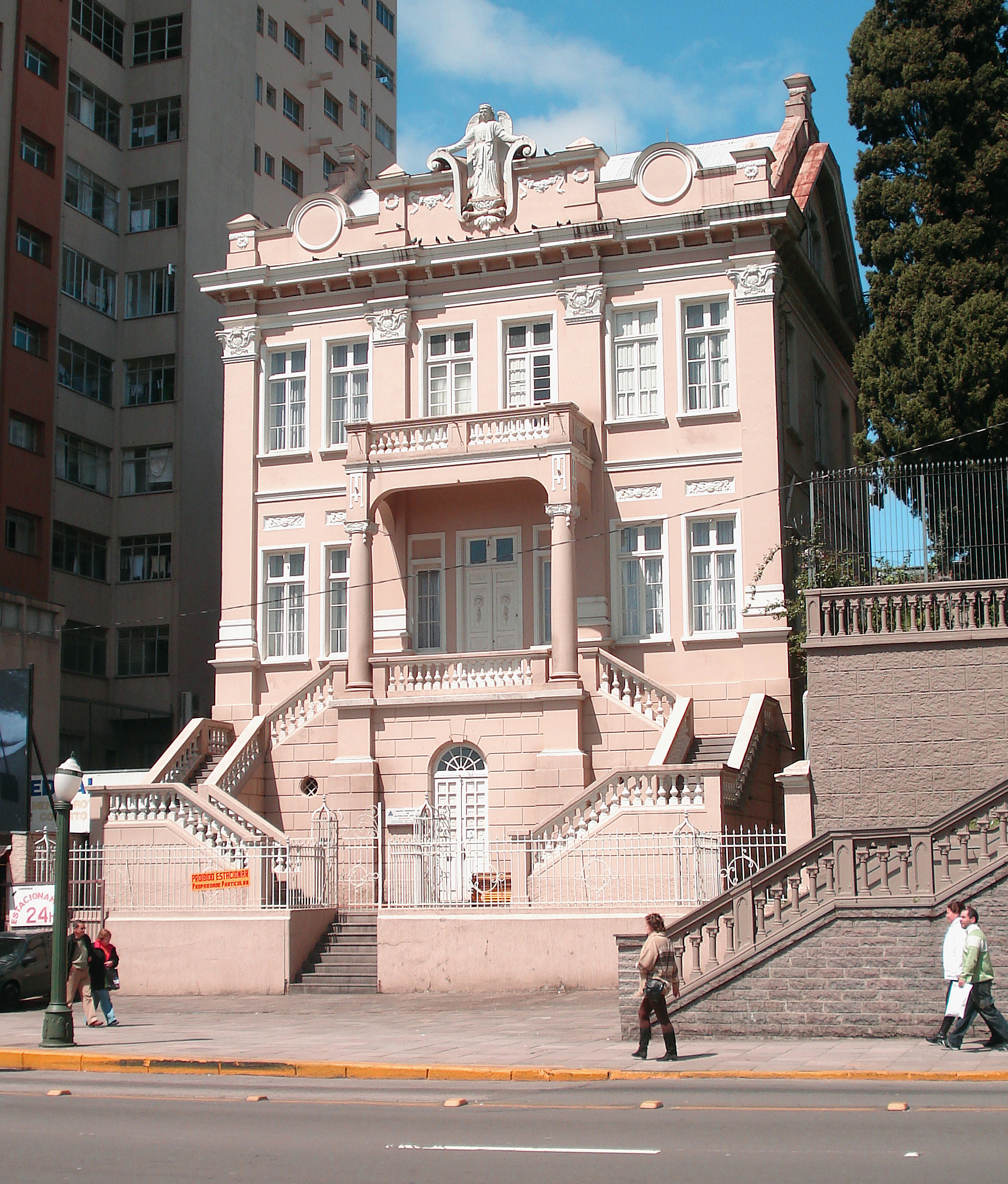
Casa Canônica, um dos prédios históricos da cidade

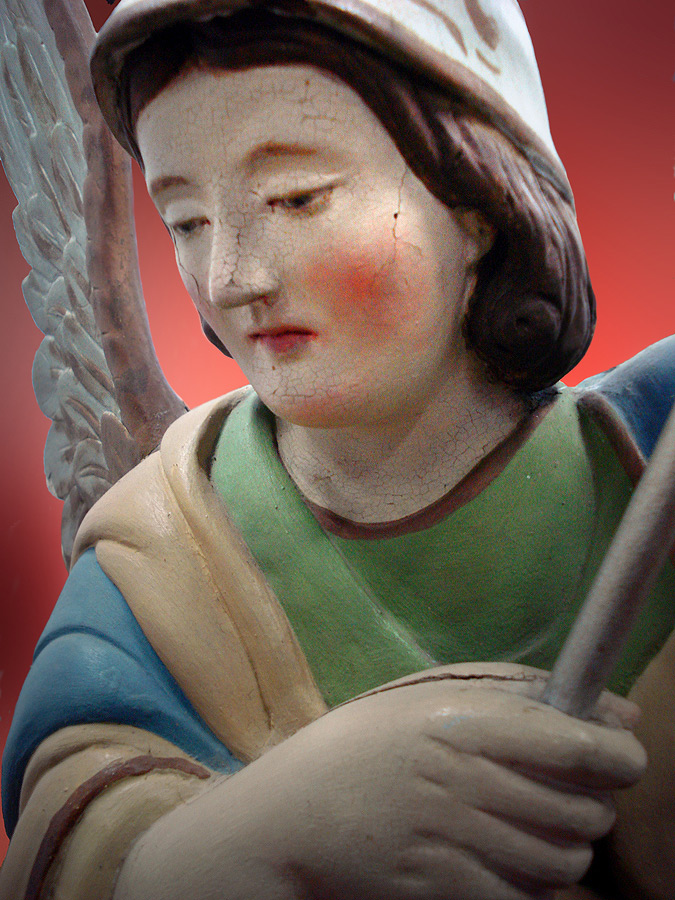
Pietro Stangherlin: detalhe do São Miguel derrotando o demônio, fins do século XIX - início do século XX, acervo do Museu Municipal

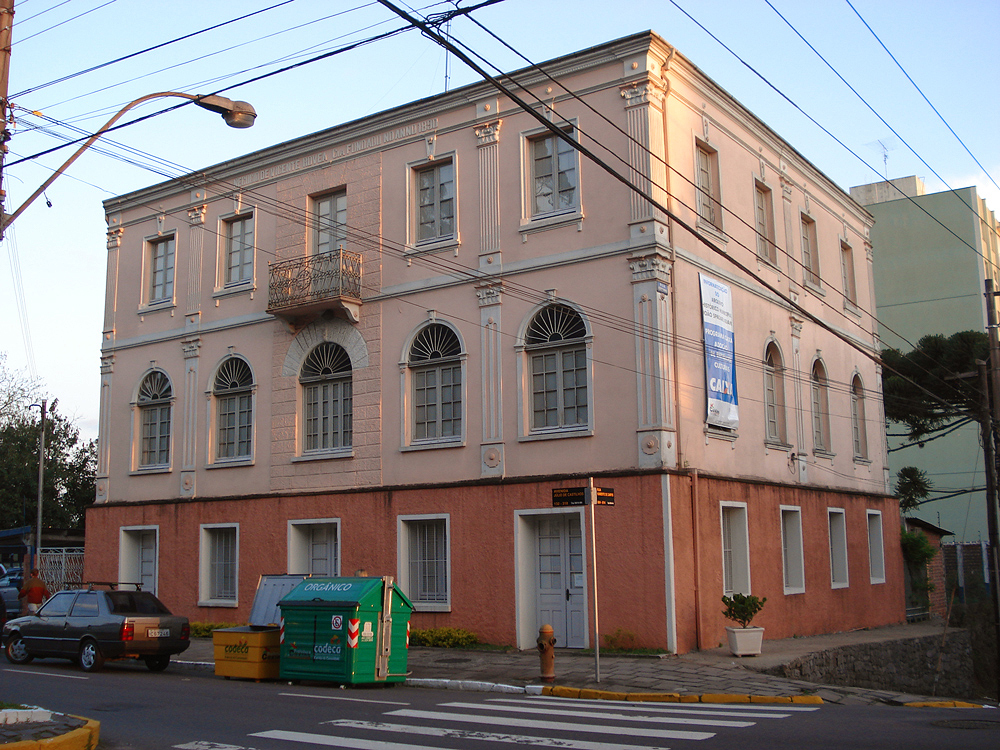
Arquivo Histórico Municipal

O interesse oficial pela preservação do patrimônio histórico e arquitetônico na cidade é relativamente recente, iniciou apenas em meados dos anos 1970 e progrediu devagar até a última década, e como resultado poucos edifícios sobreviveram à modernização urbana de meados do século XX em diante, com perdas graves, algumas insubstituíveis, como foi o caso do Cine Teatro Ópera, exemplar único de seu tipo, consumido por um incêndio que se suspeitou criminoso e que deu lugar a um estacionamento. Outro exemplo é o da Casa de Pedra, um exemplo típico da construção colonial do século XIX, sendo a única edificação em seu gênero, antes comum, que resistiu na área urbana. Embora transformado em museu desde 1975, somente em 2003 o prédio foi tombado.
Entretanto, em anos recentes a Prefeitura, em parceria com outras instituições, iniciou um trabalho de identificação, tombamento e restauro de diversos prédios de valor histórico e arquitetônico, tanto na área urbana como na rural, e tem começado a proteger também o patrimônio histórico imaterial. Entre os imóveis tombados de estilo eclético, erguidos entre fim do século XIX e início do século XX, se encontram a Livraria Saldanha, o Hospital Carbone, o Palacete Eberle, a Casa Scotti, a Casa do Patronato Agrícola e a Casa Sassi. A Capela do Santo Sepulcro é uma interessante estrutura neogótica, e os prédios históricos da Metalúrgica Abramo Eberle são bons representantes da edificação industrial modernista. Embora não tombada, é de grande interesse e importância a Catedral de Caxias do Sul, construída a partir de 1895 em estilo neogótico, com uma série de vitrais alemães, altares laterais com estatuária de artistas locais como Pietro Stangherlin e Michelangelo Zambelli, e um grande altar-mor ricamente entalhado, obra de Francisco Meneguzzo. A Catedral faz um conjunto com a Casa Canônica, um palacete em estilo eclético que serve como residência do bispo. Além da proteção do tombamento, de acordo com a Lei Orgânica municipal de 1999 nenhum edifício ou obra com mais de 50 anos de idade, sejam prédios públicos ou particulares, igrejas, capelas, monumentos, estátuas, praças ou cemitérios, podem ser demolidos sem autorização prévia do Conselho Municipal do Patrimônio Histórico e Cultural.
Outras instituições ligadas ao Departamento de Memória e Patrimônio Cultural da Secretaria de Cultura se dedicam a resgatar, estudar, sistematizar, preservar e divulgar relíquias do passado sob várias formas. Dentre elas se destacam:
- O Museu Municipal de Caxias do Sul, voltado para a preservação dos registros materiais do processo imigratório e civilizatório na região. Instalado na antiga residência Otolini, possui um grande acervo de utensílios dos antigos agricultores, outros ligados a ofícios urbanos variados, uma bela seção de arte sacra e uma multiplicidade de outras peças. O Museu é bem estruturado e oferece uma série de atividades voltadas para a comunidade.[334]
- O Arquivo Histórico Municipal João Spadari Adami, criado em 1976, estando hoje instalado no prédio do antigo Hospital Carbone. Estuda e conserva documentação escrita e visual variada, de origem pública e privada.[335]
- O Memorial Atelier Zambelli, que preserva e expõe os remanescentes do estúdio de escultura da importante família de santeiros e decoradores, que atuou não só no município mas em toda a região de colonização italiana.[336]
- O Museu da Uva e do Vinho Primo Slomp. Enfocando uma das atividades produtivas mais características do município, o Museu foi criado em 2002 no prédio histórico da Cooperativa Vitivinícola Forqueta, com um variado acervo de objetos utilizados na produção da uva e no fabrico do vinho, incluindo objetos empregados em atividades correlatas como a tanoaria e a cestaria.[337]
- O Sítio Ferroviário de Caxias do Sul, tombado pelo IPHAE desde 2001 e voltado para a preservação da memória da ferrovia e dos trens na cidade. No sítio constam as seguintes edificações: a Estação Ferroviária de Caxias do Sul, o pátio ferroviário da VFRGS (posteriormente RFFSA), as plataformas de embarque de passageiros, o prédio dos sanitários, o prédio do depósito de cargas, o prédio do depósito de locomotivas, a caixa de água e a Casa do Administrador.[338]

Dependente da Ordem dos Capuchinhos funciona o Museu dos Capuchinhos, que além de realizar exposições temporárias temáticas abriga um importante acervo de arte sacra recolhido de todo estado, preservando ainda outros objetos, como paramentos litúrgicos, livros, pinturas, fotografias, manuscritos, instrumentos musicais, ferramentas agrícolas, material doméstico e mobiliário, que de alguma forma se relacionam com a história da Província dos Capuchinhos do Rio Grande do Sul.
A despeito da existência de legislação municipal protetora do patrimônio histórico, uma série de edificações, várias delas tombadas ou inventariadas, vêm sendo adulterada em projetos de "revitalização" ou "retrofit", que têm seu interesse principal na adaptação do imóvel para um novo uso mas raramente seguem as regras estabelecidas pelas cartas patrimoniais internacionais, das quais o Brasil é signatário, e que pregam o princípio da intervenção mínima e reversível e a necessidade da preservação da autenticidade e do valor documental das edificações. Muitas dessas intervenções têm sido extensas, introduzindo elementos e volumes novos e eliminando outros originais, desfigurando radicalmente os bens, mas têm sido autorizadas pelo Conselho do Patrimônio Histórico da cidade, o responsável pela avaliação e aprovação dos projetos. Entre as edificações antigas que já passaram por tais "revitalizações" estão o complexo da Metalúrgica Eberle, os prédios da Cantina Antunes, a Cooperativa Vinícola São Victor, a Vinícola Rio-Grandense, o Pastifício Caxiense, a fábrica das Confecções Alfred, a fábrica Marumby, o complexo do Moinho Germani, entre outros. Grande parte dos projetos ditos de "restauro" realizados na cidade recentemente, segundo Costa, Moraes & Stumpp, se caracterizam não como restauros, mas como reformas desprovidas de embasamento teórico e/ou reconhecimento do valor histórico ou estético do objeto, desconsiderando os preceitos internacionais e atendendo em primeiro lugar a necessidades de praticidade questionáveis e a apelos especulativos.

### Turismo

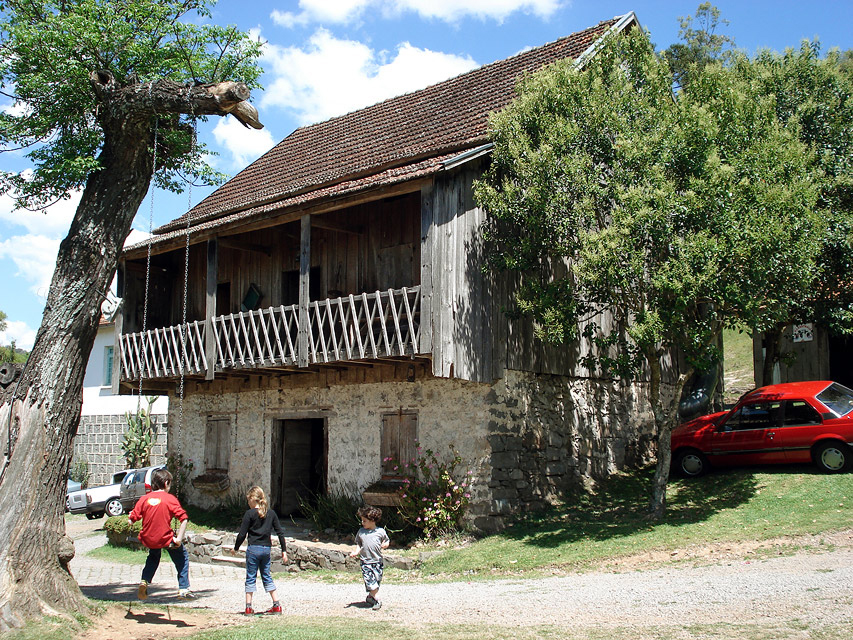
Casa e cantina colonial típicas na zona rural, integrante do roteiro turístico Caminhos da Colônia

A parte a tradicional Festa da Uva, que tem fortes raízes folclóricas e atrai um público de cerca de um milhão de pessoas, o turismo em Caxias do Sul foi relativamente pouco explorado, mas nos últimos tempos está ocorrendo um crescimento na atenção a este setor. A Secretaria do Turismo lançou em 2010 o projeto Semana Municipal do Turismo, com programações e passeios para o público e debates entre especialistas. Além de roteiros já consolidados, como La Città, Caminhos da Colônia, Estrada do Imigrante e Ana Rech, onde o visitante conhece a história da cidade e dos imigrantes enquanto tem a oportunidade de saborear pratos tradicionais e apreciar paisagens características, em 2008 uma parceria entre a Prefeitura e o Sebrae/RS identificou outras regiões com potencial turístico, entre elas os distritos rurais de Fazenda Souza, Santa Lúcia do Piaí, Vila Cristina, Vila Oliva e Vila Seca, desvendando, segundo Josemari Pavan, possibilidades que nem mesmo a população local conhecia. A partir deste estudo surgiram novas propostas de dinamização do setor. A cidade recebeu em média, entre 2005 e 2008, 350 mil turistas/ano, e as projeções indicam um crescimento de 11% até dezembro de 2011.
Em 2007 havia cerca de vinte hotéis e 30 mil leitos, em estabelecimentos de todas as categorias, desde pousadas e hotéis-parque a casas tradicionais. Nos últimos anos vários hotéis mais antigos, fortemente ligados à história local, fecharam suas portas, como o Alfred Hotel e o Real Hotel, mas entraram no mercado outros de grande porte, como o Blue Tree Towers, o Norton Hotel e o Intercity Hotel, entre outros. Outras de suas atrações mais conhecidas são a Igreja de São Pelegrino, com uma grande e importante série de pinturas de Aldo Locatelli e notáveis portas em bronze lavradas por Augusto Murer; a réplica de um trecho do núcleo urbano original, construída no parque de exposições da Festa da Uva, o Monumento Nacional ao Imigrante, obra de Antonio Caringi, o Museu Ambiência Casa de Pedra, a Catedral e o Museu Municipal.

### Esportes

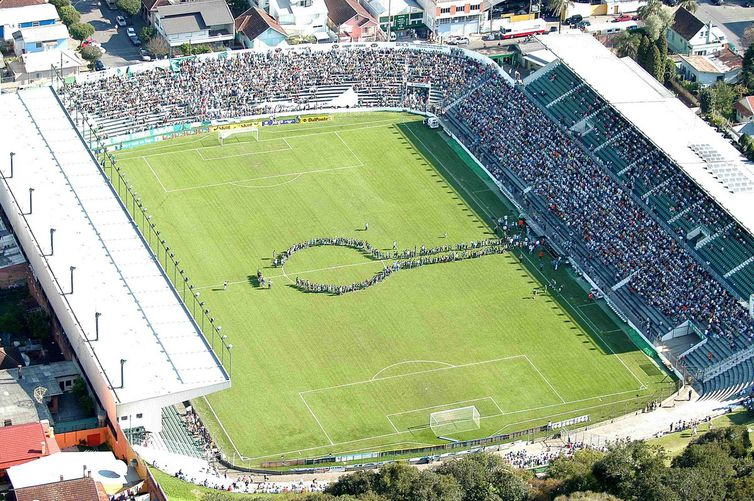
Estádio Alfredo Jaconi em vista aérea.

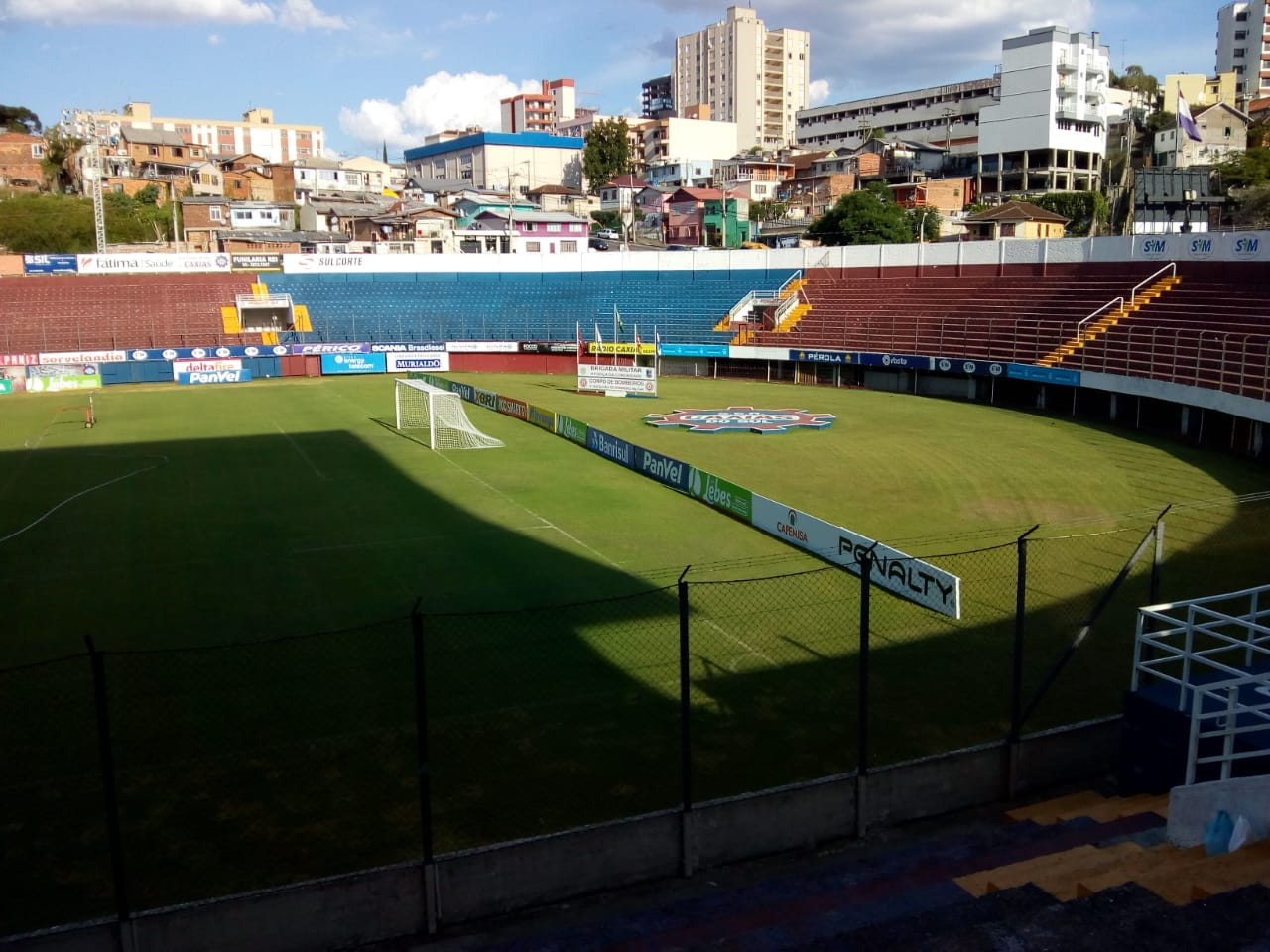
Estádio Centenário em vista interna.

Há uma significativa atividade esportiva na cidade, com alguns clubes de longa tradição. No futebol se destacam a Sociedade Esportiva e Recreativa Caxias do Sul, sediada no Estádio Francisco Stédile, que já foi campeã gaúcha em 2000, e o Esporte Clube Juventude, com seu Estádio Alfredo Jaconi. Em 2020, o Juventude conquistou o acesso à Série A de 2021. Também já conquistou um Campeonato Brasileiro - Série B (1994), um Campeonato Gaúcho (1998) e uma Copa do Brasil (1999).
No basquete a equipe Caxias do Sul Basquete já conquistou seis títulos no Campeonato Gaúcho de Basquete e participa do NBB, com o Ginásio Vasco da Gama sempre lotado, conseguindo grandes resultados, alcançando as quartas de finais da competição em 2018, e há várias outras em atividade que disputam o Campeonato Citadino. Na cidade também já se realizou o Campeonato Brasileiro de Basquete Master e em 2010 se realizam as disputas do adulto masculino do Sul-Brasileiro de Clubes. No handebol feminino a equipe APAHAND/UCS/Prefeitura de Caxias participou com bons resultados da Liga Nacional de Handebol e teve jogadoras convocadas para a seleção brasileira, que conquistou medalha de bronze nos Jogos Olímpicos da Juventude, em Singapura.
No vôlei a equipe da UCS participou de várias edições da Superliga Brasileira, no tênis o Recreio da Juventude compete no Circuito S.C.A. de Tênis Gaúcho e na cidade ocorre o Aberto de Tênis de Caxias do Sul. Clubes recreativos tradicionais, como o Recreio da Juventude e o Clube Juvenil também possuem boa estrutura esportiva, oferecendo possibilidade de prática em esportes variados como futebol, futsal, ginástica artística, handebol, judô, natação, tênis e voleibol, e conquistando premiações em várias competições estaduais e nacionais. A Prefeitura, através de sua Secretaria de Esporte e Lazer, apoia e financia uma série de outras associações, campeonatos e clubes esportivos de várias categorias e para várias idades, incluindo atletismo, squash, motocross, corrida, bolão, canoagem, natação e outras mais.

### Culinária

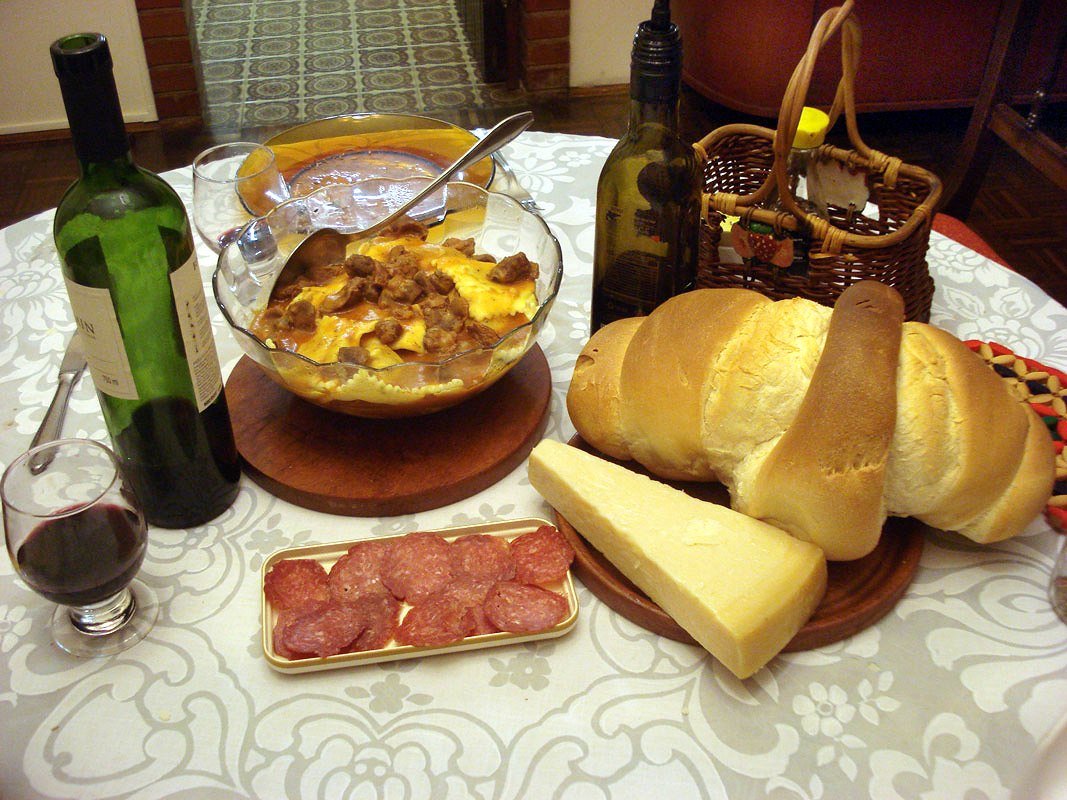
Mesa com pratos típicos italianos: vinho tinto, tortei ao molho de miúdos, salame, queijo parmesão e pão colonial

A base da cozinha folclórica italiana é o galeto assado (galeto al primo canto), a polenta mole ou frita, e  massas como os bigoli (macarrão) e os tortei (trouxinhas de massa embutidas com purê de abóbora temperado com noz moscada), mas outros pratos também são populares, como a sopa de agnolini (trouxinhas de massa recheada de carne de galinha), a salada de radicci com pancetta (variedade de almeirão com folhas estreitas e sabor amargo temperado com toucinho frito), a canjica de milho, o crem (tipo de raiz forte ralada conservada em vinagre tinto e usada como tempero de carnes), pães e biscoitos caseiros, a canja de galinha, o risoto, compotas e doces, com destaque para a uvada, salames, a fortaia (omelete com queijo ou salame), e queijos, além de muitas variedades de vinho. Entretanto, por influência de outras etnias e por força das condições locais que impuseram o cultivo de produtos mais adaptados ao clima da região, a cidade desenvolveu uma culinária com características mais variadas, em muitos pontos original. Dos alemães foi incorporada a batata, e dos gaúchos aprenderam a apreciar o charque, o churrasco, o feijão, o arroz, a mandioca, a batata-doce, o chimarrão, a cachaça, frutas silvestres autóctones como a gabiroba, a amora e a pitanga, e o pinhão da araucária.
Em tempos recentes, para agradar novas freguesias, a culinária tradicional também vem sendo adaptada e "atenuada": o radicci, antigamente apreciado pelo seu amargor, agora é comumente servido nos restaurantes com suas folhas mais novas, que são menos amargas; as tábuas de queijo e salame são enriquecidas com muitas variedades que não faziam parte do cardápio dos primeiros imigrantes, receitas são adaptadas usando ingredientes diferentes dos tradicionais, e a apresentação dos pratos também vem sendo modificada sob influência de padrões internacionais e por exigência de agências de turismo.
A cidade é conhecida pela fartura e qualidade de sua cozinha, servida em cerca de 300 restaurantes e mais cerca de 600 outros estabelecimentos. Vários são especializados na culinária tradicional, há diversos dedicados a baurus e filés, e em anos recentes outros têm variado seus cardápios, se abrindo para a cozinha internacional, incluindo de regiões do oriente, especialmente japonesa e chinesa. Os que mais têm crescido são as pizzarias, os rodízios e as tele-entregas. O setor de lanches também está em crescimento e passa por um processo de diversificação, muitos se aproximando dos restaurantes. Também há um bom número de churrascarias.

### Feriados
Além dos feriados nacionais previstos em lei, a cidade tem feriados próprios: Sexta-feira Santa e Corpus Christi (móveis), 26 de maio, dia de Nossa Senhora de Caravaggio, e 2 de novembro, dia de Finados.

## Geminações
Caxias do Sul possui as seguintes cidades-gêmeas (cidades-irmãs):
- Pedavena, Belluno, Itália, desde 2009;[374]
- Little Rock, Arkansas, Estados Unidos, desde 2017;[375]
- Clarksdale, Mississippi, Estados Unidos, desde 2020.[376]